# Liste d'abbayes bénédictines de France
Cet article liste les abbayes bénédictines actives ou ayant existé sur le territoire français actuel. Il s'agit des abbayes de religieux (moines, moniales) suivant la règle de saint Benoît, à l'exclusion des cisterciens.
Ces abbayes ont formé, à différentes époques, des ordres, congrégations ou groupements, dont les principaux, pour les abbayes françaises, ont été :
- l'ordre des Célestins (1300-1778) ;
- l'ordre monastique de Chalais (Chalaisiens) (1142-XIIIe siècle) ;
- l'ordre de Cluny (Clunisiens) (910-1790) ;
- l'ordre de Fontevraud (Fontevristes) (1101-1790) ;
- la congrégation des Allobroges (1612-1791) ;
- la congrégation bénédictine d'Alsace (1621-1792) ;
- la congrégation de Bursfelde (1430-1803) ;
- la congrégation de la Chaise-Dieu (1080-1640) (Casadéens) ;
- la congrégation de Chezal-Benoît (1488-1636) ;
- la congrégation des Exempts de Flandre (1569-1781) ;
- la congrégation des Exempts de France (1579-1770) ;
- la congrégation de Saint-Maur (Mauristes) (1621-1790) ;
- la congrégation de Saint-Vanne et Saint-Hidulphe (Vannistes) (1604-1790) ;
- la congrégation de Saint-Victor de Marseille (Victorins) (977-1726) ;
- la congrégation de Tiron (Tironiens ou Moines gris) (1114-1791) ;
- le groupement d'Afflighem (16..-1654) ;
- la Société de Bretagne (1604-1628).

Les congrégations bénédictines existantes en France sont :
- la congrégation bénédictine anglaise (1216-1540) restaurée entre 1607 et 1633 ;
- l'ordre camaldule (congrégation des moines ermites de Camaldoli), fondé en 1072, associée à l'ordre bénédictin en 1965 ;
- la congrégation de Sainte-Justine dite cassinienne fondée en 1408 ;
- la congrégation du Mont-Olivet (Olivétains et Olivétaines), fondée en 1313, associée à l'ordre bénédictin depuis 1960 ;
- la congrégation Notre-Dame d'Espérance, fondée en 1966, associée à l'ordre bénédictin en 1990 ;
- la congrégation de Solesmes (congrégation de France) remplace depuis 1837 les anciennes congrégations de Cluny, des Saints-Vanne-et-Hydulphe et de Saint-Maur ;
- la congrégation de Subiaco fondée au XVe siècle, dont fait partie :
  - la fédération du Cœur Immaculé de Marie, fondée en 1830.

Les dates indiquées entre parenthèses correspondent au début et à la fin du statut canonique d'abbaye bénédictine, mais ne coïncident pas obligatoirement avec la création et la disparition du monastère.
Les abbayes bénédictines actives sont signalées en caractères gras.
Ne figurent pas dans cette liste les prieurés dépendant des abbayes citées, à l'exception de quelques prieurés conventuels importants.
- Haut – A
- B
- C
- D
- E
- F
- G
- H
- I
- J
- K
- L
- M
- N
- O
- P
- Q
- R
- S
- T
- U
- V
- W
- X
- Y
- Z

## A

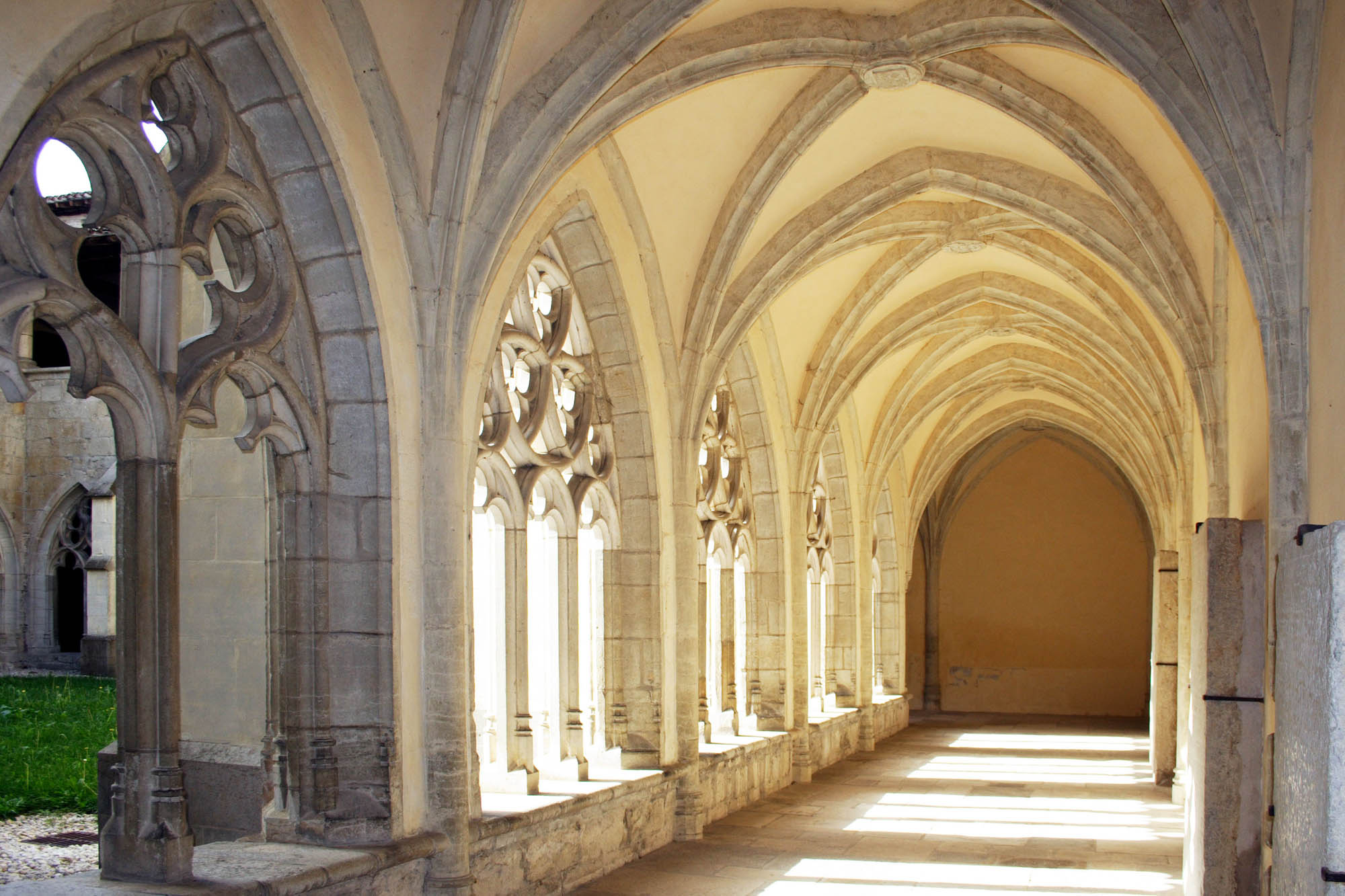
Abbaye d'Ambronay (Ain) - le cloître.
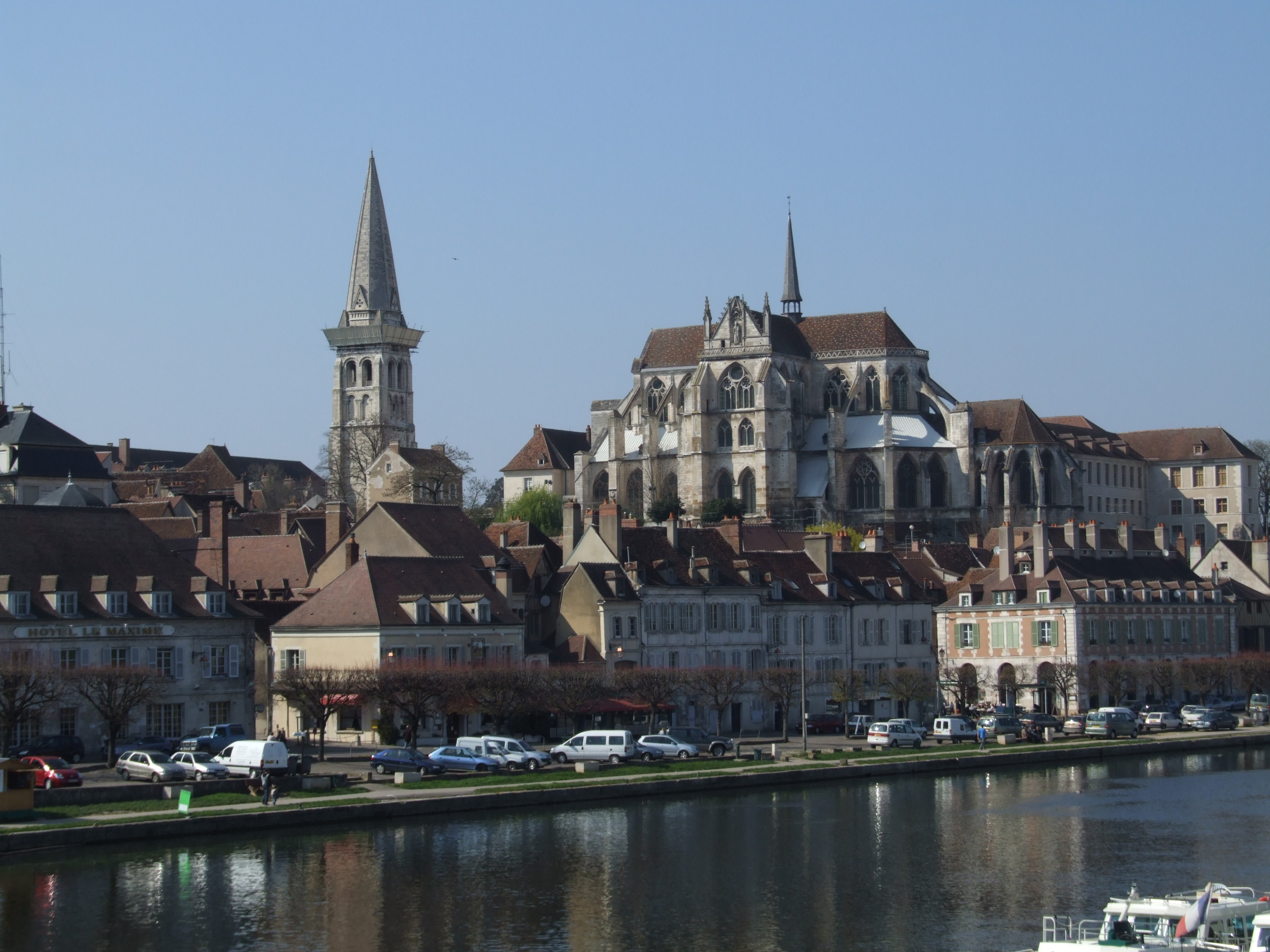
Abbaye Saint-Germain d'Auxerre

| Abbaye                                                                      | Communauté                                                                 | Diocèse                                                                                          | Date                         | Localisation                                                |
| --------------------------------------------------------------------------- | -------------------------------------------------------------------------- | ------------------------------------------------------------------------------------------------ | ---------------------------- | ----------------------------------------------------------- |
| Abbaye Notre-Dame de L'Absie                                                | moines                                                                     | Diocèse de Poitiers, et en 1317 au Diocèse de Maillezais, puis en 1648 au Diocèse de La Rochelle | 1120                         | L'Absie (Deux-Sèvres)                                       |
| Abbaye de Moutier-d'Ahun                                                    | moines                                                                     |                                                                                                  | 997 - XVe siècle             | Moutier-d'Ahun (Creuse)                                     |
| Abbaye d'Alet                                                               | moines                                                                     | Diocèse de Narbonne                                                                              | v. 813-v. 1600               | Alet-les-Bains, Aude                                        |
| Abbaye des Alleuds                                                          | moines                                                                     | diocèse de Poitiers                                                                              | 1120-1790                    | Les Alleuds Deux-Sèvres                                     |
| Abbaye des Allois : voir La Geneytouse                                      |                                                                            |                                                                                                  |                              |                                                             |
| Abbaye Notre-Dame d'Almenêches                                              | moniales                                                                   | diocèse de Sées                                                                                  | transfert à Argentan en 1736 | Almenêches (Orne)                                           |
| Abbaye d'Altorf                                                             | moines                                                                     | diocèse de Strasbourg                                                                            | ?-1791                       | Altorf, Bas-Rhin                                            |
| Abbaye Notre-Dame d'Ambronay (ou Ambournay)                                 | moines                                                                     | diocèse de Lyon                                                                                  | 803-1787                     | Ambronay (Ain)                                              |
| Abbaye Saint-Sauveur d'Anchin                                               | moines                                                                     | diocèse de Cambrai                                                                               | 1079 - 1790                  | Pecquencourt (Nord)                                         |
| Abbaye Notre-Dame de Vive Fontaine d'Andecy,                                | moniales                                                                   | diocèse de Reims, puis en 1259 diocèse de Chalons                                                | 1127-1790                    | Baye (Marne)                                                |
| Abbaye d'Andlau (ou Andlaw)                                                 | moniales                                                                   | diocèse de Strasbourg                                                                            | 880-1790                     | Andlau (Bas-Rhin)                                           |
| Abbaye Saint-Médard d'Andres,                                               | moines                                                                     | diocèse de Boulogne-sur-Mer                                                                      | 1080-1544                    | Andres (Pas-de-Calais)                                      |
| Abbaye Notre-Dame du Ronceray d'Angers                                      | moniales                                                                   | diocèse d'Angers                                                                                 | 1028-1790                    | Angers (Maine-et-Loire)                                     |
| Abbaye Saint-Aubin d'Angers                                                 | moines                                                                     | diocèse d'Angers                                                                                 | 966-1790                     | Angers (Maine-et-Loire)                                     |
| Abbaye Saint-Nicolas d'Angers                                               | moines                                                                     | diocèse d'Angers                                                                                 | 1020-1790                    | Angers (Maine-et-Loire)                                     |
| Abbaye Saint-Serge d'Angers                                                 | moines                                                                     | diocèse d'Angers                                                                                 | 705-1790                     | Angers (Maine-et-Loire)                                     |
| Abbaye Saint-Ausone d'Angoulême                                             | moniales                                                                   | diocèse d'Angoulême                                                                              | XIe s.-1790                  | Angoulême (Charente)                                        |
| Abbaye Saint-Cybard d'Angoulême                                             | moines                                                                     | diocèse d'Angoulême                                                                              | IXe s.-1790                  | Angoulême (Charente)                                        |
| Abbaye Saint-Benoît d'Aniane                                                | moines                                                                     | diocèse de Maguelonne, puis de diocèse de Montpellier                                            | 782-1790                     | Aniane (Hérault)                                            |
| Abbaye Notre-Dame du Val d'Arcisses                                         | moines de 1123 au XVIIe siècle - moniales du XVIIe siècle au XVIIIe siècle | diocèse de Chartres                                                                              | 1123 - détruite en 1791      | Arcisses - Brunelles                                        |
| Abbaye Notre-Dame d'Argentan,                                               | moniales                                                                   |                                                                                                  | VIIe s.                      | Argentan, Orne                                              |
| Abbaye Notre-Dame d'Argenteuil                                              | moniales (VIIe.s-XIIe.s) puis moines (XIIe.s-1790)                         | Diocèse de Paris                                                                                 | VIIe siècle -1790            | Argenteuil                                                  |
| Abbaye Saint-Césaire d'Arles                                                | moniales                                                                   | diocèse d'Arles                                                                                  | 512-1790                     | Arles                                                       |
| Abbaye Sainte-Marie d'Arles-sur-Tech                                        | moines                                                                     | diocèse de Perpignan                                                                             | VIIIe s.-1790                | Arles-sur-Tech (Pyrénées-Orientales)                        |
| Abbaye Notre-Dame de l'Arpajonie                                            | moines                                                                     | diocèse de Vabres bien que située dans les limites du diocèse de Rodez                           | 6 mai 1297                   | Millau                                                      |
| Abbaye Saint-Vaast d'Arras                                                  | moines                                                                     | diocèse d'Arras                                                                                  | 667-1790                     | Arras (Pas-de-Calais)                                       |
| Abbaye d'Artecelle : voir Celle                                             |                                                                            |                                                                                                  |                              |                                                             |
| Abbaye Notre-Dame d'Asnières                                                |                                                                            |                                                                                                  |                              | Cizay-la-Madeleine                                          |
| Abbaye d'Auchy (ou d'Aumale)                                                | moines                                                                     | diocèse de Rouen                                                                                 | 1130-?                       | Aumale (Seine-Maritime)                                     |
| Abbaye d'Auchy-lès-Hesdin dite au début: Abbaye d'Auchy-les-Moines          | moines                                                                     | diocèse de Boulogne-sur-Mer                                                                      | 1077                         | Auchy-lès-Hesdin (Pas-de-Calais)                            |
| Abbaye d'Aurillac                                                           | moines                                                                     | aucun, abbaye chef d'ordre relevant du Saint-Siège                                               | vers 896-1561                | Aurillac (Cantal)                                           |
| Abbaye Saint-Andoche d'Autun                                                | moniales                                                                   | diocèse d'Autun                                                                                  |                              | Autun (Saône-et-Loire)                                      |
| Abbaye Sainte-Marie de Saint-Jean-le-Grand d'Autun                          | moniales (intra-muros)                                                     | diocèse d'Autun                                                                                  |                              | Autun (Saône-et-Loire)                                      |
| Abbaye Sainte-Marie de Saint-Jean-le-Grand d'Autun à Colonne : voir Colonne |                                                                            |                                                                                                  |                              |                                                             |
| Abbaye Saint-Martin d'Autun                                                 | moines                                                                     | diocèse d'Autun                                                                                  | 589-1793                     | Autun (ancienne commune de Saint-Pantaléon), Saône-et-Loire |
| Abbaye Saint-Symphorien d'Autun                                             | moines                                                                     | diocèse d'Autun                                                                                  |                              | Autun (Saône-et-Loire)                                      |
| Abbaye Saint-Germain d'Auxerre                                              | moines                                                                     | diocèse d'Auxerre                                                                                |                              | Auxerre (Yonne)                                             |
| Abbaye Saint-Pierre d'Avenay-Val-d'Or                                       | moniales                                                                   | diocèse de Reims                                                                                 |                              | Avenay-Val-d'Or (Marne)                                     |
| Abbaye Notre-Dame d'Avesnes                                                 | moniales                                                                   | diocèse d'Arras                                                                                  | 1128-?                       | Avesnes-lès-Bapaume (Pas-de-Calais)                         |
| Abbaye Saint-Laurent d'Avignon                                              | moniales                                                                   | diocèse d'Avignon                                                                                |                              | Avignon (Vaucluse)                                          |
| Abbaye Sainte-Anne de Moutons                                               | moniales                                                                   | diocèse d'Avranches                                                                              | 1634-1792                    | Avranches (Manche)                                          |

- Haut – A
- B
- C
- D
- E
- F
- G
- H
- I
- J
- K
- L
- M
- N
- O
- P
- Q
- R
- S
- T
- U
- V
- W
- X
- Y
- Z

## B

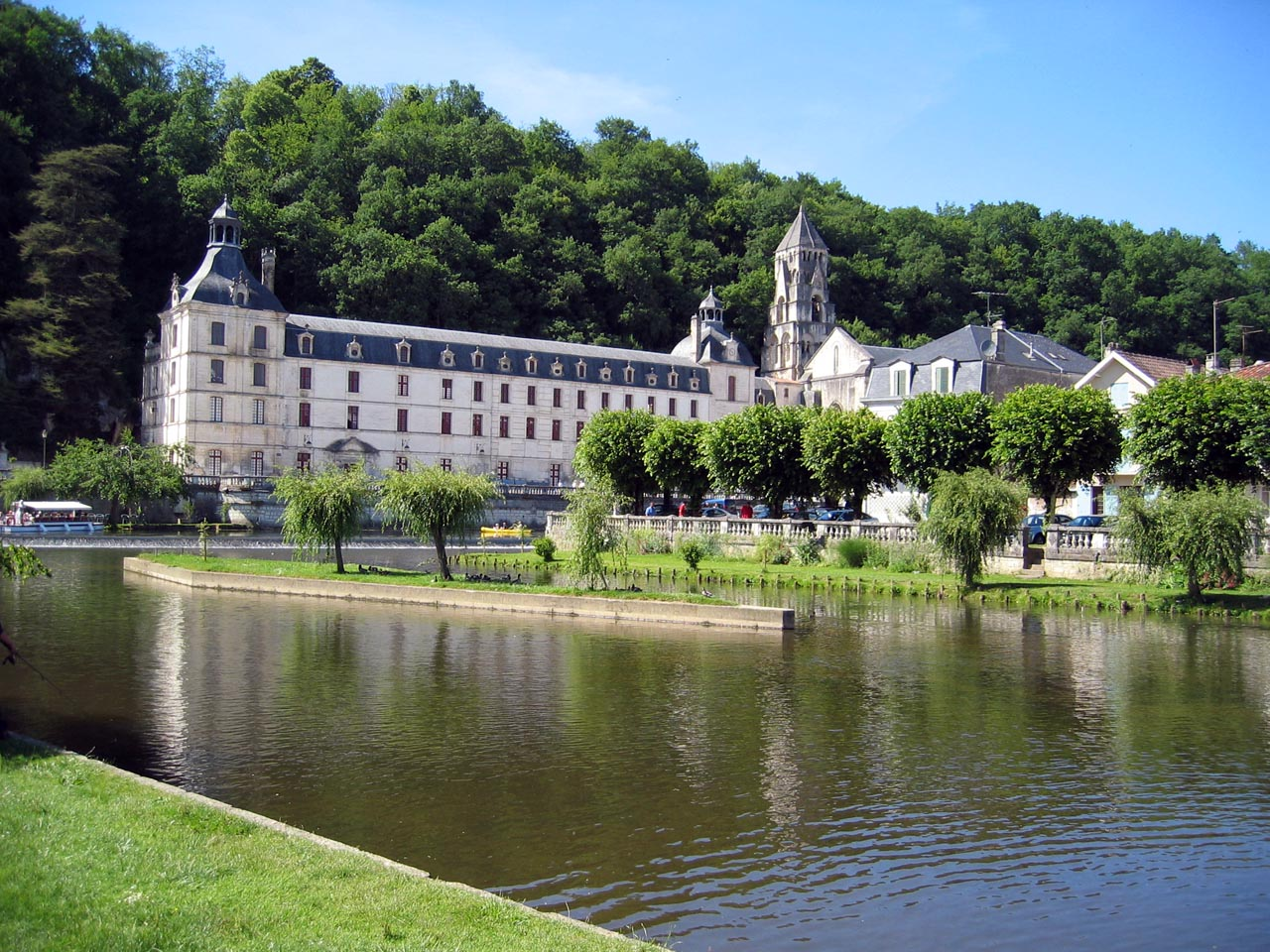
Abbaye Saint-Pierre de Brantôme (Dordogne)
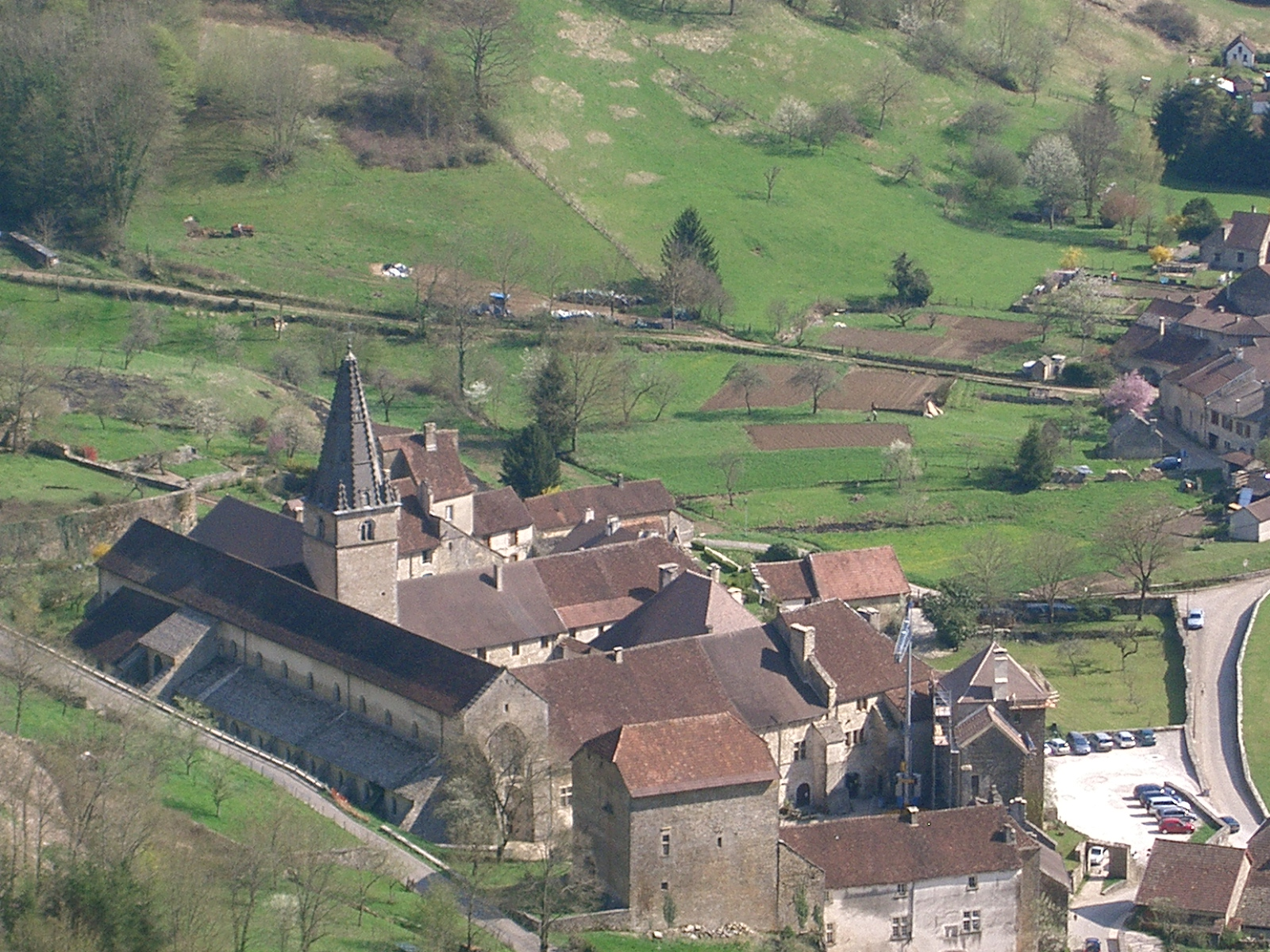
Baume-les-Messieurs (Jura)
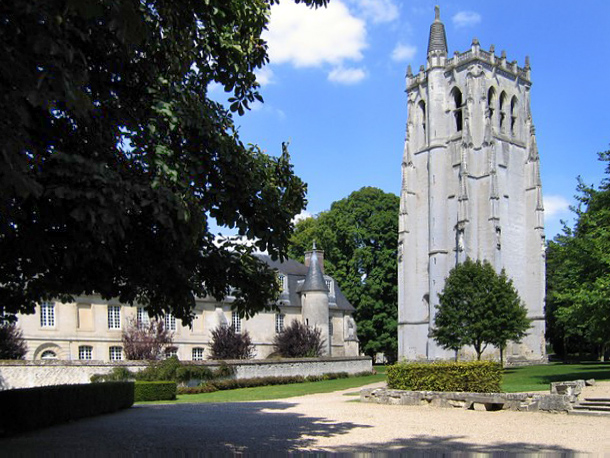
Abbaye Notre-Dame du Bec (Eure)
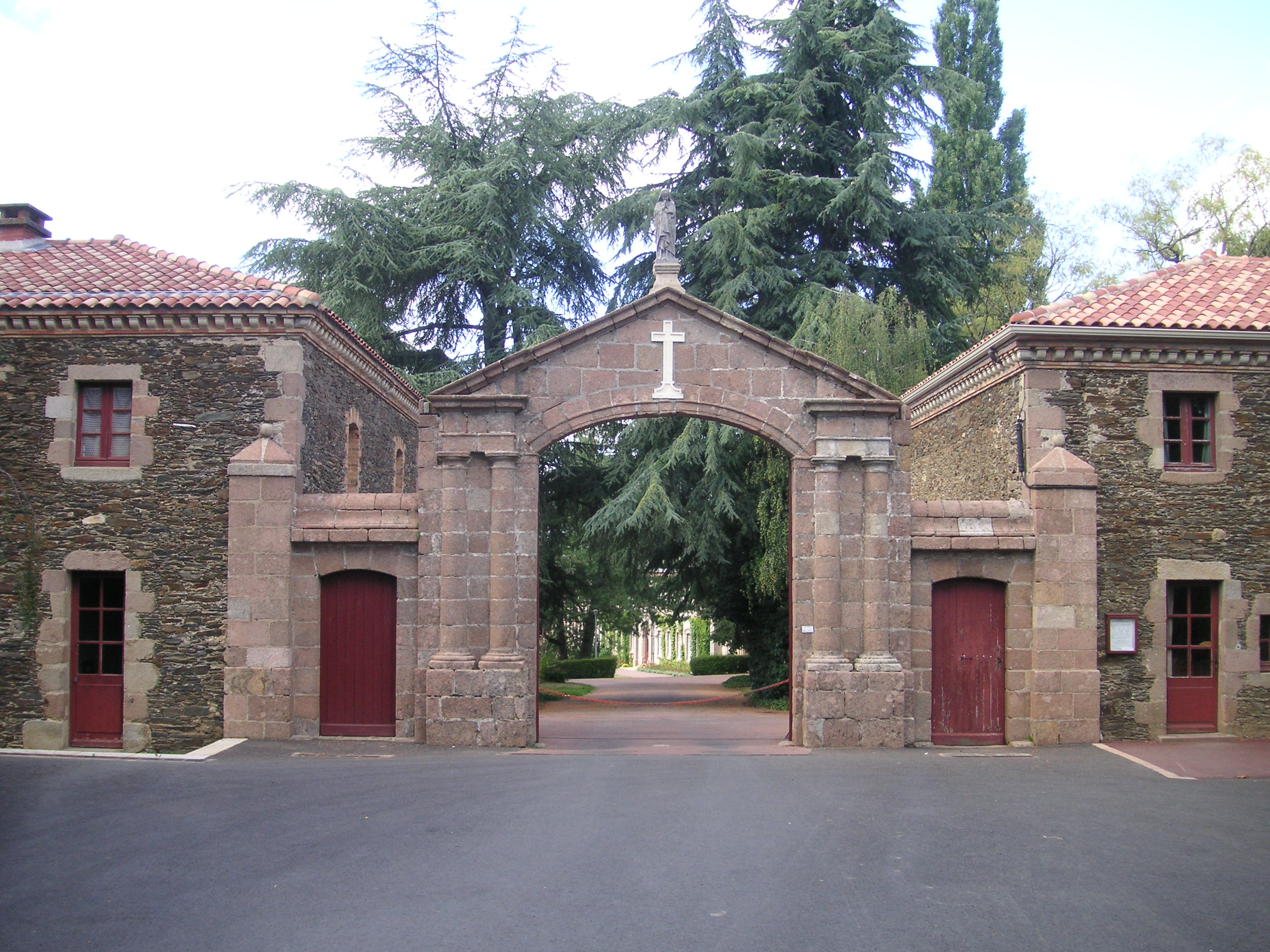
Abbaye de Bellefontaine (Maine-et-Loire)
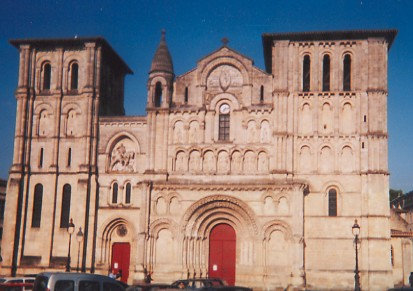
Abbaye Sainte-Croix de Bordeaux (Gironde)
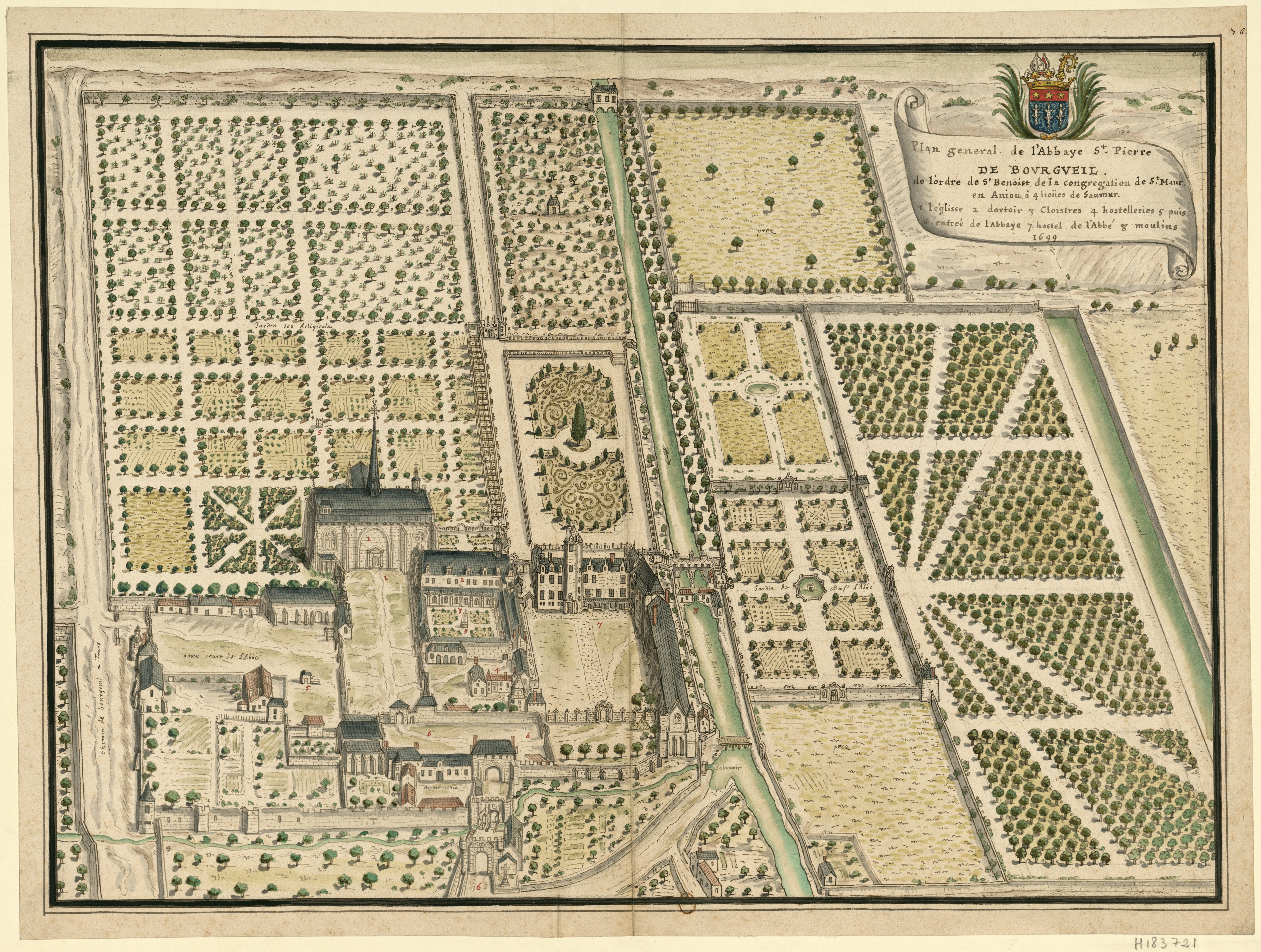
Plan de l’abbaye de Bourgueil et de ses jardins (Indre-et-Loire)

| Abbaye                                                                   | Communauté                                 | Diocèse                                                   | Date                      | Localisation                            |
| ------------------------------------------------------------------------ | ------------------------------------------ | --------------------------------------------------------- | ------------------------- | --------------------------------------- |
| Abbaye Saint-Étienne de Baignes (ou Baigne)                              | moines                                     | diocèse de Saintes                                        |                           | Baignes-Sainte-Radegonde, Charente      |
| Abbaye Notre-Dame de l'Annonciation du Barroux                           | moniales                                   | diocèse d'Avignon                                         |                           | Le Barroux, Vaucluse                    |
| Abbaye Sainte-Madeleine du Barroux                                       | moines                                     | diocèse d'Avignon                                         | 1989-                     | Le Barroux, Vaucluse                    |
| Abbaye Saint-Étienne de Bassac                                           | moines                                     | diocèse de Saintes                                        | 1002-1790                 | Bassac, Charente                        |
| Abbaye Notre-Dame de Vive Fontaine d'Andecy (Baye),                      | moniales                                   | diocèse de Châlons-sur-Marne                              | XIIe siècle-1790          | Baye, Marne                             |
| Abbaye Saint-Sauveur et Saint-Maurice de Beaulieu                        | moines                                     | diocèse de Verdun                                         |                           | Beaulieu-en-Argonne, Meuse              |
| Abbaye Sainte-Trinité de Beaulieu                                        | moines                                     | diocèse de Tours                                          |                           | Beaulieu-lès-Loches, Indre-et-Loire     |
| Abbatiale Saint-Pierre de Beaulieu-sur-Dordogne                          | moines                                     | diocèse de Limoges                                        | 855-v1790                 | Beaulieu-sur-Dordogne, Corrèze          |
| Abbaye Sainte-Odile de Baume-les-Dames                                   | moniales                                   | diocèse de Besançon                                       | IVe siècle -1791          | Baume-les-Dames, Doubs                  |
| Abbaye Saint-Pierre de Baume-les-Messieurs (ou Baume-les-Moines)         | moines                                     | diocèse de Besançon, puis Saint-Claude                    | Avant le IXe siècle -1791 | Baume-les-Messieurs, Jura               |
| Abbaye Saint-Pierre de Beaumont                                          | moniales                                   | diocèse de Clermont                                       |                           | Beaumont, Puy-de-Dôme                   |
| Abbaye Notre-Dame de Beaumont-lès-Tours                                  | moniales                                   | diocèse de Tours                                          | 1002-1790                 | Beaumont-lès-Tours, Indre-et-Loire      |
| Abbaye Saint-Lucien de Beauvais                                          | moines                                     | diocèse de Beauvais                                       | 585-1791                  | Beauvais, Oise                          |
| Abbaye Notre-Dame du Bec                                                 | moines                                     | diocèse d'Évreux                                          |                           | Le Bec-Hellouin, Eure                   |
| Abbaye de Bellefontaine de Bégrolles-en-Mauges                           | moines                                     | diocèse de Maillezais, puis de La Rochelle, puis d'Angers | v1100-                    | Bégrolles-en-Mauges, Maine-et-Loire     |
| Abbaye Notre-Dame de Bellaigue (Virlet) : voir Virlet                    |                                            |                                                           |                           |                                         |
| Abbaye Notre-Dame de Belloc : voir Urt                                   |                                            |                                                           |                           |                                         |
| Abbaye de Bergues-Saint-Winoc                                            | moines                                     | diocèse d'Ypres                                           |                           | Bergues, Nord                           |
| Abbaye Notre-Dame de Bernay                                              | moines                                     | diocèse de Lisieux                                        |                           | Bernay, Eure                            |
| Abbaye Sainte Marie de Berteaucourt                                      | moniales                                   | diocèse d'Amiens                                          |                           | Berteaucourt-les-Dames, Somme           |
| Abbaye Saint-Vincent de Besançon                                         | moines                                     | diocèse de Besançon                                       |                           | Besançon, Doubs                         |
| Abbaye Saint-Pierre de Bèze                                              | moines                                     | diocèse de Langres                                        |                           | Bèze, Côte-d'Or                         |
| Abbaye de Biblisheim                                                     | moniales                                   | diocèse de Strasbourg                                     | 1101-1791                 | Biblisheim, Bas-Rhin                    |
| Abbaye Notre-Dame de Gaussan (Bizanet)                                   | moines                                     |                                                           | 1994-2008                 | Bizanet, Aude                           |
| Abbaye Notre-Dame de Blanche-Couronne : voir La Chapelle-Launay          |                                            |                                                           |                           |                                         |
| Abbaye des Blancs-Manteaux : voir Paris                                  |                                            |                                                           |                           |                                         |
| Abbaye Sainte-Berthe de Blangy                                           | moines                                     | diocèse de Boulogne-sur-Mer                               |                           |                                         |
| Abbaye de Blasimon (ou Blâmont)                                          | moines                                     | diocèse de Bazas                                          |                           |                                         |
| Abbaye Saint-Sauveur de Blaye                                            | moines                                     | diocèse de Bordeaux                                       |                           | Blaye,                                  |
| Abbaye Saint-Pierre de Blesle,                                           | moniales                                   | diocèse de Clermont                                       | 849-1789                  | Blesle, Haute-Loire                     |
| Abbaye Saint-Laumer de Blois                                             | moines                                     | diocèse de Chartres puis Blois                            |                           | Blois, Loir-et-Cher                     |
| Abbaye royale Saint-Michel de Bois-Aubry : voir Luzé                     |                                            |                                                           |                           |                                         |
| Abbaye de Bonmoutier                                                     | moniales puis abbaye cistercienne d'hommes | diocèse de Nancy-Toul                                     |                           | Val-et-Châtillon, Meurthe-et-Moselle    |
| Abbaye de Bonnesaigne                                                    | moniales                                   | diocèse de Limoges                                        |                           | Combressol, Corrèze                     |
| Abbaye Saint-Florentin-et-Saint-Hilaire                                  | moines                                     | diocèse de Chartres                                       |                           | Bonneval, Eure-et-Loir                  |
| Abbaye de Saint-Jean de Bonneval-lès-Thouars                             | moniales                                   | diocèse de Poitiers                                       | 973-1791                  | Saint-Jean-de-Thouars, Deux-Sèvres      |
| Abbaye de Bon-Secours                                                    | moniales                                   | diocèse de Paris                                          |                           |                                         |
| Abbaye Saint-Georges de Boscherville : voir Saint-Martin de Boscherville |                                            |                                                           |                           |                                         |
| Abbaye Sainte-Croix de Bordeaux                                          | moines                                     | diocèse de Bordeaux                                       |                           | Bordeaux, Gironde                       |
| Abbaye Notre-Dame de Boscodon : voir Crots                               |                                            |                                                           |                           |                                         |
| Abbaye de Bourbourg                                                      | moniales                                   | diocèse de Saint-Omer                                     |                           | Bourbourg, Nord                         |
| Abbaye du Bourg-Dieu : voir Déols                                        |                                            |                                                           |                           |                                         |
| Abbaye Saint-Laurent de Bourges                                          | moniales                                   | diocèse de Bourges                                        |                           | Bourges, Cher                           |
| Abbaye Saint-Sulpice de Bourges                                          | moines                                     |                                                           |                           | Bourges, Cher                           |
| Abbaye de Bourgueil                                                      | moines                                     | diocèse d'Angers                                          | 991-1791                  | Bourgueil, Indre-et-Loire               |
| Abbaye de Bouxières-aux-Dames                                            | moniales                                   | diocèse de Nancy                                          |                           | Bouxières-aux-Dames, Meurthe-et-Moselle |
| Abbaye Sainte-Croix de Bouzonville                                       | moines                                     | diocèse de Metz                                           |                           | Bouzonville, Moselle                    |
| Abbaye Notre-Dame de Venière de Boyer                                    | moniales                                   |                                                           | 1971-                     | Boyer, Saône-et-Loire                   |
| Abbaye Notre-Dame de Bragheac                                            | moniales                                   | diocèse de Clermont                                       |                           |                                         |
| Abbaye Saint-Sicaire de Brantôme                                         | moines                                     | diocèse de Périgueux                                      |                           | Brantôme, Dordogne                      |
| Abbaye Notre-Dame de Breteuil                                            | moines                                     | diocèse de Beauvais                                       |                           | Breteuil, Oise                          |
| Abbaye de Breuil Herbaud, Falleron (Vendée)                              | moines                                     | diocèse de Luçon                                          | 1130-1790                 | Falleron (Vendée), Vendée               |
| Abbaye de Bricœil (ou Notre-Dame de Sésanne)                             | moniales                                   | diocèse de Troyes                                         |                           |                                         |
| Abbaye de Brienne-lès-Anse                                               | moniales                                   | diocèse de Lyon                                           |                           |                                         |
| Abbaye Saint-Sauveur du Bugue                                            | moniales                                   | diocèse de Périgueux                                      |                           | Le Bugue, Dordogne                      |
| Abbaye Saint-Croix de Buis (ou de Buix)                                  | moniales                                   | diocèse de Saint-Flour                                    |                           | faubourg d'Aurillac                     |

- Haut – A
- B
- C
- D
- E
- F
- G
- H
- I
- J
- K
- L
- M
- N
- O
- P
- Q
- R
- S
- T
- U
- V
- W
- X
- Y
- Z

## C

Abbaye aux Hommes (Calvados)
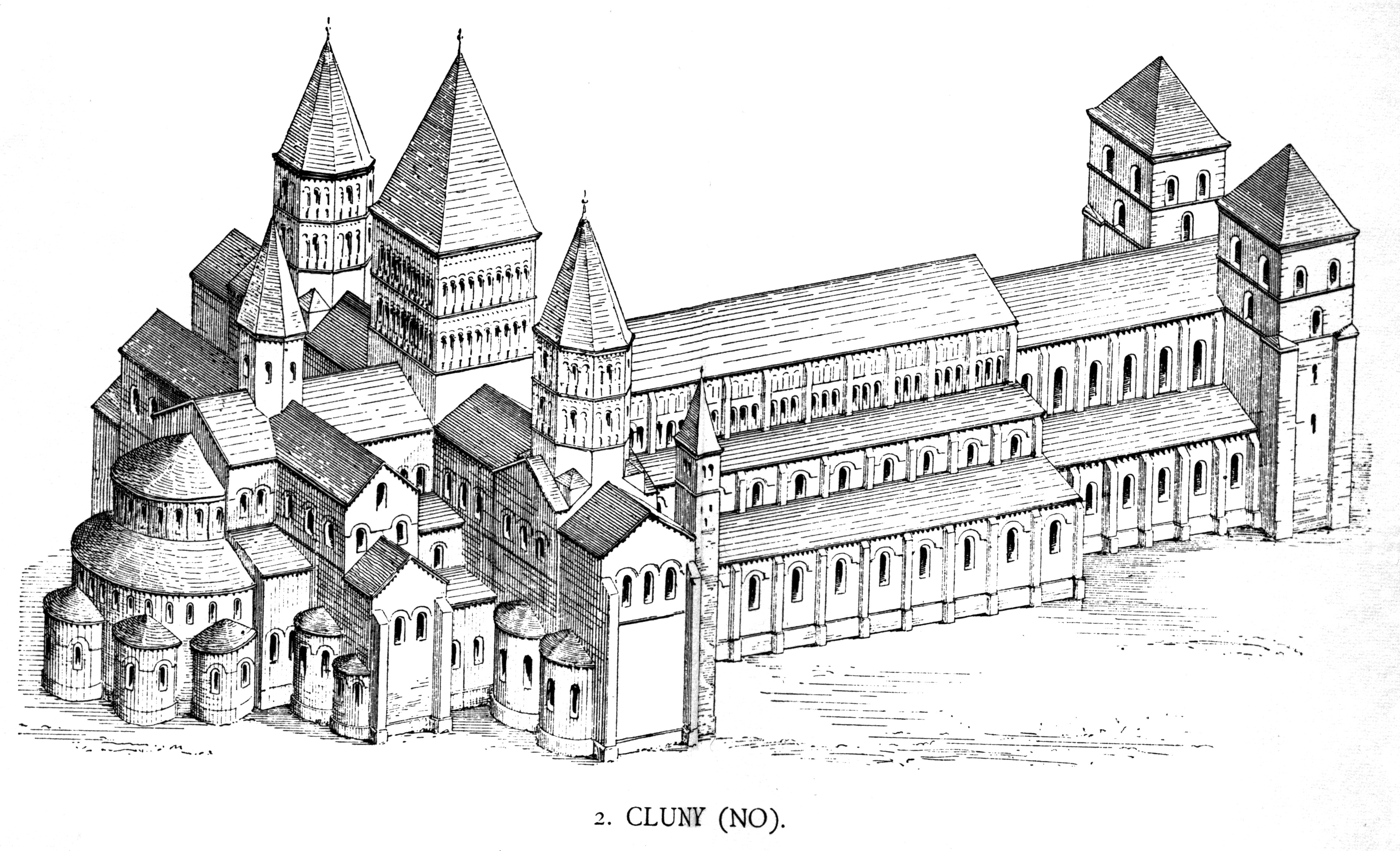
Reconstitution de l'abbaye de Cluny (Saône-et-Loire)
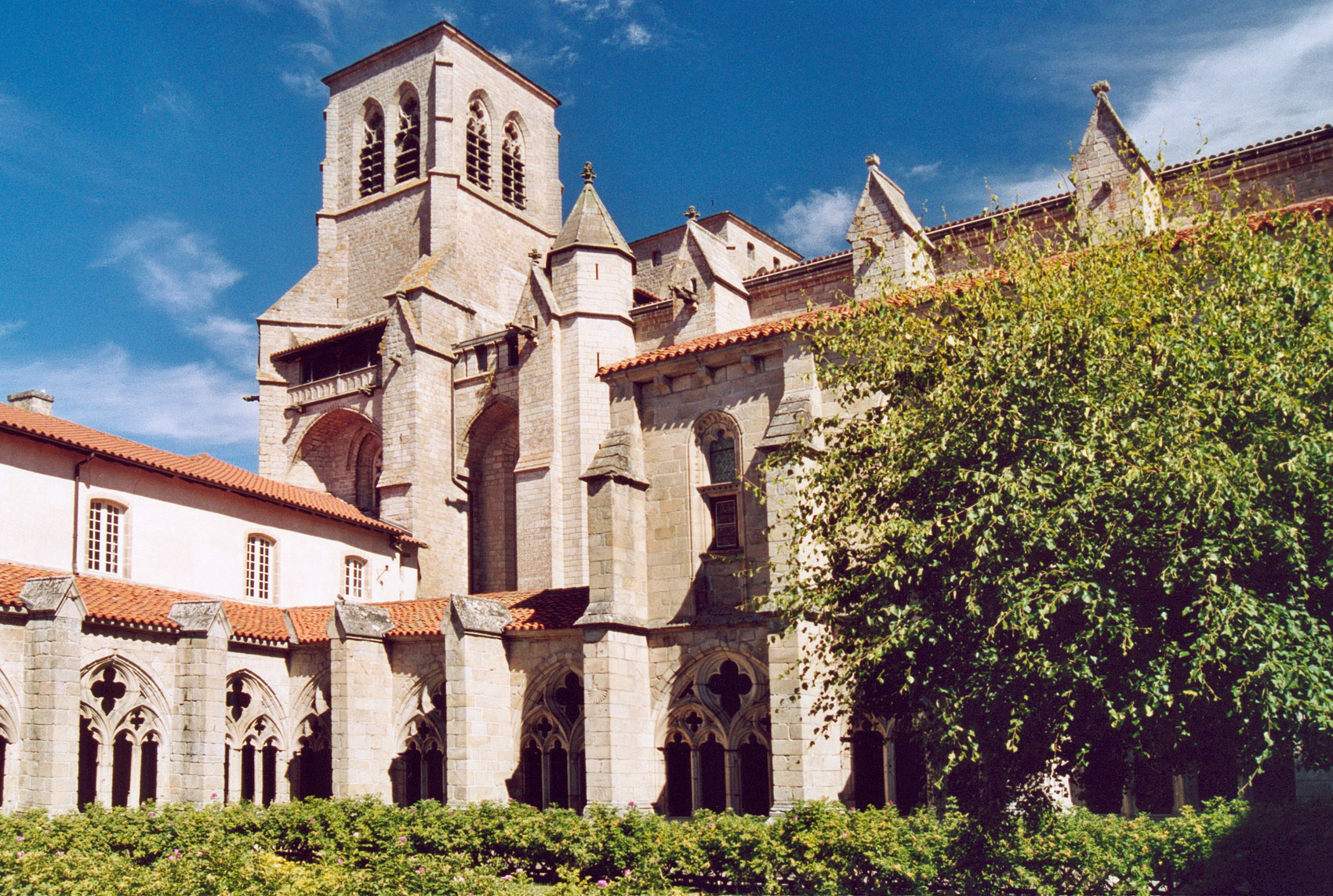
Abbaye de la Chaise-Dieu (Haute-Loire)
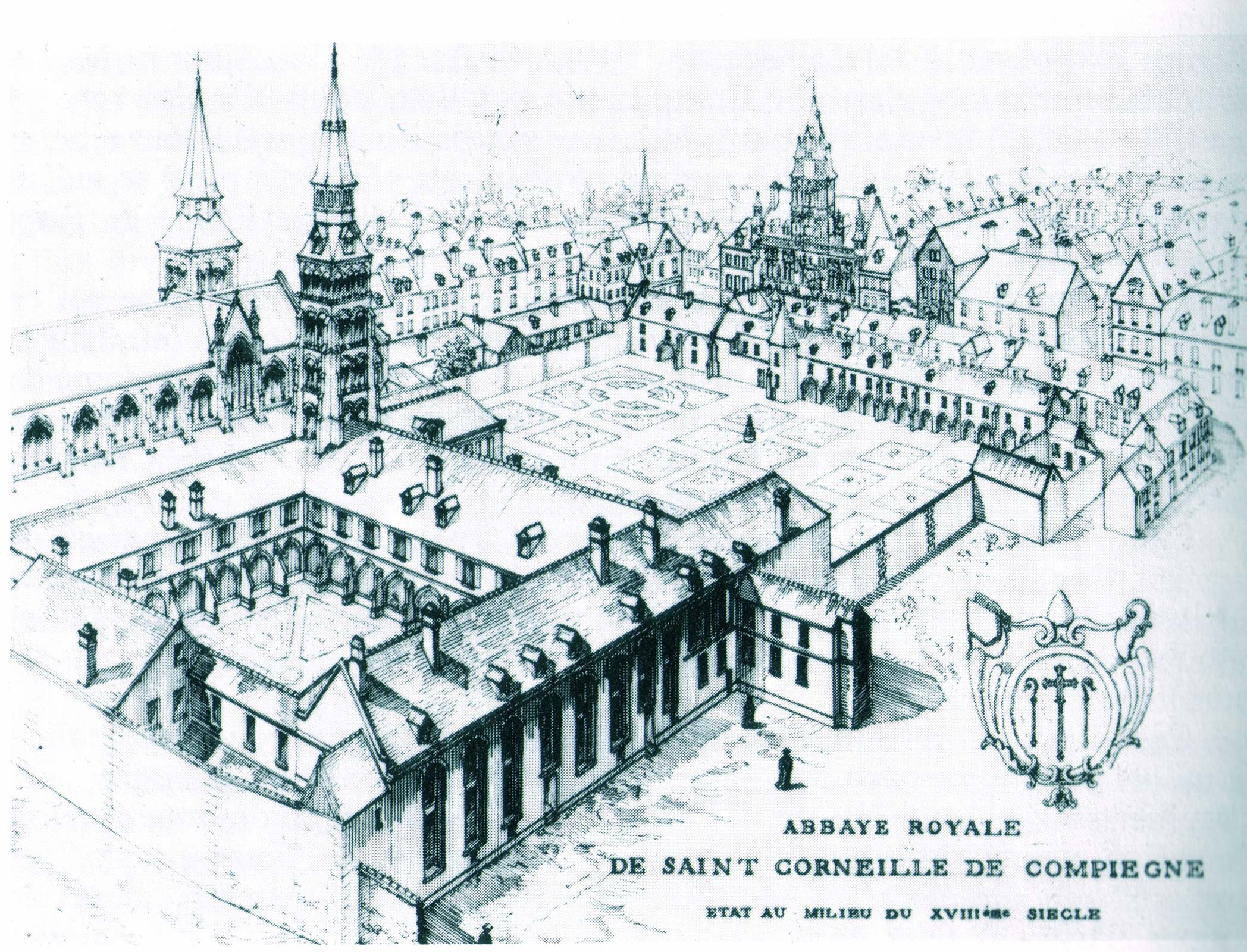
Abbaye Saint-Corneille (Oise)
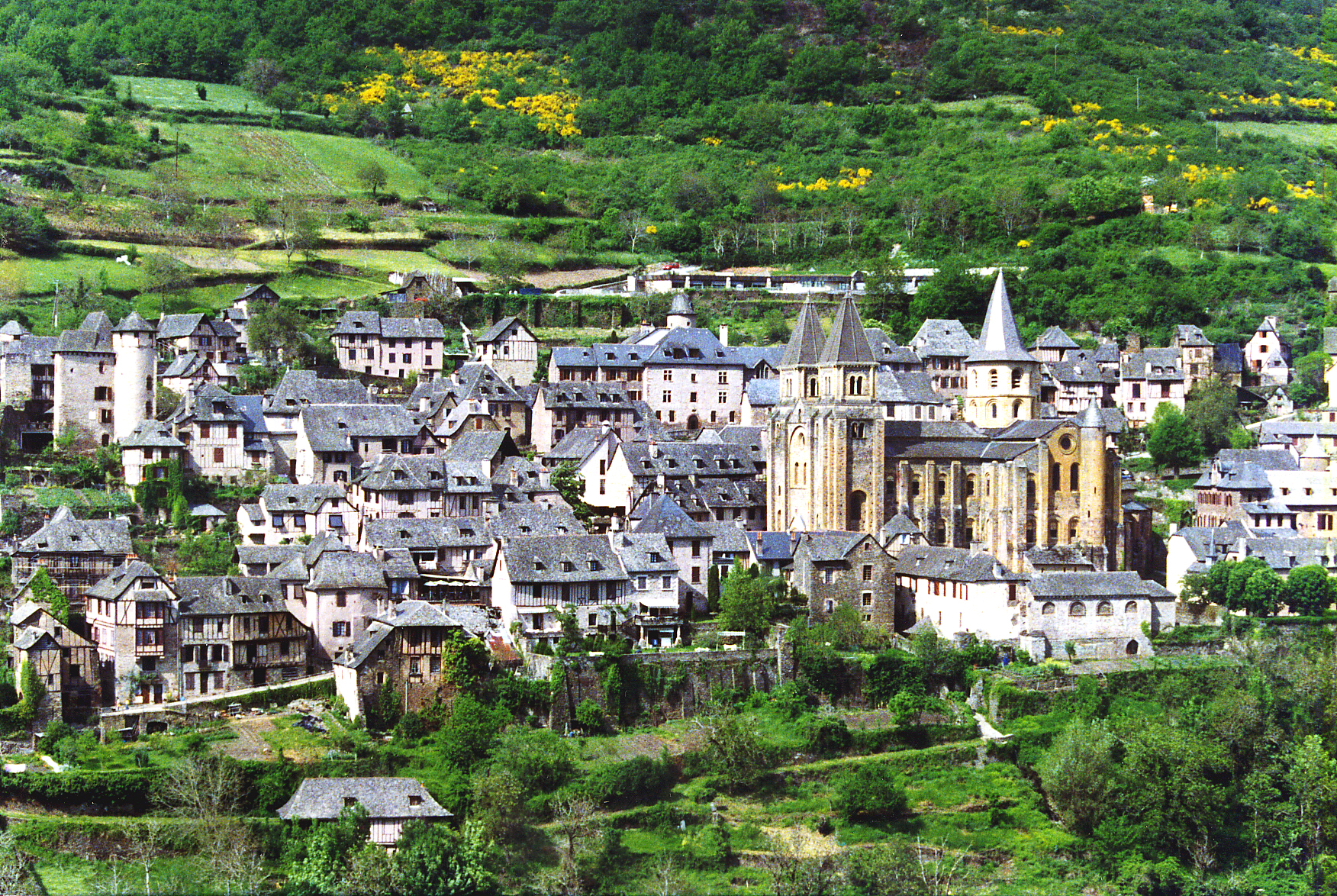
Abbaye de Conques (Aveyron)
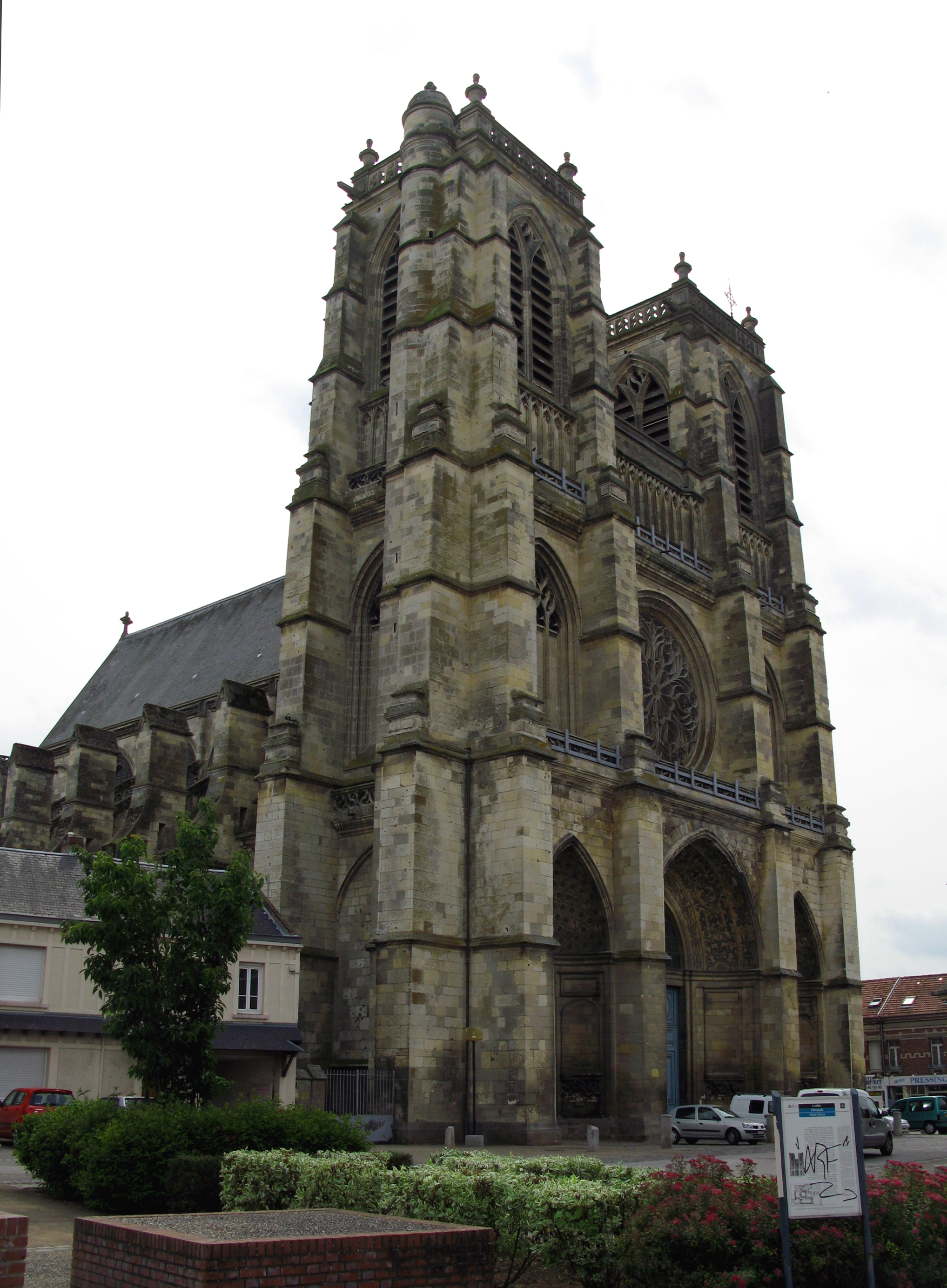
Abbaye de Corbie (Somme)

| Abbaye                                                                           | Communauté                                            | Diocèse                                                                  | Date | Localisation                                           |
| -------------------------------------------------------------------------------- | ----------------------------------------------------- | ------------------------------------------------------------------------ | --- | ------------------------------------------------------ |
| Abbaye de la Sainte-Trinité de Caen (ou abbaye aux Dames, ou Saint Gilles)       | moniales                                              | diocèse de Bayeux                                                        | 1059-1791 | Caen, Calvados                                         |
| Abbaye Saint-Étienne de Caen (ou abbaye aux Hommes)                              | moines                                                | diocèse de Bayeux                                                        | 1059-1790 | Caen, Calvados                                         |
| Monastère des bénédictines de Caen                                               | moniales                                              | diocèse de Bayeux                                                        | | Caen, Calvados                                         |
| Abbaye Notre-Dame de Cagnotte                                                    | moines                                                | diocèse d'Aire puis de Dax                                               | | Cagnotte, Landes                                       |
| Abbaye du Saint-Sépulcre de Cambrai                                              | moines                                                | diocèse de Cambrai                                                       | 1064-1791 | Cambrai, Nord                                          |
| Abbaye de Cambrai (ancienne Abbaye de Fémy, Hommes)                              | moniales                                              | diocèse de Cambrai                                                       | 1621-1795 | Cambrai, Nord                                          |
| Abbaye de la Nativité de la Vierge de Camon                                      |                                                       |                                                                          | | Camon (Ariège)                                         |
| Abbaye Saint-Geniès du Canigou                                                   | moines                                                | diocèse de Perpignan                                                     | |                                                        |
| Abbaye de la Capelle (ou des Capples)                                            | moines                                                | diocèse d'Arras puis de Boulogne                                         | 1090-1348 | Les Attaques, Pas-de-Calais                            |
| Abbaye Saint-André du Cateau                                                     | moines                                                | diocèse de Cambrai                                                       | | Le Cateau-Cambrésis, Nord                              |
| Abbaye Saint-Pierre et Saint-Paul de Caunes                                      | moines                                                | diocèse de Narbonne                                                      | ?-1791 | Caunes-Minervois, Aude                                 |
| Abbaye Saint-Jean de Cavaillon                                                   | moniales                                              | diocèse de Cavaillon                                                     | |                                                        |
| Abbaye Saint-Vigor de Cerisy                                                     | moines                                                | diocèse de Bayeux                                                        | | Cerisy-la-Forêt, Manche                                |
| Abbaye de La Celle                                                               | moines; puis moines et moniales, puis moniales seules | Diocèse de Marseille                                                     | ca. IVe siècle-1011                                                                                            | La Celle, Var                                          |
| Abbaye Saint Eptade de Cervon                                                    | moines                                                | diocèse d'Autun                                                          | | Cervon, Nièvre                                         |
| Abbaye Saint-Robert de la Chaise-Dieu                                            | moines                                                |                                                                          | | La Chaise-Dieu, Haute-Loire                            |
| Abbaye Saint-Pierre de Chalon                                                    | moines                                                | diocèse de Chalon-sur-Saône                                              | | Chalon-sur-Saône,                                      |
| Abbaye Notre-Dame de Chambon                                                     | moines                                                | diocèse de Poitiers                                                      | 1212-1791 | Mauzé-Thouarsais, Deux-Sèvres                          |
| Abbaye de Champchanoux                                                           | moines, puis moniales                                 | diocèse d'Autun                                                          | |                                                        |
| Abbaye Saint-Vincent de Chantelle                                                | moniales                                              |                                                                          | 1890- | Chantelle, Allier                                      |
| Abbaye Notre-Dame de Blanche-Couronne                                            | moines                                                | diocèse de Nantes                                                        | | La Chapelle-Launay, Loire-Atlantique                   |
| Abbaye Notre-Dame de Bellavaux de Charenton                                      | moniales                                              | diocèse de Bourges                                                       | |                                                        |
| Abbaye de la Charité                                                             | moines                                                | diocèse d'Auxerre                                                        | |                                                        |
| Abbaye Saint-Fortuné de Charlieu                                                 | moines                                                |                                                                          | 872-ca. 1790                                                                                                   | Charlieu, Loire                                        |
| Abbaye Saint-Sauveur de Charroux                                                 | moines                                                | diocèse de Poitiers                                                      | ?-1760 | Charroux, Vienne                                       |
| Abbaye du Chassemidy                                                             | moniales                                              | diocèse de Paris                                                         | |                                                        |
| Abbaye de Château-Chalon                                                         | moniales                                              | diocèse de Besançon jusqu'au XVIIIe siècle, puis diocèse de Saint-Claude | | Château-Chalon, Jura                                   |
| Abbaye Saint-Jean d'Orbestier                                                    | moines                                                | diocèse de Luçon                                                         | 1107-v 1790 | Château-d'Olonne, Vendée                               |
| Abbaye de Château-Landon                                                         | moniales                                              | diocèse de Sens                                                          | | Château-Landon, Seine-et-Marne                         |
| Abbaye Saint-Avit de Châteaudun                                                  | moniales                                              | diocèse de Chartres                                                      | |                                                        |
| Abbaye de Châtenoy                                                               | moines                                                | diocèse de Toul                                                          | |                                                        |
| Abbaye Notre-Dame de la Chaume de Machecoul : Voir Machecoul                     |                                                       |                                                                          | |                                                        |
| Abbaye Saint-Pierre de Chaumes-en-Brie                                           | moines                                                | ancien diocèse de Sens, aujourd'hui diocèse de Meaux                     | ca. 752 - | Chaumes-en-Brie, Seine-et-Marne                        |
| Abbaye de Chazeau ou abbaye des Chazeaux,                                        | moniales                                              | diocèse de Lyon                                                          | 1322-1790 (bénédictin à partir du début du XVIIIe siècle)                                                      | ancienne commune de Chazeau, maintenant Firminy, Loire |
| Abbaye des Chazes                                                                |                                                       |                                                                          | v. 900 |                                                        |
| Abbaye Notre-Dame de Chelles                                                     | moniales                                              | diocèse de Paris, puis diocèse de Meaux                                  | | Chelles, Seine-et-Marne                                |
| Abbaye Saint-Pierre de Chezal-Benoît                                             | moines                                                | diocèse de Bourges                                                       | | Chezal-Benoît (Cher)                                   |
| Abbaye Saint-Pierre de Chézy                                                     | moines                                                | diocèse de Soissons                                                      | |                                                        |
| Abbaye Saint-Martin de Chore ou Cure : voir Domecy-sur-Cure                      |                                                       |                                                                          | |                                                        |
| Abbaye Notre-Dame de Cimiez (Alpes-Maritimes)                                    | moines                                                | diocèse de Nice                                                          | Fondée au IXe siècle par les moines de l'abbaye de Saint-Pons, devenue monastère franciscain en 1546           |                                                        |
| Abbaye Notre-Dame d'Asnières de Cizay-la-Madeleine (ou abbaye d'Asnières-Bellay) | moines                                                | diocèse d'Angers                                                         | 1129-? | Cizay-la-Madeleine, Maine-et-Loire                     |
| Abbaye de Clairac                                                                | moines                                                | diocèse d'Agen                                                           | 760- | Clairac, Lot-et-Garonne                                |
| Abbaye Saint-Joseph de Clairval : voir Flavigny-sur-Ozerain                      | moines                                                |                                                                          | |                                                        |
| Abbaye de Clausonne                                                              | moines                                                | commende, diocèse de Gap                                                 | 1185-1574 | Clausonne, Hautes-Alpes                                |
| Abbaye de Saint-Alyre de Clermont-Ferrand                                        | moines                                                | diocèse de Clermont                                                      | | Clermont-Ferrand, Puy-de-Dôme                          |
| Abbaye Saint-Étienne de Gorjan                                                   | moniales                                              | diocèse de Lodève                                                        | 1350-1561 puis intra-muros 1580-1791                                                                           | Clermont-l'Hérault, Hérault                            |
| Abbaye Saint-Pierre et Saint-Paul de Cluny                                       | moines                                                | chef d'ordre relevant du Saint-Siège, puis diocèse de Mâcon              | ?-1790 | Cluny, Saône-et-Loire                                  |
| Abbaye Saint-Michel de Cuxa de Codalet                                           | moines                                                | diocèse de Perpignan                                                     | | Codalet, Pyrénées-Orientales                           |
| Abbaye Sainte-Marie de Saint-Jean-le-Grand d'Autun à Colonne                     | moniales                                              |                                                                          | | Colonne, Jura                                          |
| Abbaye Saint-Corneille et Saint-Cyprien de Compiègne                             | moines                                                | diocèse de Soissons                                                      | 1150-? | Compiègne, Oise                                        |
| Abbaye de Conches                                                                | moines                                                | diocèse d'Évreux                                                         | | Conches-en-Ouche, Eure                                 |
| Abbaye de la Conception de Conflans                                              | moniales                                              | diocèse de Paris                                                         | |                                                        |
| Abbaye Sainte-Foy de Conques                                                     | moines                                                | diocèse de Rodez                                                         | Fondée en 1041 puis transférée à l' Ordre des chanoines réguliers de Prémontré en 1537 et toujours en activité | Conques, Aveyron                                       |
| Abbaye Saint-Pierre de Corbie                                                    | moines                                                | diocèse d'Amiens                                                         | 657 - 1790 | Corbie, Somme                                          |
| Abbaye Saint-Léonard de Corbigny                                                 | moines                                                | diocèse d'Autun                                                          | |                                                        |
| Abbaye de Cordillon : voir Lingèvres                                             |                                                       |                                                                          | |                                                        |
| Abbaye Notre-Dame de Cormeilles                                                  | moines                                                | diocèse de Lisieux                                                       | |                                                        |
| Abbaye Saint-Paul de Cormery                                                     | moines                                                | diocèse de Tours                                                         | |                                                        |
| Abbaye de Nogent-sous-Coucy                                                      | moines                                                | diocèse de Laon                                                          | | Coucy-le-Château-Auffrique, Aisne                      |
| Abbaye Notre-Dame de Coulombs (ou Coulombes)                                     | moines                                                | diocèse de Chartres                                                      | | Coulombs, Eure-et-Loir                                 |
| Abbaye Notre-Dame des Anges de Coutances                                         | moniales                                              | diocèse de Coutances                                                     | | Coutances, Manche                                      |
| Abbaye Saint-Pierre de Crespin                                                   | moines                                                | diocèse de Cambrai                                                       | | Crespin, Nord                                          |
| Abbaye de Crisenon                                                               | moniales                                              | diocèse d'Auxerre                                                        | 1154-1790 |                                                        |
| Abbaye de la Croix-Saint-Leufroy                                                 | moines                                                | diocèse d'Évreux                                                         | | La Croix-Saint-Leufroy, Eure                           |
| Abbaye Notre-Dame de Boscodon des Crots (ou Boscaudon)                           | moines                                                | diocèse d'Embrun                                                         | 1132-1790 | Crots, Hautes-Alpes                                    |
| Abbaye Notre-Dame de Cruas                                                       | moines                                                | diocèse de Viviers                                                       | | Cruas, Ardèche                                         |
| Abbaye de Cusset                                                                 | moniales                                              | diocèse de Clermont                                                      | |                                                        |

- Haut – A
- B
- C
- D
- E
- F
- G
- H
- I
- J
- K
- L
- M
- N
- O
- P
- Q
- R
- S
- T
- U
- V
- W
- X
- Y
- Z

## D

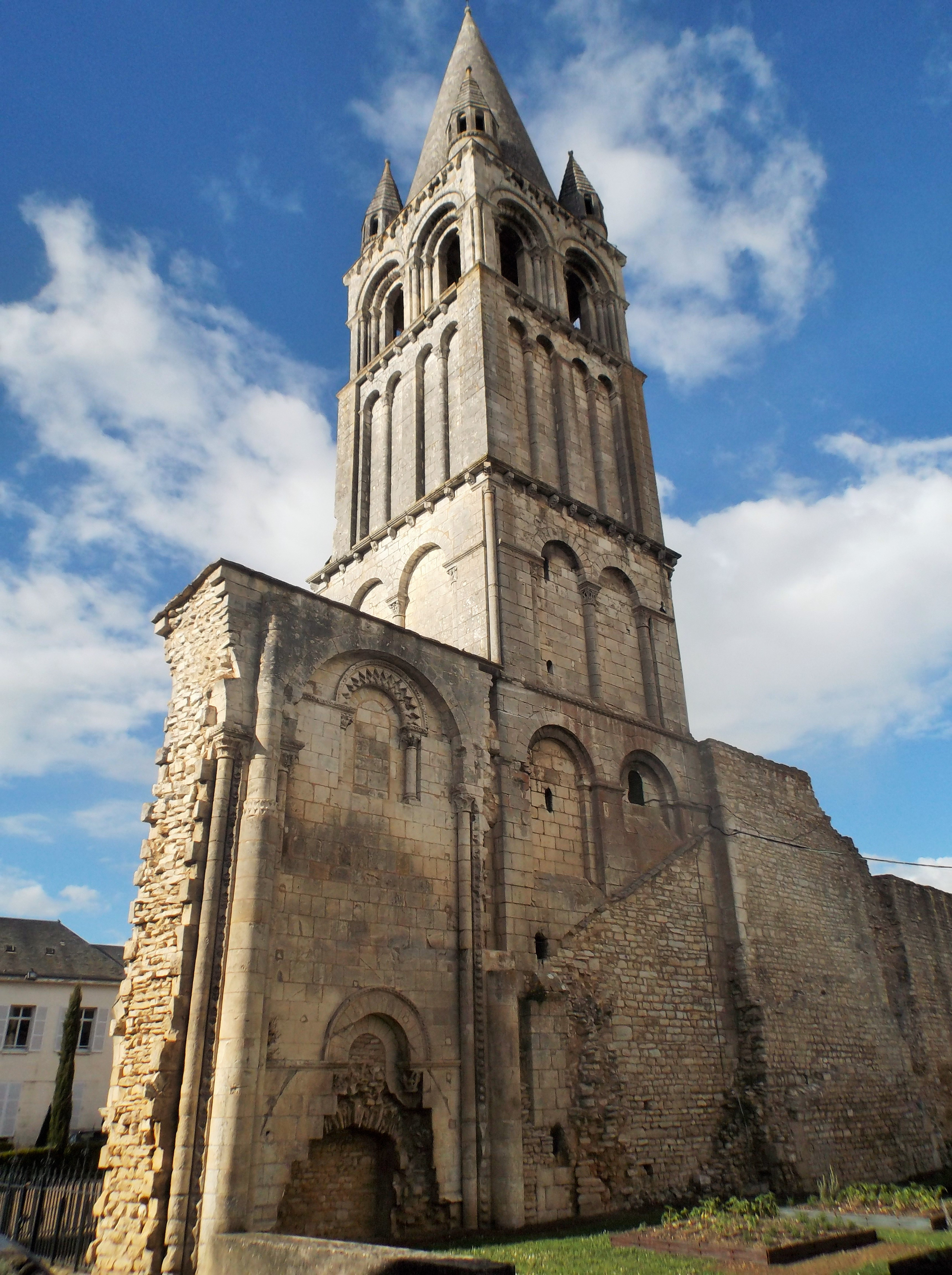
Abbaye de Déols
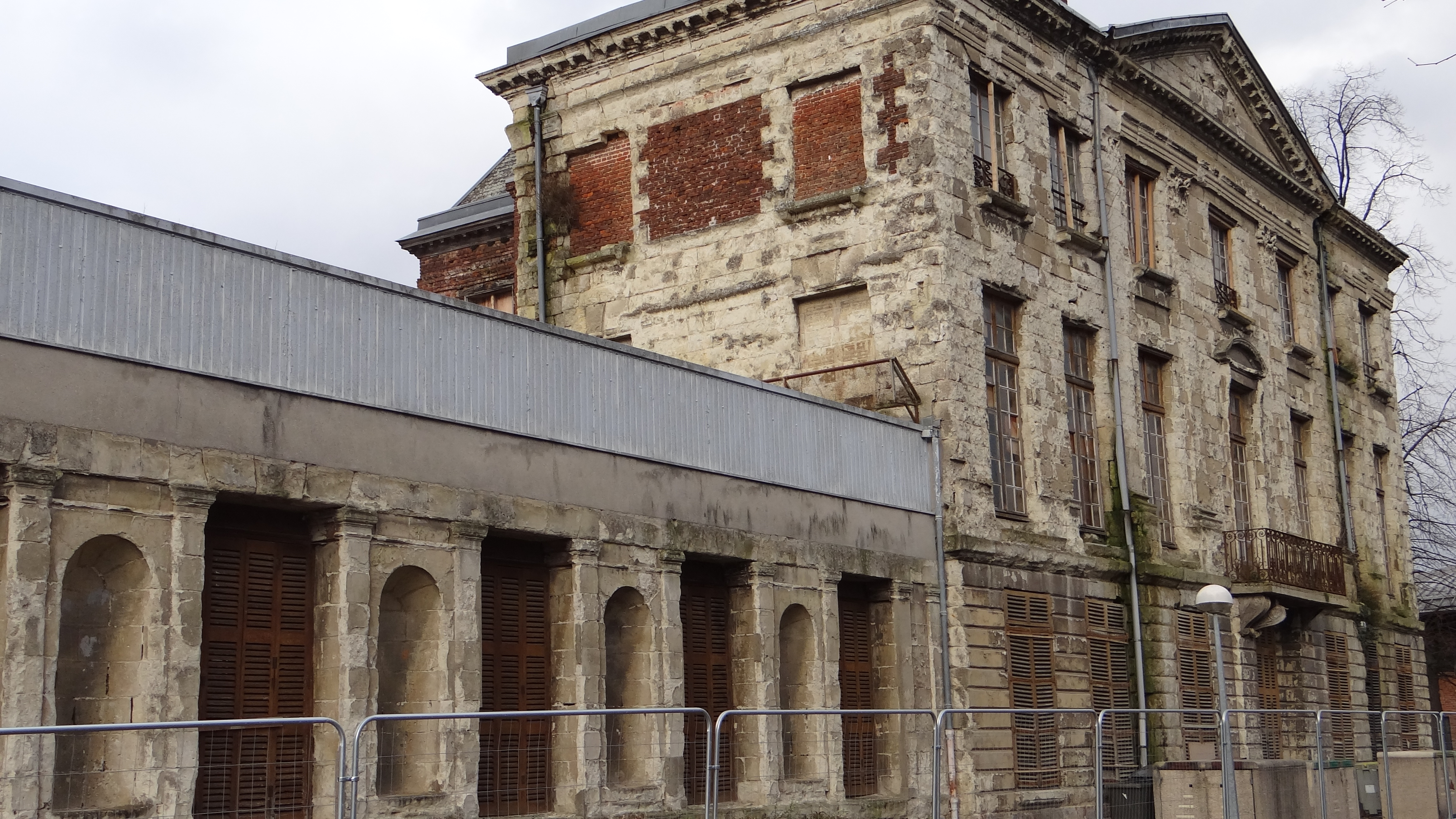
Abbaye de Denain

| Abbaye                                                                | Communauté                                               | Diocèse                                                              | Date                                                                              | Localisation                            |
| --------------------------------------------------------------------- | -------------------------------------------------------- | -------------------------------------------------------------------- | --------------------------------------------------------------------------------- | --------------------------------------- |
| Abbaye du Sacré-Cœur d'Oriocourt (Delme)                              | moniales                                                 |                                                                      |                                                                                   | Delme, Moselle                          |
| Abbaye Notre-Dame-et-Sainte-Reine.                                    | moniales, puis chanoinesses au début de l'époque moderne | diocèse d'Arras                                                      | v.760                                                                             | Denain, Nord                            |
| Abbaye Notre-Dame, Saint-Pierre et Saint-Paul de Déols(ou Bourg-Dieu) | moines                                                   | diocèse de Bourges                                                   | 917-?                                                                             | Déols, Indre                            |
| Abbaye du Désert de Lévignac : voir \| Lévignac                       |                                                          |                                                                      |                                                                                   |                                         |
| Abbaye Notre-Dame de la Déserte                                       | moniales clarisses en 1304, puis bénédictines en 1503    | diocèse de Lyon                                                      | 1304                                                                              | Lyon                                    |
| Abbaye Saint-Laurent de Dieulouard ou Abbaye de Gellamont             | moines                                                   | unie à Sainte-Croix de Pont-à-Mousson, puis à la Primatiale de Nancy | VIIe siècle - 997 (collégiale) - 1606-(bénédictins anglais) - destruction en 1793 | Dieulouard, Meurthe-et-Moselle          |
| Abbaye Saint-Bénigne de Dijon                                         | moines                                                   | diocèse de Langres, puis diocèse de Dijon                            |                                                                                   | Dijon, Côte-d'Or                        |
| Abbaye de Dol-de-Bretagne                                             | moniales                                                 | Diocèse de Dol                                                       | 1634-1666 fermée en 1792                                                          | Dol-de-Bretagne, Ille-et-Vilaine        |
| Abbaye Saint-Martin de Chore de Domecy ou Abbaye Saint-Martin de Cure | moines                                                   |                                                                      | XIIe siècle-                                                                      | Domecy-sur-Cure, Yonne                  |
| Abbaye Saint-Sauveur de Domèvre                                       |                                                          | actuel diocèse de Nancy et Toul                                      |                                                                                   | Domèvre-sur-Vezouze, Meurthe-et-Moselle |
| Abbaye du Dorat                                                       | moniales                                                 | diocèse de Limoges                                                   |                                                                                   |                                         |
| Abbaye de la Paix de Douai                                            | moniales                                                 | diocèse d'Arras                                                      |                                                                                   | Douai, Nord                             |
| Abbaye Saint-Grégoire de Douai                                        | moines                                                   |                                                                      | 1605-?                                                                            |                                         |
| Abbaye Saint-Michel de Doullens,                                      | moniales                                                 | diocèse d'Amiens                                                     | ca 1104 - 1791                                                                    | Doullens, Somme                         |
| Abbaye Sainte-Scholastique de Dourgne                                 | moniales                                                 | diocèse d'Albi                                                       | 1890-                                                                             | Dourgne, Tarn                           |
| Abbaye de Dunkerque                                                   | moniales                                                 | diocèse d'Ypres                                                      |                                                                                   |                                         |

- Haut – A
- B
- C
- D
- E
- F
- G
- H
- I
- J
- K
- L
- M
- N
- O
- P
- Q
- R
- S
- T
- U
- V
- W
- X
- Y
- Z

## E

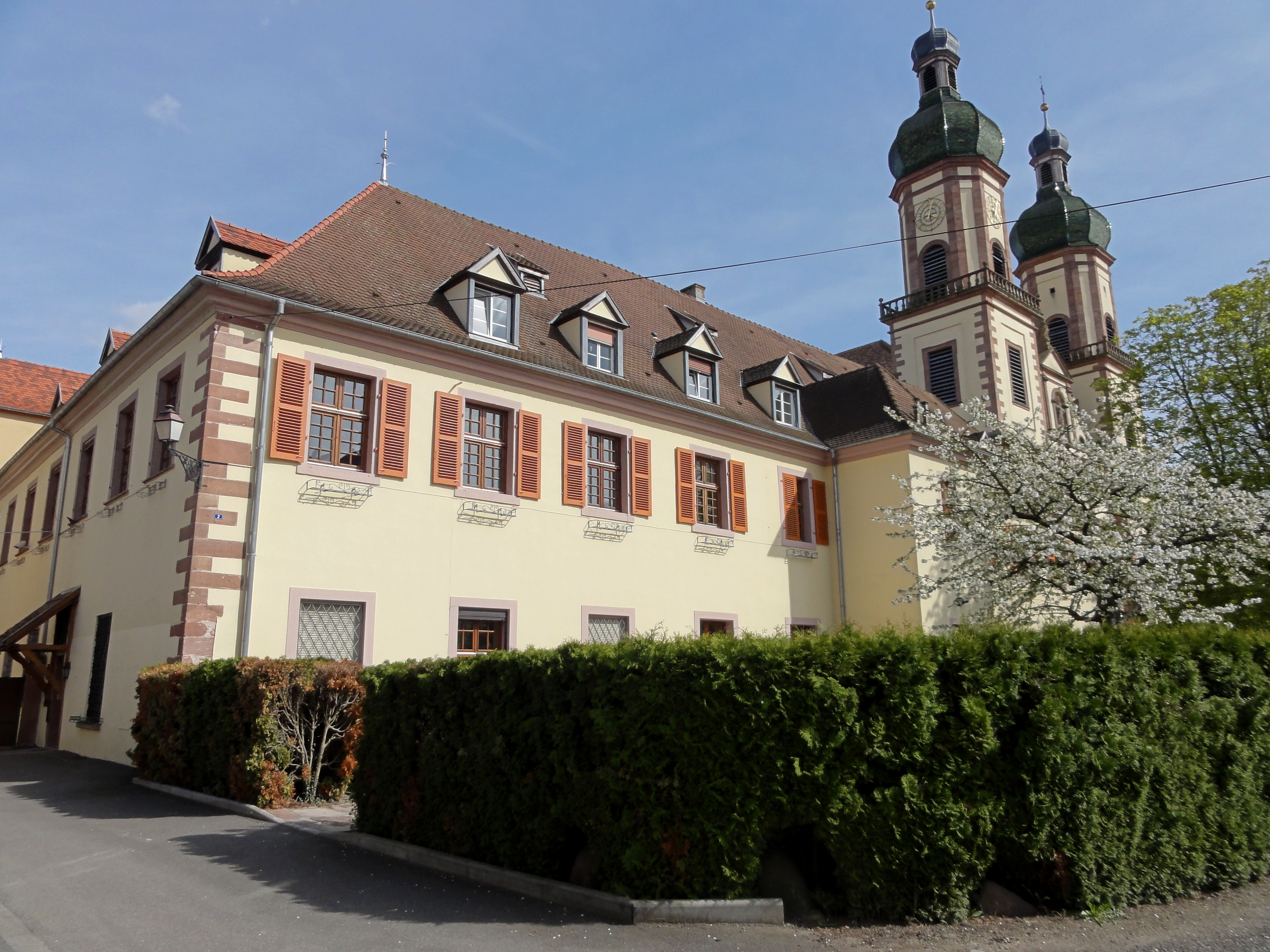
Abbaye d'Ebersmunster
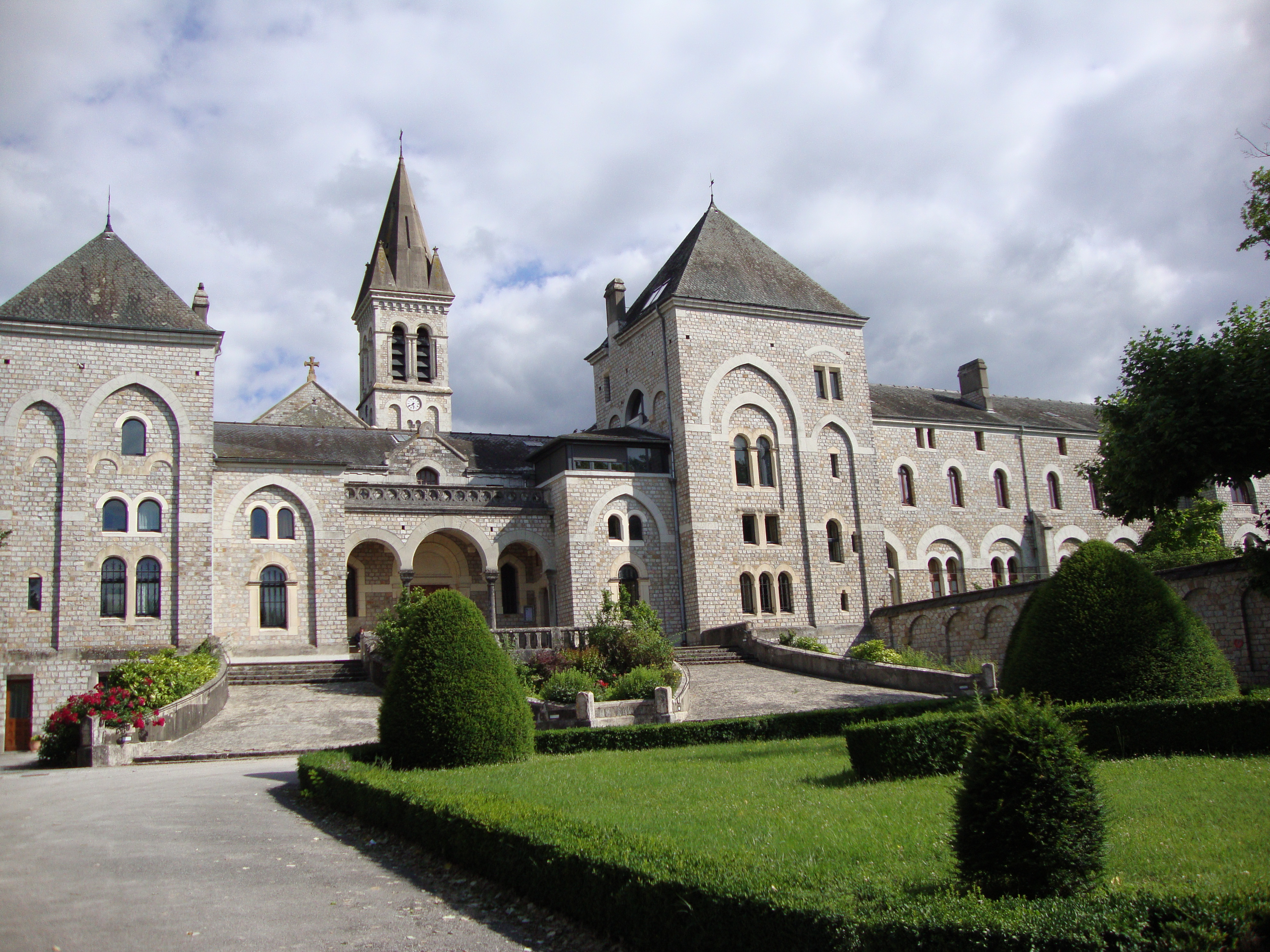
Abbaye d'En-Calcat

| Abbaye                                                           | Communauté                                         | Diocèse               | Date         | Localisation                 |
| ---------------------------------------------------------------- | -------------------------------------------------- | --------------------- | ------------ | ---------------------------- |
| Abbaye Saint-Maurice d'Ebersmunster                              | moines                                             | diocèse de Strasbourg |              | Ebersmunster, Bas-Rhin       |
| Abbaye Saint-Léger d'Ébreuil                                     | moines                                             | diocèse de Clermont   |              | Ébreuil, Allier              |
| Abbaye de Malnoue d'Émerainville                                 | moniales                                           | diocèse de Paris      |              | Émerainville, Seine-et-Marne |
| Abbaye Saint-Benoît d'En Calcat                                  | moines                                             | diocèse d'Albi        | 1890-        | En-Calcat, Dourgne, Tarn     |
| Abbaye d'Épinal                                                  | moines puis moniales puis chapitre de dames nobles | diocèse de Saint-Dié  |              | Épinal, Vosges               |
| Abbaye Saint-Gervais et Saint-Protais d'Essay, ou Eyssès-sur-Lot | moines                                             | diocèse d'Agen        |              |                              |
| Abbaye d'Étival-en-Charnie                                       | moniales                                           | diocèse du Mans       | 1109         | Étival-en-Charnie, Sarthe    |
| Abbaye des Dames d'Étrun                                         | moniales                                           | diocèse d'Arras       | v 800 - 1790 | Etrun, Pas-de-Calais         |
| Abbaye Saint-Sauveur d'Évreux                                    | moniales                                           | diocèse d'Évreux      | v. 1060      | Évreux, Eure                 |
| Abbaye Saint-Taurin d'Évreux                                     | moines                                             | diocèse d'Évreux      | Xe s-v1790   | Évreux, Eure                 |
| Abbaye Notre-Dame d'Évron                                        | moines                                             | diocèse du Mans       |              | Évron, Mayenne               |
| Abbaye Notre-Dame-de-Saint-Eustase d'Eyres-Moncube               | moniales olivétaines                               | diocèse d'Aire et Dax |              | Eyres-Moncube, Landes        |

- Haut – A
- B
- C
- D
- E
- F
- G
- H
- I
- J
- K
- L
- M
- N
- O
- P
- Q
- R
- S
- T
- U
- V
- W
- X
- Y
- Z

## F

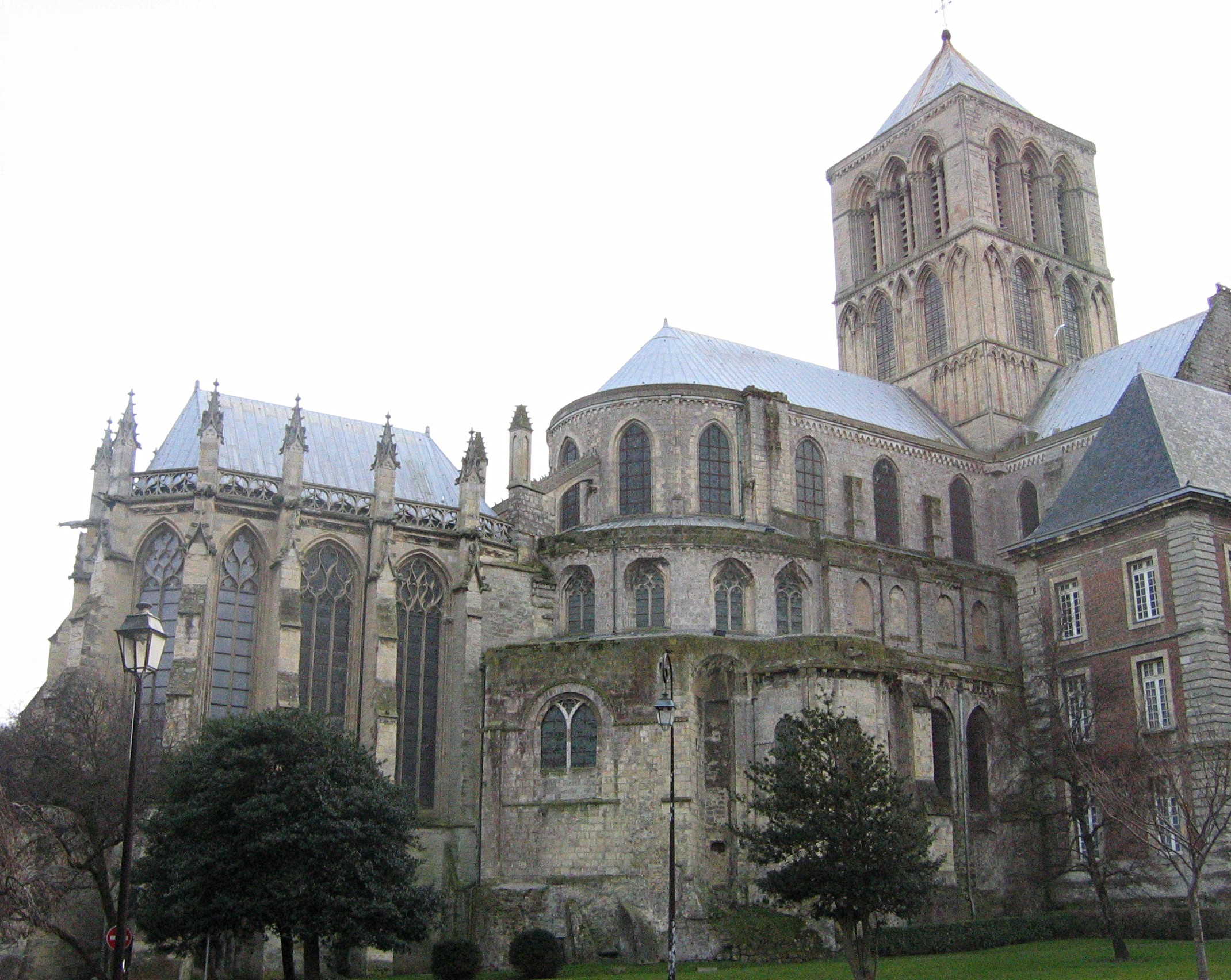
Abbaye de la Trinité de Fécamp (Seine-Maritime)
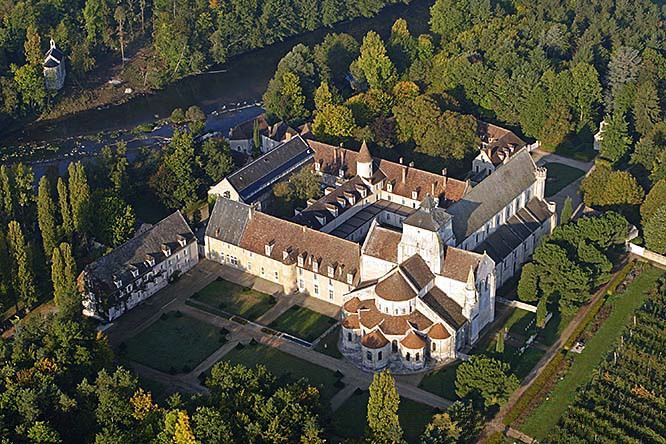
Abbaye Notre-Dame de Fontgombault (Indre)

| Abbaye                                                             | Communauté                                      | Diocèse                                                                                | Date         | Localisation                                                              |
| ------------------------------------------------------------------ | ----------------------------------------------- | -------------------------------------------------------------------------------------- | ------------ | ------------------------------------------------------------------------- |
| Abbaye Notre-Dame et Saint-Pierre de Faremoutiers                  | moniales                                        | diocèse de Meaux                                                                       |              | Faremoutiers, Seine-et-Marne                                              |
| Abbaye Notre-Dame de Faverney                                      | moniales de 747 à 1132 et moines de 1132 à 1789 | diocèse de Besançon, province de Lyon de 747 à 975, province de Besançon de 975 à 1789 | 747-1789     | Faverney, Haute-Saône                                                     |
| Abbaye de la Trinité de Fécamp                                     | moines                                          | diocèse de Rouen                                                                       |              | Fécamp, Seine-Maritime                                                    |
| Abbaye du Calvaire de La Fère                                      | moniales                                        | diocèse de Laon                                                                        |              | La Fère, Aisne                                                            |
| Abbaye de Fémy (ensuite Abbaye de Cambrai)                         | moines et moniales anglaises de 1621 à 1791     | diocèse de Cambrai                                                                     |              |                                                                           |
| Abbaye Saint-Pierre de Fenouillet                                  | moines                                          | diocèse de                                                                             | 1006         | Fenouillet                                                                |
| Abbaye du Paraclet de Ferreux-Quincey                              | moniales                                        | diocèse de Troyes                                                                      | 1130-1792    | Ferreux-Quincey, Aube                                                     |
| Abbaye Saint-Léonard de Ferrières                                  |                                                 | diocèse de Poitiers                                                                    |              |                                                                           |
| Abbaye de Ferrières                                                | moines                                          | diocèse de Sens                                                                        |              | Ferrières-en-Gâtinais, Loiret                                             |
| Abbaye de la Ferté                                                 | moniales                                        | diocèse de Nîmes                                                                       |              |                                                                           |
| Abbaye Saint-Sauveur de Figeac                                     | moines                                          | diocèse de Cahors                                                                      | ?-1536       | Figeac, Lot                                                               |
| Abbaye Saint-Joseph de Clairval de Flavigny-sur-Ozerain,           | moines                                          |                                                                                        | 1992-        | Flavigny-sur-Ozerain, Côte-d'Or                                           |
| Abbaye Saint-Pierre de Flavigny                                    | moines                                          | diocèse d'Autun                                                                        |              | Flavigny-sur-Ozerain, Côte-d'Or                                           |
| Abbaye de Fleury : voir Saint-Benoît-sur-Loire                     |                                                 |                                                                                        |              |                                                                           |
| Abbaye de la Fontaine-Bèze                                         | moines                                          | diocèse de Langres                                                                     |              |                                                                           |
| Abbaye Notre-Dame de Fontdouce : voir Saint-Bris-des-Bois          |                                                 |                                                                                        |              |                                                                           |
| Abbaye Saint-Étienne de Fontenay                                   | moines                                          | diocèse de Bayeux                                                                      |              | Fontenay-le-Marmion, Calvados                                             |
| Abbaye Saint-Wandrille de Fontenelle : voir Saint-Wandrille-Rançon |                                                 |                                                                                        |              |                                                                           |
| Abbaye de Fontevraud                                               | moniales et moines                              |                                                                                        | 1101-1791    | Fontevraud-l'Abbaye (antérieurement Fontevrault-l'Abbaye), Maine-et-Loire |
| Abbaye Notre-Dame de Fontgombault                                  | moines                                          | diocèse de Bourges                                                                     |              | Fontgombault, Indre                                                       |
| Abbaye de Fongauffier                                              | moniales                                        | diocèse de Sarlat                                                                      | 1094-1791    | Sagelat (Dordogne)                                                        |
| Abbaye Notre-Dame de Forest-Montiers                               | moines                                          | diocèse d'Amiens                                                                       | 640?-1768    | Forest-Montiers, Somme                                                    |
| Abbaye de Saint-Gervais de Fos                                     | moines                                          | diocèse d'Arles, puis diocèse de Marseille et de nouveau diocèse d'Arles               | 923 - 1223 ? | Fos-sur-Mer, Bouches-du-Rhône                                             |

- Haut – A
- B
- C
- D
- E
- F
- G
- H
- I
- J
- K
- L
- M
- N
- O
- P
- Q
- R
- S
- T
- U
- V
- W
- X
- Y
- Z

## G

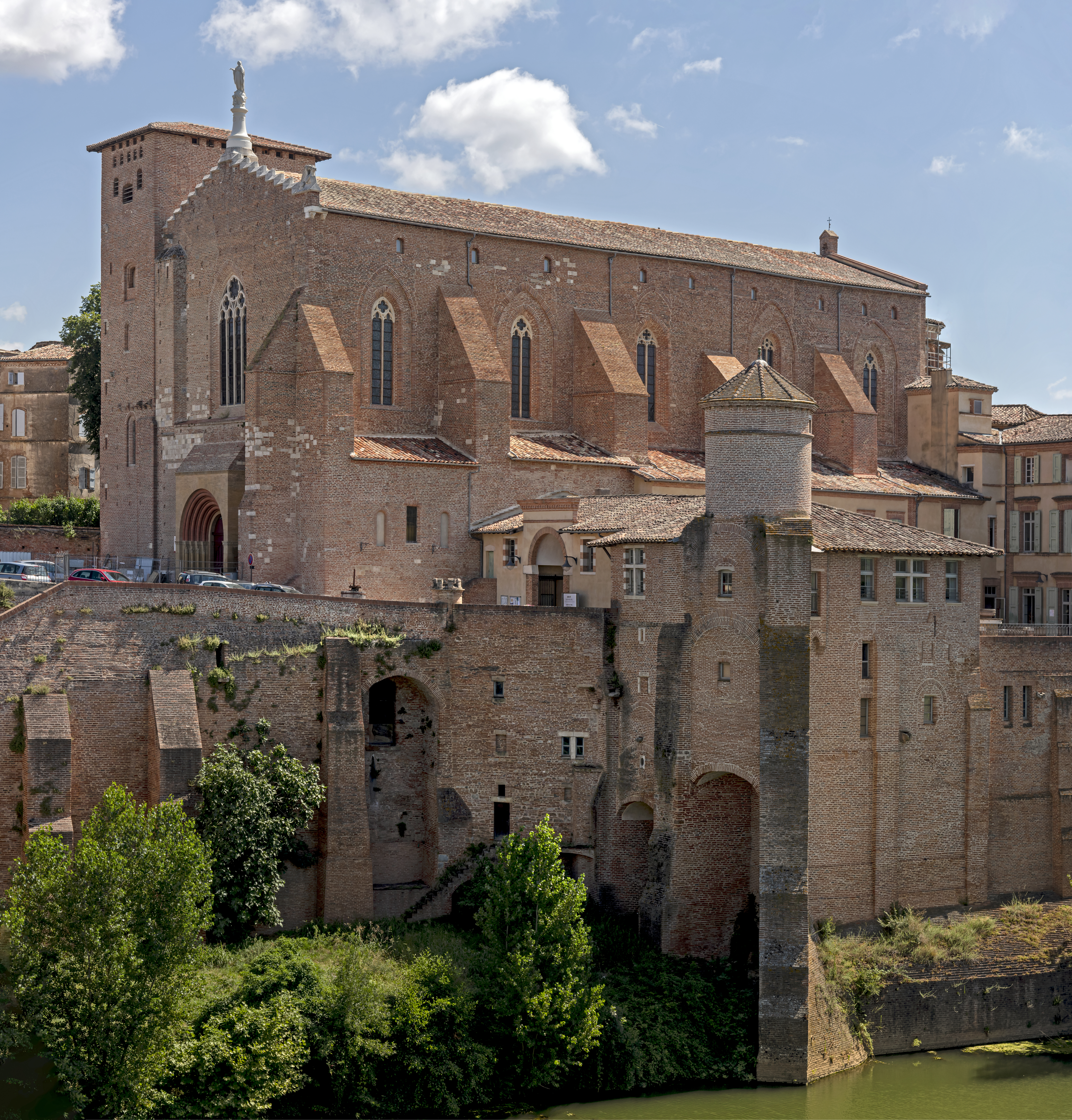
Abbaye Saint-Michel de Gaillac (Tarn)
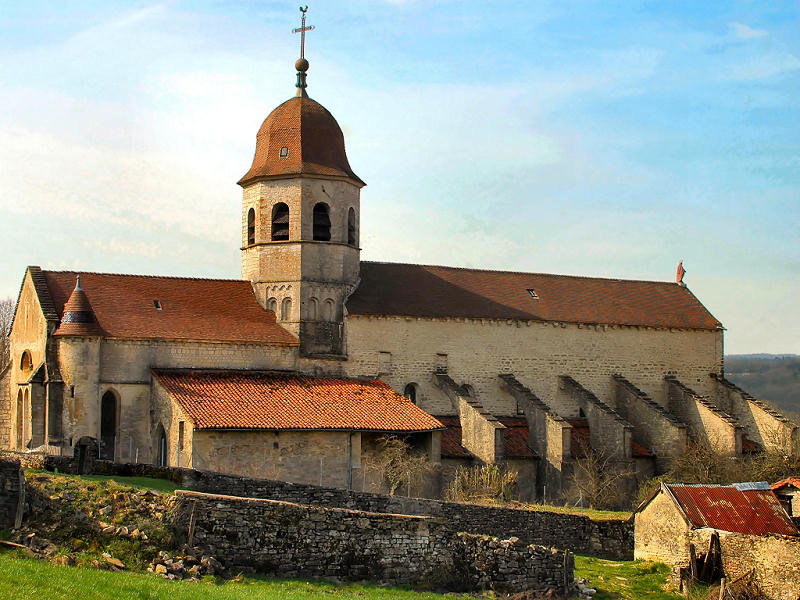
Abbaye Saint-Pierre de Gigny (Jura)

| Abbaye                                                                               | Communauté    | Diocèse                                        | Date                                                                         | Localisation                        |
| ------------------------------------------------------------------------------------ | ------------- | ---------------------------------------------- | ---------------------------------------------------------------------------- | ----------------------------------- |
| Abbaye Saint-Michel de Gaillac                                                       | moines        | diocèse d'Albi                                 | 972-1789                                                                     | Gaillac, Tarn                       |
| Abbaye Notre-Dame de Ganagobie                                                       | moines        |                                                |                                                                              | Ganagobie, Alpes-de-Haute-Provence  |
| Abbaye Notre-Dame de Gaussan : voir Bizanet                                          |               |                                                |                                                                              |                                     |
| Abbaye de Gellone : voir Saint-Guilhem-le-Désert                                     |               |                                                |                                                                              |                                     |
| Abbaye des Allois (La Geneytouse) (Notre-Dame-et-Saint-Laurent des Allois ou Alloix) | moniales      | diocèse de Limoges                             | v. 1137-1791                                                                 | La Geneytouse, Haute-Vienne         |
| Abbaye Notre-Dame de Gercy (ou Jarcy)                                                | moniales      | diocèse de Paris                               | Ordre de Saint-Augustin (1269-1514) Ordre de Saint-Benoît (1515-1791)        | Varennes-Jarcy, Essonne             |
| Abbaye Notre-Dame du Val-de-Gif                                                      | moniales      | diocèse de Paris                               | av. XIIe siècle - 1791                                                       | Gif-sur-Yvette, Essonne             |
| Abbaye Saint-Félix de Montceau (Gigean)                                              | moniales      | diocèse de Montpellier                         | avant 1104. Cistercienne du XIIIe au XVe siècle, puis à nouveau bénédictine. | Gigean, Hérault                     |
| Abbaye Saint-Pierre de Gigny                                                         | moines        | rattaché au Saint Siège                        | v880-                                                                        | Gigny, Jura                         |
| Abbaye Saint-Martin-des-Glandières                                                   | moines        | diocèse de Metz                                | VIe siècle                                                                   | Longeville-lès-Saint-Avold, Moselle |
| Abbaye Saint-Maur de Glanfeuil                                                       | moines        | diocèse d'Angers                               | VIe siècle                                                                   | Le Thoureil (Maine-et-Loire)        |
| Abbaye Saint-Étienne de Gorjan                                                       | moniales      | diocèse de Montpellier                         | v. 1356                                                                      | Clermont-l'Hérault                  |
| Abbaye Saint-Étienne et Saint-Gorgon de Gorze                                        | moines        | diocèse de Metz                                |                                                                              | Gorze, Moselle                      |
| Abbaye Sainte-Marie-et-Saint-Michel de Goudargues                                    | moines        | diocèse de Nîmes                               | v.800-                                                                       | Goudargues, Gard                    |
| Abbaye Notre-Dame de la Grainetière                                                  | moines        | diocèse de Poitiers                            | 1130-                                                                        | Les Herbiers, Vendée                |
| Abbaye Notre-Dame de Grestain                                                        | moines        | diocèse de Lisieux                             |                                                                              | Fatouville-Grestain, Eure           |
| Abbaye du Gué-de-Launay                                                              | moines        | diocèse du Mans                                |                                                                              | Vibraye, Sarthe                     |
| Abbaye Saint-Léonard de Guînes                                                       | moniales      | diocèse de Thérouanne puis de Boulogne-sur-Mer |                                                                              | Guînes, Pas-de-Calais               |
| Abbaye Notre-Dame de Guîtres (ou Guistres)                                           | moines        | diocèse de Bordeaux                            |                                                                              | Guîtres, Gironde                    |
| Abbaye Gloire-Dieu de Gy-les-Nonains                                                 | abbaye double | diocèse de Sens                                | 816-1752 rattachement à l'abbaye de Faremoutiers                             | Gy-les-Nonains (Loiret)             |

- Haut – A
- B
- C
- D
- E
- F
- G
- H
- I
- J
- K
- L
- M
- N
- O
- P
- Q
- R
- S
- T
- U
- V
- W
- X
- Y
- Z

## H

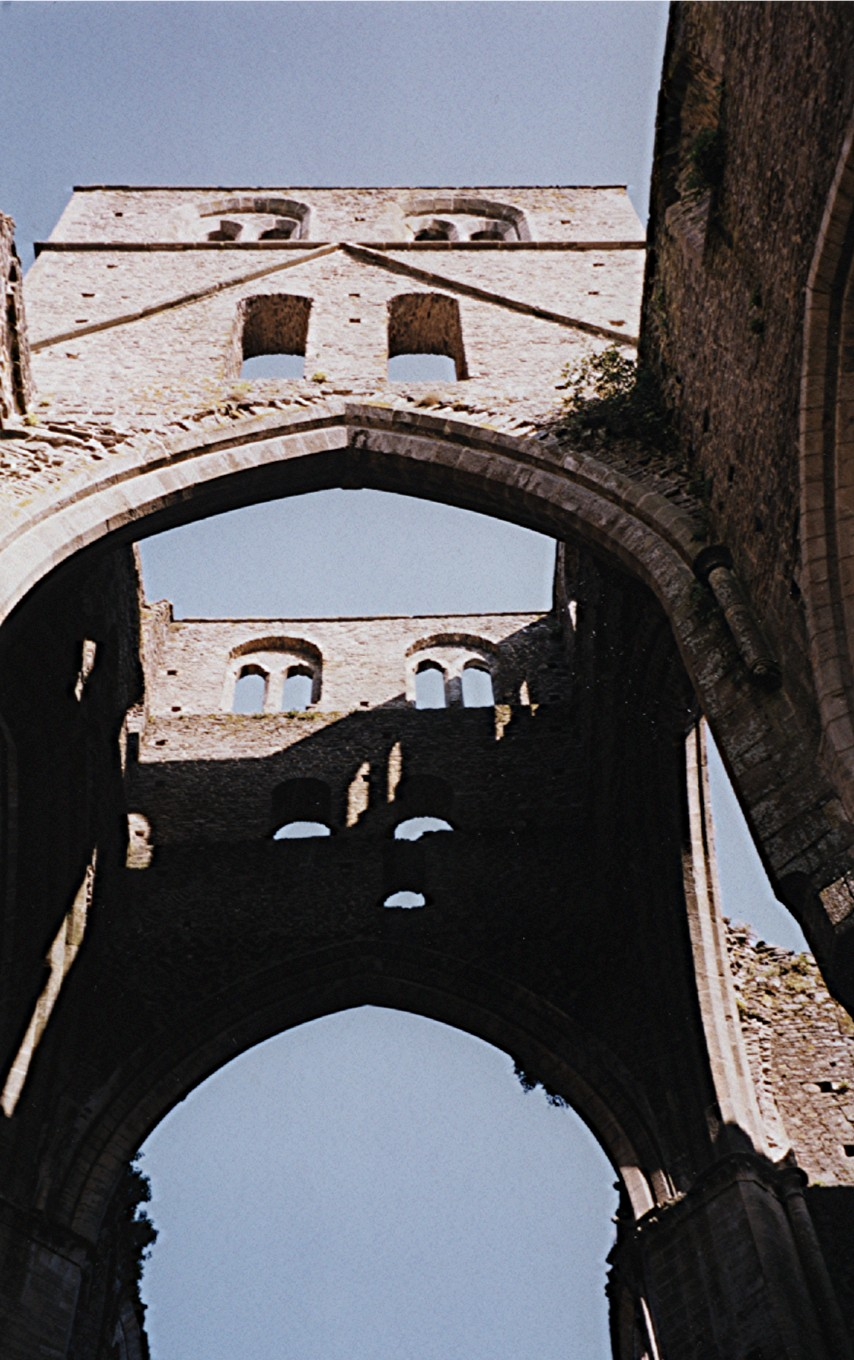
Abbaye de Hambye (Manche)

| Abbaye                                  | Communauté           | Diocèse                           | Date      | Localisation                         |
| --------------------------------------- | -------------------- | --------------------------------- | --------- | ------------------------------------ |
| Abbaye d'Ham-les-Lillers                | moines               | diocèse de Saint-Omer             |           | Ham-en-Artois, Pas-de-Calais         |
| Abbaye Notre-Dame de Hambye (ou Hambie) | moines               | diocèse de Coutances et Avranches | 1147-1790 | Hambye, Manche                       |
| Abbaye d'Hasnon                         | moniales             | diocèse d'Arras                   | 670-      | Hasnon, Nord                         |
| Abbaye d'Hautmont                       | moines               | diocèse de Cambrai                | 643-      | Hautmont, Nord                       |
| Abbaye Saint-Pierre d'Hautvillers       | moines               | diocèse de Reims                  | 650 -     | Hautvillers, Marne                   |
| Abbaye de Herbitzheim                   | moniales             |                                   |           | Herbitzheim, Bas-Rhin                |
| Abbaye de Hesse                         |                      |                                   |           | Hesse, Moselle                       |
| Abbaye d'Homblières                     | moines               | diocèse de Noyon                  |           | Homblières, Aisne                    |
| Abbaye Saint-Michel de Honau            |                      |                                   | 1290-1398 | La Wantzenau, Bas-Rhin               |
| Abbaye de Honcourt                      | moines puis moniales |                                   |           | Saint-Martin, Itterswiller, Bas-Rhin |
| Abbaye Saint-Pierre de Honnecourt       | moines               | diocèse de Cambrai                |           |                                      |
| Abbaye Saint-Martin de Huiron           | moines               | diocèse de Châlons-sur-Marne      |           | Huiron, Marne                        |

- Haut – A
- B
- C
- D
- E
- F
- G
- H
- I
- J
- K
- L
- M
- N
- O
- P
- Q
- R
- S
- T
- U
- V
- W
- X
- Y
- Z

## I
| Abbaye                             | Communauté | Diocèse             | Date      | Localisation                         |
| ---------------------------------- | ---------- | ------------------- | --------- | ------------------------------------ |
| Abbaye de l'Île-Barbe              | moines     | diocèse de Lyon     | 638-1375  | Lyon, Rhône                          |
| Abbaye de l'Ile Chauvet            | moines     | diocèse de Luçon    | 1130-1791 | Bois-de-Céné, Vendée                 |
| Abbaye Saint-Austremoine d'Issoire | moines     | diocèse de Clermont | 1130-     | Issoire, Puy-de-Dôme                 |
| Abbaye Notre-Dame d'Issoudun       | moines     | diocèse de Bourges  |           |                                      |
| Abbaye Saint-Anne d'Issy           | moniales   | diocèse de Paris    | 1657-1751 | Issy-les-Moulineaux (Hauts-de-Seine) |
| Abbaye Notre-Dame d'Ivry           | moines     | diocèse d'Évreux    | 1071-1791 | Ivry-la-Bataille                     |

- Haut – A
- B
- C
- D
- E
- F
- G
- H
- I
- J
- K
- L
- M
- N
- O
- P
- Q
- R
- S
- T
- U
- V
- W
- X
- Y
- Z

## J

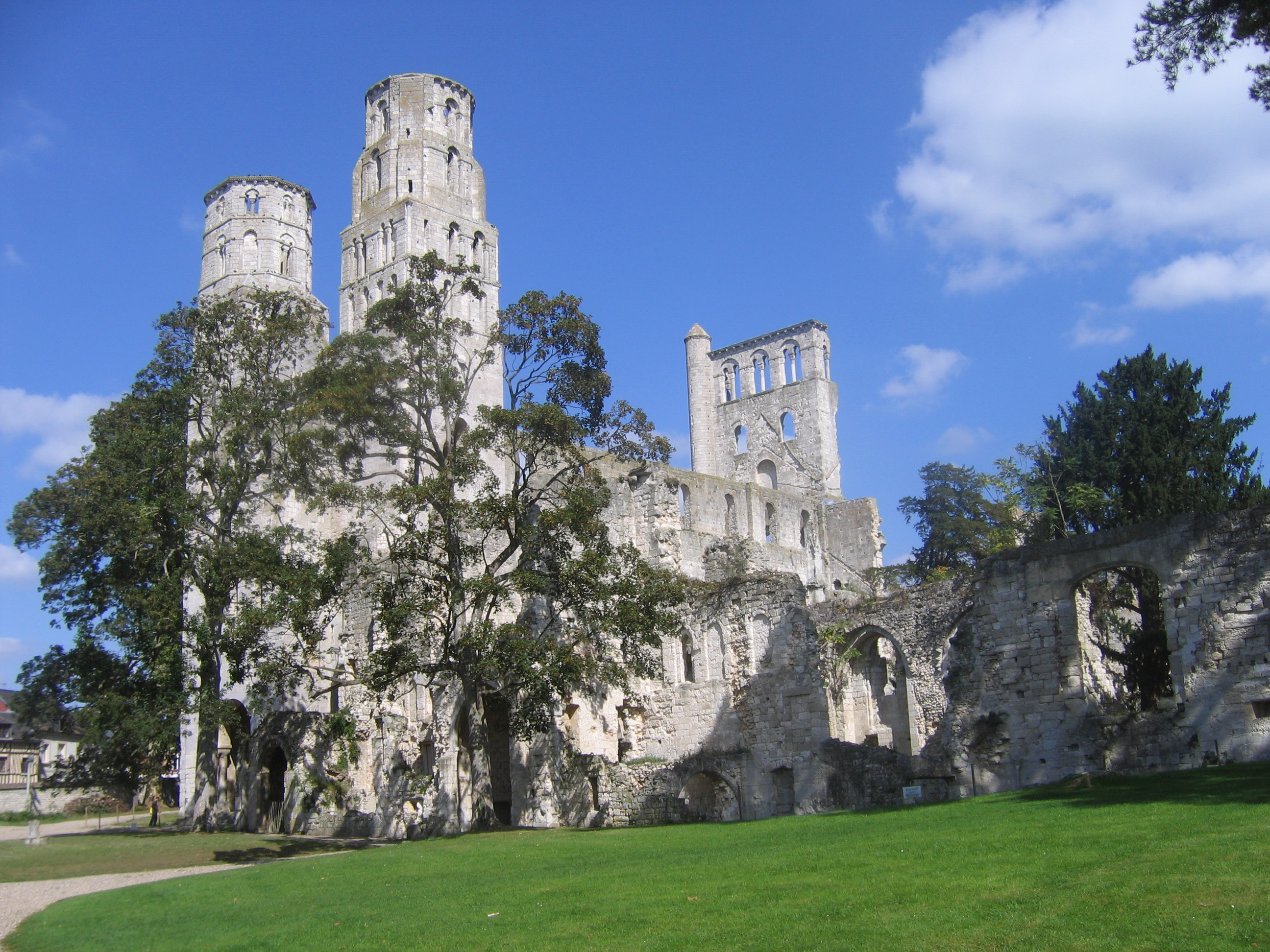
Abbaye de Jumièges (Seine-Maritime)

| Abbaye                                            | Communauté | Diocèse                                                | Date                 | Localisation              |
| ------------------------------------------------- | ---------- | ------------------------------------------------------ | -------------------- | ------------------------- |
| Abbaye de Jarcy : voir Abbaye Notre-Dame de Gercy |            |                                                        |                      |                           |
| Abbaye Saint-Jacques de Joucou                    | moines     | diocèse de Narbonne jusqu'en 1318, puis diocèse d'Alet | avant 768            | Joucou (Aude)             |
| Abbaye du Jard : voir Voisenon                    |            |                                                        |                      |                           |
| Abbaye de Joncels (ou Jaucel)                     | moines     | diocèse de Béziers                                     |                      | Joncels, Hérault          |
| Abbaye Notre-Dame de Josaphat                     | moines     | diocèse de Chartres                                    | 1117 - Révolution    | Lèves, Eure-et-Loir       |
| Abbaye Notre-Dame de Jouarre                      | moniales   | diocèse de Meaux                                       | 630-1792, puis 1837- | Jouarre, Seine-et-Marne   |
| Abbaye de Jougdieu                                | moines     | diocèse de Lyon                                        |                      |                           |
| Abbaye Notre-Dame-de-Fidélité de Jouques          | moniales   |                                                        | 1981-                | Jouques, Bouches-du-Rhône |
| Abbaye de Jumièges                                | moines     | diocèse de Rouen                                       | v 654- 1792          | Jumièges, Seine-Maritime  |
| Abbaye de Juvigny                                 | moniales   |                                                        |                      | Juvigny-sur-Loison, Meuse |

- Haut – A
- B
- C
- D
- E
- F
- G
- H
- I
- J
- K
- L
- M
- N
- O
- P
- Q
- R
- S
- T
- U
- V
- W
- X
- Y
- Z

## K
| Abbaye                          | Communauté           | Diocèse            | Date                  | Localisation            |
| ------------------------------- | -------------------- | ------------------ | --------------------- | ----------------------- |
| Abbaye de Kerbénéat             | moines puis moniales | diocèse de Quimper | 1878-1958, puis 1977- | Plounéventer, Finistère |
| Abbaye Saint-Michel de Kergonan | moniales             | diocèse de Vannes  | 1898-                 | Plouharnel, Morbihan    |
| Abbaye Sainte-Anne de Kergonan  | moines               | diocèse de Vannes  |                       | Plouharnel, Morbihan    |

- Haut – A
- B
- C
- D
- E
- F
- G
- H
- I
- J
- K
- L
- M
- N
- O
- P
- Q
- R
- S
- T
- U
- V
- W
- X
- Y
- Z

## L

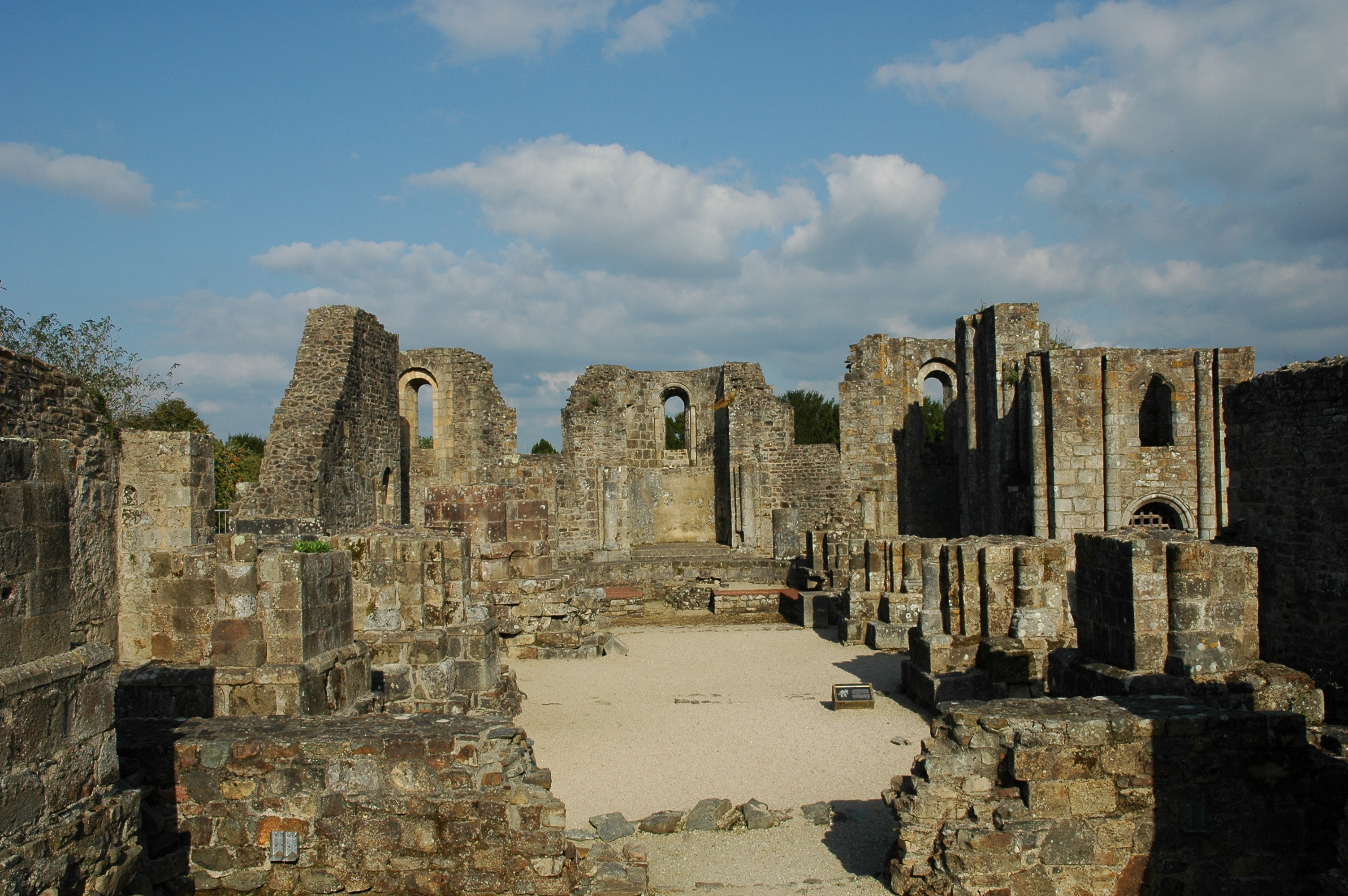
L'ancienne abbaye de Landévennec (Finistère)

| Abbaye                                                                                    | Communauté                                                        | Diocèse                                                  | Date                                                | Localisation                                               |
| ----------------------------------------------------------------------------------------- | ----------------------------------------------------------------- | -------------------------------------------------------- | --------------------------------------------------- | ---------------------------------------------------------- |
| Abbaye Saint-Pierre de Lagny                                                              | moines                                                            | diocèse de Paris                                         |                                                     | Lagny-sur-Marne, Seine-et-Marne                            |
| Abbaye Notre-Dame de Lancharre                                                            | moniales                                                          | diocèse de Chalon-sur-Saône                              |                                                     |                                                            |
| Abbaye de Troclar                                                                         | moniales (VIIe siècle) au (Xe siècle), puis moines au (XIe siècle | diocèse d'Albi                                           | VIIe siècle                                         | Lagrave (Tarn)                                             |
| Abbaye Notre-Dame de Lagrasse (ou la Grasse)                                              | moines                                                            | diocèse de Carcassonne                                   |                                                     | Lagrasse, Aude                                             |
| Abbaye Saint-Rémi des Landes                                                              | moniales                                                          | diocèse de Chartres                                      |                                                     |                                                            |
| Abbaye de Landévennec                                                                     | moines                                                            | diocèse de Quimper                                       |                                                     | Landévennec, Finistère                                     |
| Abbaye Notre-Dame de Lantenac                                                             | moines                                                            | diocèse de Saint-Brieuc                                  |                                                     | La Chèze, Côtes-d'Armor                                    |
| Abbaye Saint-Jean de Laon                                                                 | moniales puis Monastère double                                    | diocèse de Laon                                          |                                                     | Laon, Aisne                                                |
| Abbaye Saint-Vincent de Laon                                                              | moines                                                            | diocèse de Laon                                          |                                                     | Laon, Aisne                                                |
| Abbaye du Val-de-Bressieux : voir Saint-Pierre-de-Bressieux                               |                                                                   |                                                          |                                                     |                                                            |
| Abbaye Saint-Pierre de Larreule                                                           | moines                                                            | diocèse de Lescar                                        | 993/996 - 1773                                      | Larreule, Pyrénées-Atlantiques                             |
| Abbaye Saint-André de Lavaudieu                                                           | moines puis chanoinesses                                          |                                                          | 1719-                                               | Lavaudieu, Haute-Loire                                     |
| Abbaye de Lay                                                                             | moines                                                            | diocèse de Nancy                                         |                                                     | Lay-Saint-Christophe, Meurthe-et-Moselle                   |
| Abbaye de Lectoure                                                                        |                                                                   |                                                          | Xe siècle-1059                                      | Lectoure, Gers                                             |
| Abbaye Saint-Magloire de Léhon                                                            | moines                                                            | diocèse de Saint-Malo                                    | 850-1792                                            | Léhon, Côtes-d'Armor                                       |
| Abbaye de Lérins                                                                          | moines                                                            |                                                          | début du Ve siècle- XIXe siècle ; puis cistercienne | Île Saint-Honorat, îles de Lérins, Cannes, Alpes-Maritimes |
| Abbaye Sainte-Trinité de Lessay                                                           | moines                                                            | diocèse de Coutances                                     |                                                     | Lessay, Manche                                             |
| Abbaye du Désert de Lévignac                                                              | moniales                                                          | diocèse de Cahors                                        |                                                     | Lévignac, Haute-Garonne                                    |
| Abbaye de Lézat                                                                           | moines                                                            | diocèse de Pamiers (1295-1317) puis de Rieux (1317-1790) | 1295-1790                                           | Lézat-sur-Lèze, Ariège                                     |
| Abbaye de Liessies                                                                        | moines                                                            | diocèse de Cambrai                                       | ?-1791                                              | Liessies, Nord                                             |
| Abbaye Notre-Dame de Ligueux                                                              | moniales                                                          | diocèse de Périgueux                                     | 1115-?                                              | Ligueux, Dordogne                                          |
| Abbaye Saint-Martin de Ligugé                                                             | moines                                                            |                                                          |                                                     |                                                            |
| Abbaye Saint-Augustin-lès-Limoges                                                         | moines                                                            | diocèse de Limoges                                       |                                                     | Limoges, Haute-Vienne                                      |
| Abbaye Saint-Martial de Limoges                                                           | moines                                                            | diocèse de Limoges                                       | ?-1535                                              | Limoges, Haute-Vienne                                      |
| Abbaye Saint-Martin de Limoges                                                            | moines                                                            | diocèse de Limoges                                       |                                                     | Limoges, Haute-Vienne                                      |
| Abbaye Saint-Laurent de Cordillon de Lingèvres (ou Cordillon-aux-Nonnains, ou Cordeillon) | moniales                                                          | diocèse de Bayeux                                        | 1201-?                                              | Lingèvres, Calvados                                        |
| Abbaye Sainte Lioba                                                                       | moniales                                                          | diocèse d'Aix-en-Provence                                | depuis?                                             | Simiane-Collongue, Bouches-du-Rhône                        |
| Abbaye Notre-Dame du Pré de Lisieux                                                       | moniales                                                          | diocèse de Lisieux                                       | 1011-1792, puis 1808-1994                           | Lisieux, Calvados                                          |
| Abbaye Saint-Désir de Lisieux : voir Saint-Désir                                          |                                                                   |                                                          |                                                     |                                                            |
| Abbaye de Longeville                                                                      | moines                                                            | diocèse de Metz                                          |                                                     | Longeville-lès-Saint-Avold, Moselle                        |
| Abbaye Sainte-Marie de Longues                                                            | moines                                                            | diocèse de Bayeux                                        | 1168-?                                              | Longues-sur-Mer, Calvados                                  |
| Abbaye de Lonlay (ou Lonlai)                                                              | moines                                                            | diocèse du Mans                                          |                                                     | Lonlay-l'Abbaye, Orne                                      |
| Abbaye de Lure                                                                            | moines                                                            | diocèse de Besançon                                      |                                                     | Lure, Haute-Saône                                          |
| Abbaye Saint-Pierre de Luxeuil                                                            | moines                                                            | diocèse de Besançon                                      |                                                     |                                                            |
| Abbaye de Saint-Pierre-les-Nonnains de Lyon                                               | moniales                                                          | diocèse de Lyon                                          | IIIe siècle-VIIe siècle                             | Lyon                                                       |
| Abbaye Saint-Martin d'Ainay (Lyon)                                                        | moines                                                            | diocèse de Lyon                                          |                                                     | Lyon, Rhône.                                               |
| Abbaye Notre-Dame de Lyre                                                                 | moines                                                            |                                                          | 1046-1790                                           | La Vieille-Lyre, Eure                                      |
| Abbaye royale Saint-Michel de Bois-Aubry (Luzé)                                           | moines                                                            | diocèse de Tours                                         |                                                     | Luzé, Indre-et-Loire                                       |

- Haut – A
- B
- C
- D
- E
- F
- G
- H
- I
- J
- K
- L
- M
- N
- O
- P
- Q
- R
- S
- T
- U
- V
- W
- X
- Y
- Z

## M

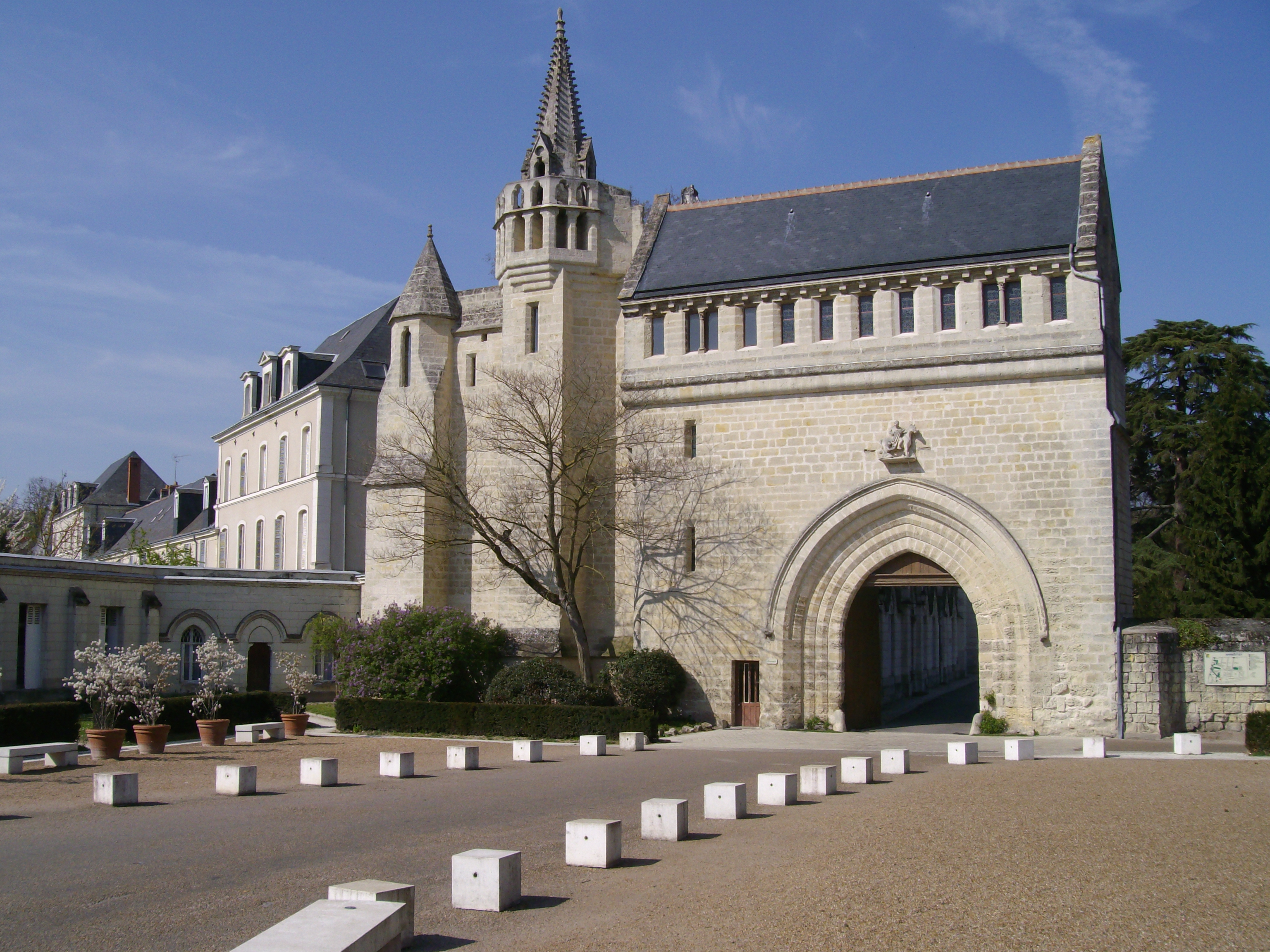
Abbaye de Marmoutier à Tours (Indre-et-Loire)
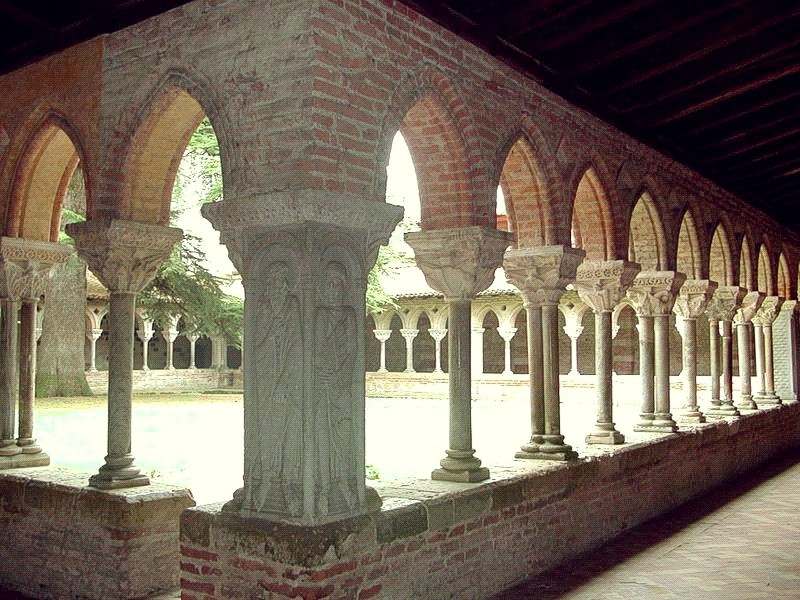
Abbaye Saint-Pierre de Moissac
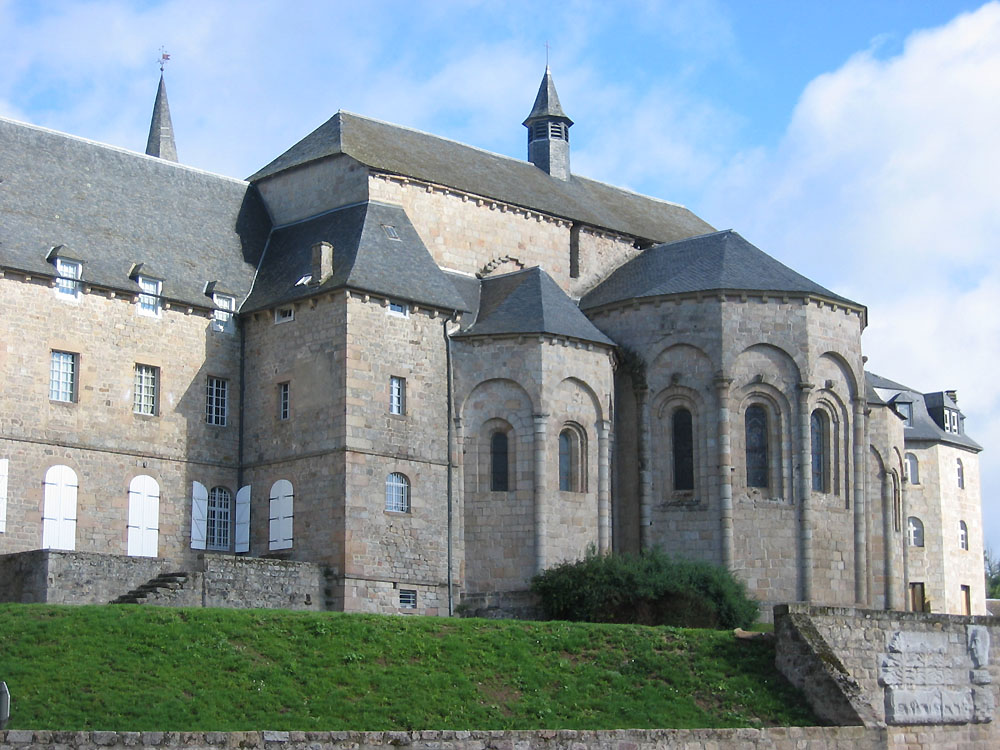
Abbaye Saint-André de Meymac (Corrèze)
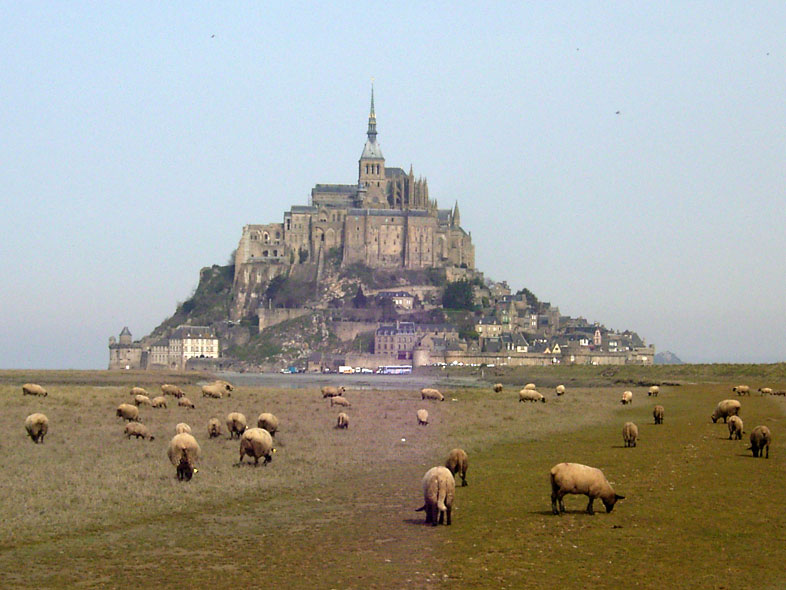
Abbaye du Mont-Saint-Michel (Manche)
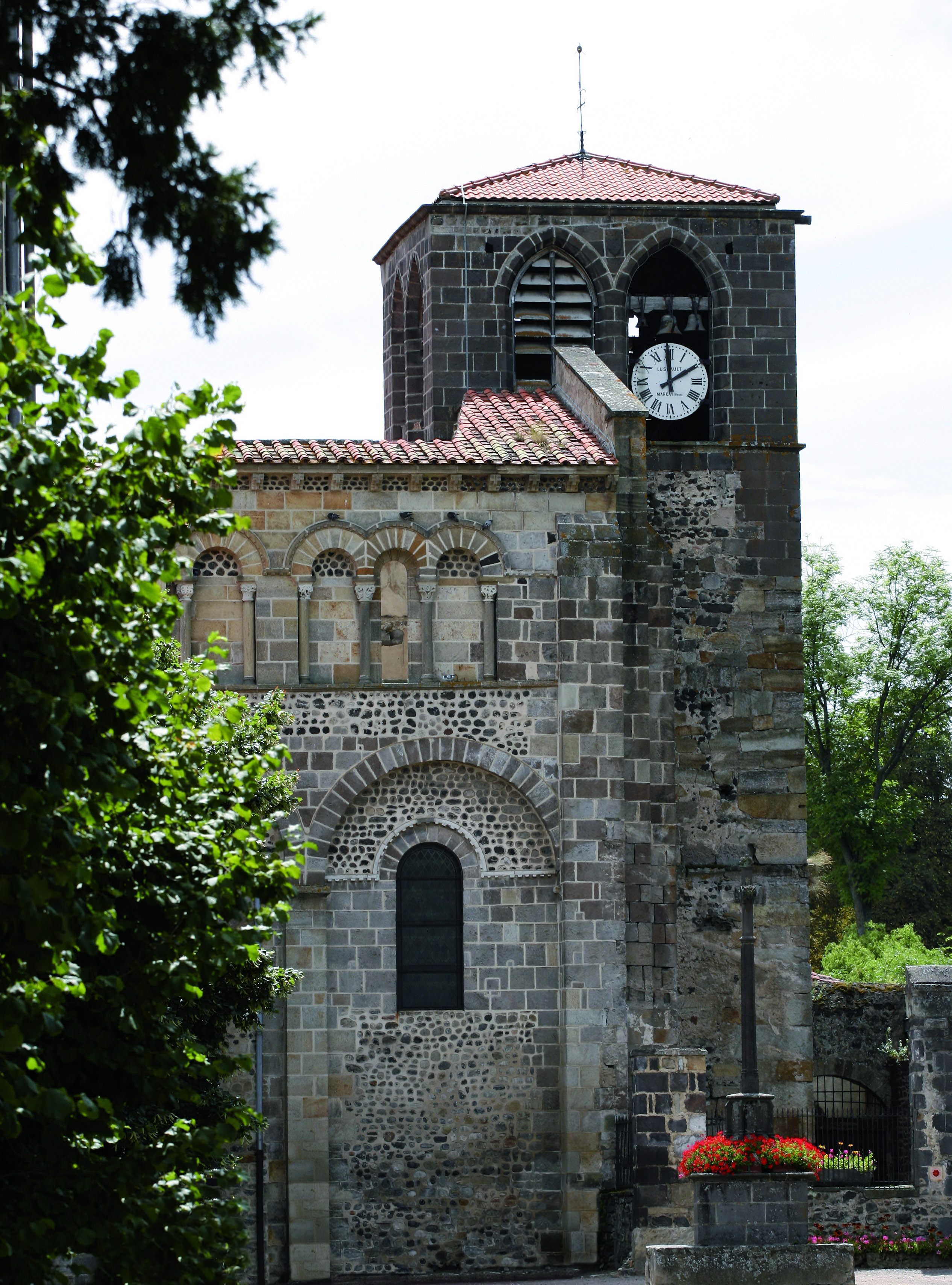
Abbaye de Mozac
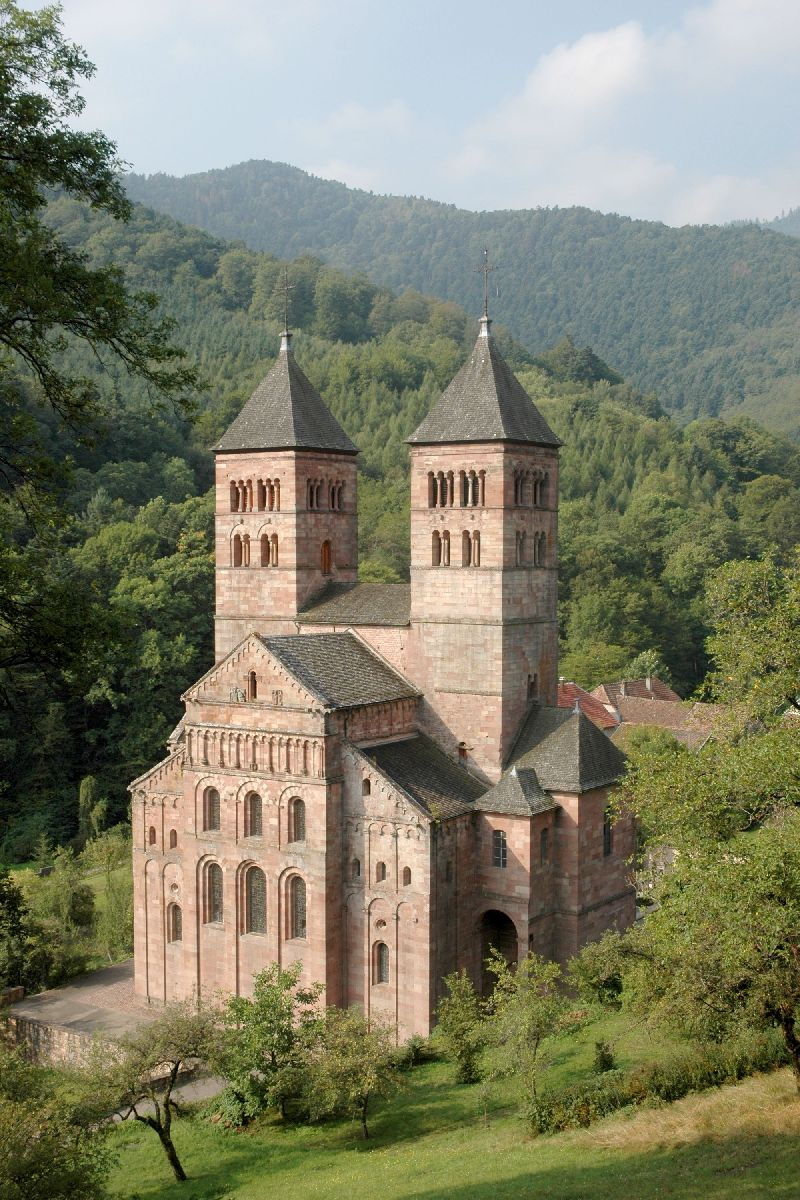
Abbaye de Murbach

| Abbaye                                                               | Communauté                                                    | Diocèse | Date                       | Localisation                           |
| -------------------------------------------------------------------- | ------------------------------------------------------------- | --- | -------------------------- | -------------------------------------- |
| Abbaye Notre-Dame de la Chaume de Machecoul                          | moines                                                        | diocèse de Nantes | 1055-1262                  | Machecoul, Loire-Atlantique            |
| Abbaye de Madiau                                                     | moines                                                        | diocèse de Saintes |                            |                                        |
| Abbaye Saint-Pierre de Maillezais                                    | moines                                                        | diocèse de Poitiers | v 970-                     | Maillezais, Vendée                     |
| Abbaye de la Malnoue dite aussi Abbaye Notre-Dame du Fontel          | moniales                                                      | Diocèse de Meaux | 1129 -1790                 | Émerainville (Seine-et-Marne)          |
| Abbaye Notre-Dame de Manlieu                                         | moines                                                        | diocèse de Clermont |                            |                                        |
| Abbaye Saint-Pierre de la Couture du Mans                            | moines                                                        | diocèse du Mans |                            | Le Mans, Sarthe                        |
| Abbaye Saint-Vincent du Mans                                         | moines                                                        | diocèse du Mans |                            | Le Mans, Sarthe                        |
| Abbaye de Marchiennes                                                | moines                                                        | diocèse d'Arras |                            | Marchiennes, Nord                      |
| Abbaye Saint-Pierre de Marcilhac                                     | moines                                                        | diocèse de Cahors |                            | Marcilhac-sur-Célé, Lot                |
| Abbaye de Marmoutier (Tours) : voir Tours                            |                                                               | |                            |                                        |
| Abbaye de Marmoutier                                                 | moines                                                        | |                            | Marmoutier, Bas-Rhin                   |
| Abbaye de Maroilles                                                  | moines                                                        | diocèse de Cambrai |                            |                                        |
| Abbaye Saint-Victor de Marseille                                     | moines                                                        | diocèse de Marseille |                            | Marseille, Bouches-du-Rhône            |
| Abbaye du Mas-d'Azil                                                 | moines                                                        | diocèse de Rieux | IXe siècle - XVIIIe siècle | Le Mas-d'Azil, Ariège                  |
| Abbaye Saint-Pierre du Mas-Grenier                                   | moines puis moniales                                          | diocèse de Toulouse |                            | Mas-Grenier, Tarn-et-Garonne           |
| Abbaye Saint-Martin de Massay                                        | moines                                                        | diocèse de Bourges |                            | Massay, Cher                           |
| Abbaye de Maubeuge                                                   | moniales                                                      | diocèse de Cambrai |                            | Maubeuge, Nord                         |
| Abbaye Sainte-Marie de Maumont                                       | moniales                                                      | |                            | Juignac, Charente                      |
| Abbaye Saint-Césaire de Maurs                                        | moines                                                        | diocèse de Saint-Flour |                            | Maurs, Cantal                          |
| Abbaye de Maursmunster                                               | moines                                                        | diocèse de Strasbourg |                            |                                        |
| Abbaye Notre-Dame de Chambon de Mauzé-Thouarsais                     | moines                                                        | diocèse de Poitiers |                            | Mauzé-Thouarsais, Deux-Sèvres          |
| Abbaye Notre-Dame de Maylis                                          | moines                                                        | |                            | Maylis, Landes                         |
| Abbaye Saint-Faron de Meaux                                          | moines                                                        | diocèse de Meaux |                            | Meaux, Seine-et-Marne                  |
| Abbaye Saint-Pierre de Melun                                         | moines                                                        | diocèse de Sens |                            |                                        |
| Abbaye Saint-Sauveur, Notre-Dame et Saint-Martin de Menat            | moines                                                        | diocèse de Clermont |                            | Menat, Puy-de-Dôme                     |
| Abbaye Saint-Pierre et Saint-Paul de Méobecq (ou Meaubec)            |                                                               | diocèse de Bourges |                            | Méobecq, Indre                         |
| Abbaye Saint-Arnould de Metz                                         | moines                                                        | diocèse de Metz | VIe siècle - 1791          | Metz, Moselle                          |
| Abbaye Saint-Clément de Metz                                         | moines                                                        | diocèse de Metz | XIe siècle - 1791          | Metz, Moselle                          |
| Abbaye Saint-Martin-devant-Metz                                      |                                                               | diocèse de Metz |                            | Metz, Moselle                          |
| Abbaye Sainte-Glossinde de Metz                                      | moniales                                                      | diocèse de Metz |                            | Metz, Moselle                          |
| Abbaye Saint-Pierre-aux-Nonnains de Metz                             |                                                               | diocèse de Metz |                            |                                        |
| Abbaye de Saint-Symphorien de Metz                                   | moines                                                        | diocèse de Metz |                            | Metz, Moselle                          |
| Abbaye Saint-Vincent de Metz                                         | moines                                                        | diocèse de Metz | IXe siècle                 | Metz, Moselle                          |
| Abbaye Saint-André et Saint-Léger de Meymac                          | moines                                                        | | ?-1791                     | Meymac, Corrèze                        |
| Abbaye de Micy : voir Saint-Pryvé-Saint-Mesmin                       |                                                               | |                            |                                        |
| Abbaye Saint-Calocère-et-Saint-Parthénius de Moiremont (ou Moirmont) | moines                                                        | diocèse de Châlons-sur-Marne                                                                                               | 707                        | Moiremont, Marne                       |
| Abbaye Saint-Pierre et Saint-Paul de Moissac                         | moines                                                        | diocèse de Cahors |                            | Moissac, Tarn-et-Garonne               |
| Abbaye de Molesme                                                    | moines                                                        | ancien diocèse de Langres                                                                                                  | 1075-                      | Molesme, Côte-d'Or                     |
| Abbaye de Molosmes                                                   | moines                                                        | | v. 500-                    | Molosmes, Yonne                        |
| Abbaye de Mollégès                                                   | moniales                                                      | diocèse d'Arles | 1235-                      | Mollégès, Bouches-du-Rhône             |
| Abbaye Saint-Chaffre du Monastier-sur-Gazeille                       | moines                                                        | diocèse du Puy |                            | Le Monastier-sur-Gazeille, Haute-Loire |
| Abbaye du Mont-Glonne : voir Saint-Florent le Vieil                  |                                                               | |                            |                                        |
| Abbaye du Mont-Saint-Michel                                          | moines                                                        | diocèse d'Avranches | 711-1791, puis 1966-       | Le Mont-Saint-Michel, Manche           |
| Abbaye du Mont Saint-Quentin                                         | moines                                                        | diocèse de Noyon | 660-1790                   | Péronne                                |
| Abbaye du Mont Sainte-Odile                                          |                                                               | |                            | Bas-Rhin                               |
| Abbaye Saint-Félix de Montceau : voir Gigean                         |                                                               | |                            |                                        |
| Abbaye de Montebourg                                                 | moines                                                        | diocèse de Coutances |                            | Montebourg, Manche                     |
| Abbaye Saint-Pierre de Montier-la-Celle                              |                                                               | diocèse de Troyes |                            | Saint-André-les-Vergers, Aube          |
| Abbaye Saint-Pierre de Montiéramey                                   | moines                                                        | diocèse de Troyes | 837-                       | Aube                                   |
| Abbaye Notre-Dame de Montier-en-Der                                  | moines                                                        | diocèse de Châlons-sur-Marne                                                                                               | 673-                       | Montier-en-Der, Haute-Marne            |
| Abbaye Saint-Jean de Montierneuf                                     | moines                                                        | diocèse de Poitiers | 1069-                      | Poitiers                               |
| Abbaye de Montivilliers                                              | moniales, puis chanoines séculiers, puis moniales (1035-1792) | diocèse de Rouen | ?-1792                     | Montivilliers, Seine-Maritime          |
| Abbaye Saint-Pierre de Montmajour                                    | moines                                                        | diocèse d'Arles |                            |                                        |
| Abbaye Saint-Jean-Baptiste de Montolieu                              |                                                               | diocèse de Carcassonne |                            | Montolieu, Aude                        |
| Abbaye de Montolivet                                                 | moines                                                        | diocèse de Carcassonne |                            |                                        |
| Abbaye de Montsor                                                    | moniales                                                      | diocèse du Mans |                            |                                        |
| Abbaye de Moreaucourt                                                | moniales                                                      | diocèse d'Amiens |                            | L'Étoile, Somme                        |
| Abbaye de Moreaux                                                    | moines                                                        | diocèse de Poitiers |                            |                                        |
| Abbaye de Moreuil                                                    | moines                                                        | diocèse d'Amiens |                            |                                        |
| Abbaye Notre-Dame de Morienval                                       | moniales                                                      | diocèse de Soissons |                            |                                        |
| Abbaye de Morigny                                                    | moines                                                        | ancien diocèse de Sens, fermée en 1743 par l'archevêque de Sens ; aujourd'hui dépendant du diocèse d'Évry-Corbeil-Essonnes | 1095-                      |                                        |
| Abbaye de Moustier-la-Celle                                          | moines                                                        | diocèse de Troyes |                            |                                        |
| Abbaye de Moustier-Ramey                                             | moines                                                        | diocèse de Troyes |                            |                                        |
| Abbaye de Moutier-d'Ahun                                             | moines                                                        | diocèse de Limoges |                            | Moutier-d'Ahun, Creuse                 |
| Abbaye Saint-Jean-de-Réome                                           | moines                                                        | diocèse de Langres | moines                     | Moutiers-Saint-Jean                    |
| Abbaye Notre-Dame de Mouzon                                          | moines                                                        | diocèse de Reims |                            | Mouzon, Ardennes                       |
| Abbaye de Moyenmoutier                                               | moines                                                        | diocèse de Saint-Dié |                            |                                        |
| Abbaye de Mozac                                                      | moines                                                        | diocèse de Clermont | v 533 - 1790               | Mozac, Puy-de-Dôme                     |
| Abbaye de Munster (ou Münster)                                       | moines                                                        | |                            | Munster, Haut-Rhin                     |
| Abbaye de Murbach (ou Mürbach)                                       | moines                                                        | |                            | Murbach, Haut-Rhin                     |

- Haut – A
- B
- C
- D
- E
- F
- G
- H
- I
- J
- K
- L
- M
- N
- O
- P
- Q
- R
- S
- T
- U
- V
- W
- X
- Y
- Z

## N

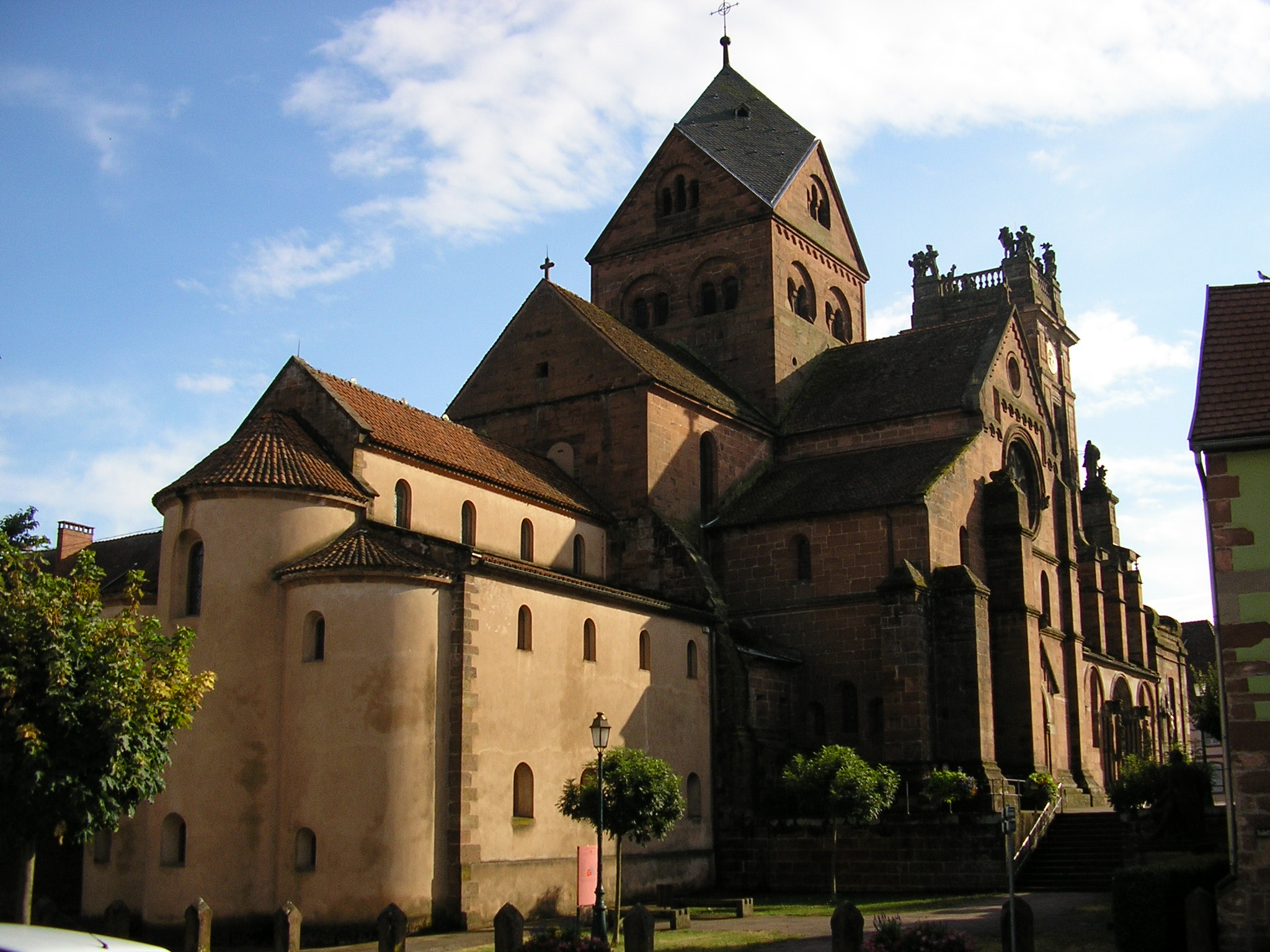
Abbaye de Neuwiller-lès-Saverne (Bas-Rhin)
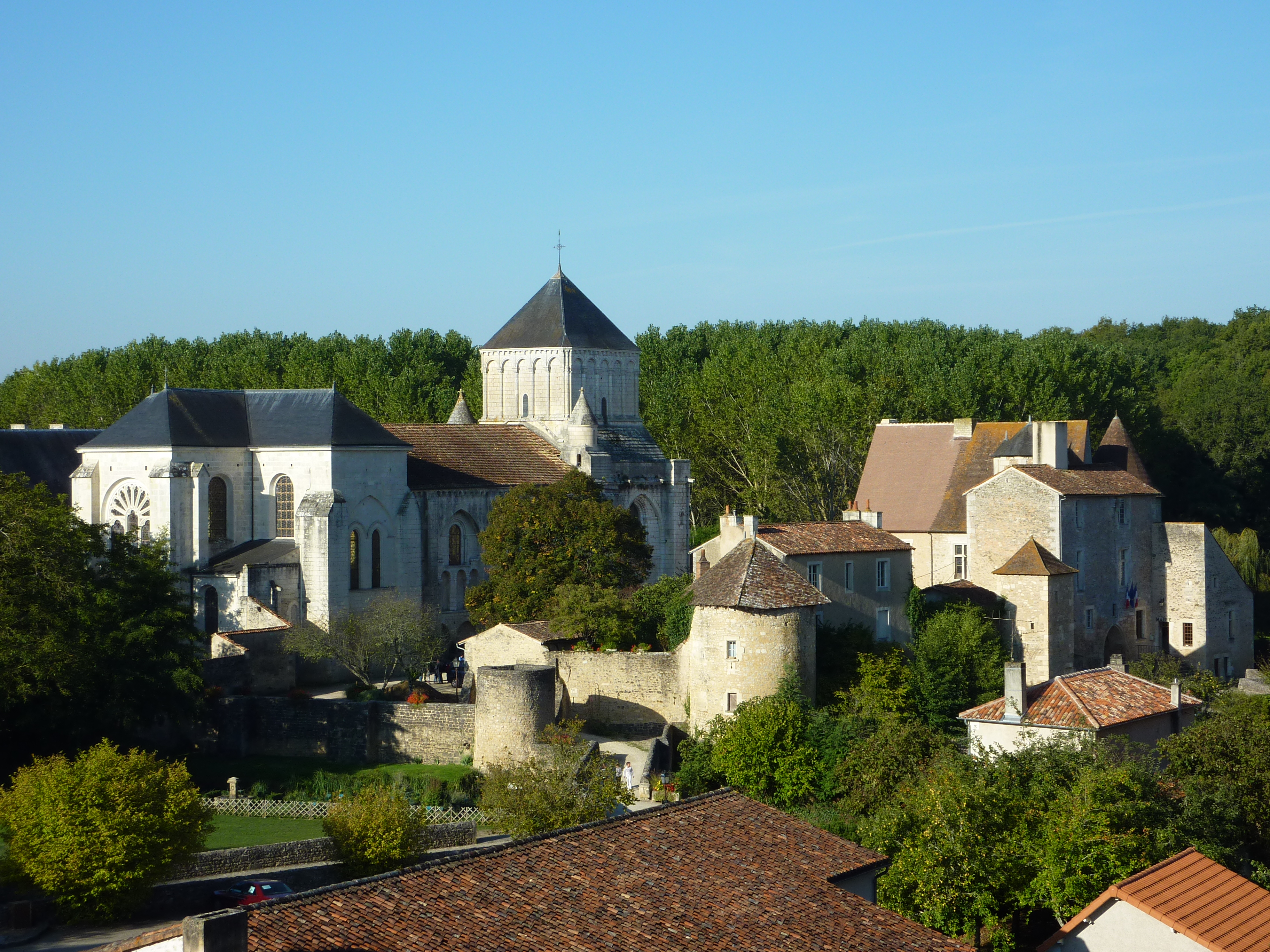
Abbaye Saint-Junien de Nouaillé-Maupertuis (Vienne)

| Abbaye                                                          | Communauté | Diocèse                           | Date          | Localisation                    |
| --------------------------------------------------------------- | ---------- | --------------------------------- | ------------- | ------------------------------- |
| Abbaye Saint-Léopold de Nancy                                   | moines     | diocèse de Toul(maintenant Nancy) |               |                                 |
| Abbaye Notre-Dame de Nanteuil                                   | moines     | diocèse de Poitiers               | ?-1770        | Nanteuil-en-Vallée (Charente)   |
| Abbaye Saint-Pierre de Nantz                                    | moines     | diocèse de Vabres                 |               |                                 |
| Abbaye de Neauphle-le-Vieux (ou l'Aivieux)                      | moines     | diocèse de Chartres               |               |                                 |
| Abbaye de Nesle-la-Reposte (ou Nielle)                          | moines     | diocèse de Troyes                 |               | Nesle-la-Reposte, Marne         |
| Abbaye Saint-Jean du Neubourg                                   | moniales   | diocèse d'Évreux                  |               |                                 |
| Abbatiale Saint-Pierre-et-Saint-Paul de Neuwiller-lès-Saverne   |            |                                   |               | Neuwiller-lès-Saverne, Bas-Rhin |
| Abbaye Notre-Dame de Nevers                                     | moniales   | diocèse de Nevers                 |               | Nevers, Nièvre                  |
| Abbaye Saint-Pons de Nice ou abbaye Saint-Pons de Cimiez        | moines     | diocèse de Nice                   | ?-1792        | Nice, Alpes-Maritimes           |
| Abbaye Notre-Dame du Nid-au-Merle : voir Saint-Sulpice-la-Forêt |            |                                   |               |                                 |
| Abbaye Saint-Liguaire de Niort                                  | moines     | Diocèse de Saintes                | 961 - 1791    | Niort (Deux-Sèvres)             |
| Abbaye Notre-Dame de Nogent-sous-Coucy voir Coucy-le-Château    |            |                                   |               |                                 |
| Abbaye Saint-Denis de Nogent-le-Rotrou                          | moines     | Diocèse de Chartres               | 1031          | Nogent-le-Rotrou, Eure-et-Loir  |
| Abbaye Notre-Dame-aux-Nonnains de Troyes                        | moniales   | diocèse de Troyes                 | VIIe siècle - | Troyes, Aube                    |
| Abbaye Notre-Dame-de-Protection                                 | moniales   | diocèse de Coutances              | 1646-?        | Valognes, Manche                |
| Abbaye Saint-Junien de Nouaillé-Maupertuis                      | moines     | diocèse de Poitiers               |               | Nouaillé-Maupertuis, Vienne     |
| Abbaye Notre-Dame de Noyers                                     | moines     | diocèse de Tours                  | 1030-1791     | Nouâtre, Indre-et-Loire         |
| Abbaye Saint-Eloi de Noyon                                      | moines     | diocèse de Noyon                  | v 640 - 1793  | Noyon, Oise                     |
| Abbaye de Nyoiseau (ou Nioiseau)                                | moniales   | diocèse d'Angers                  |               | Nyoiseau, Maine-et-Loire        |

- Haut – A
- B
- C
- D
- E
- F
- G
- H
- I
- J
- K
- L
- M
- N
- O
- P
- Q
- R
- S
- T
- U
- V
- W
- X
- Y
- Z

## O
| Abbaye                                                | Communauté | Diocèse             | Date          | Localisation                 |
| ----------------------------------------------------- | ---------- | ------------------- | ------------- | ---------------------------- |
| Abbaye d'Orbais                                       | moines     | diocèse de Soissons | VIIe siècle - | Orbais-l'Abbaye, Marne       |
| Abbaye Saint-Jean d'Orbestier : voir Château-d'Olonne |            |                     |               |                              |
| Abbaye d'Origny                                       | moniales   | diocèse de Laon     | IXe siècle -  | Origny-Sainte-Benoite, Aisne |
| Abbaye du Sacré-Cœur d'Oriocourt : voir Delme         |            |                     |               |                              |
| Abbaye d'Ouche : voir Abbaye de Saint-Évroult         |            |                     |               |                              |

- Haut – A
- B
- C
- D
- E
- F
- G
- H
- I
- J
- K
- L
- M
- N
- O
- P
- Q
- R
- S
- T
- U
- V
- W
- X
- Y
- Z

## P

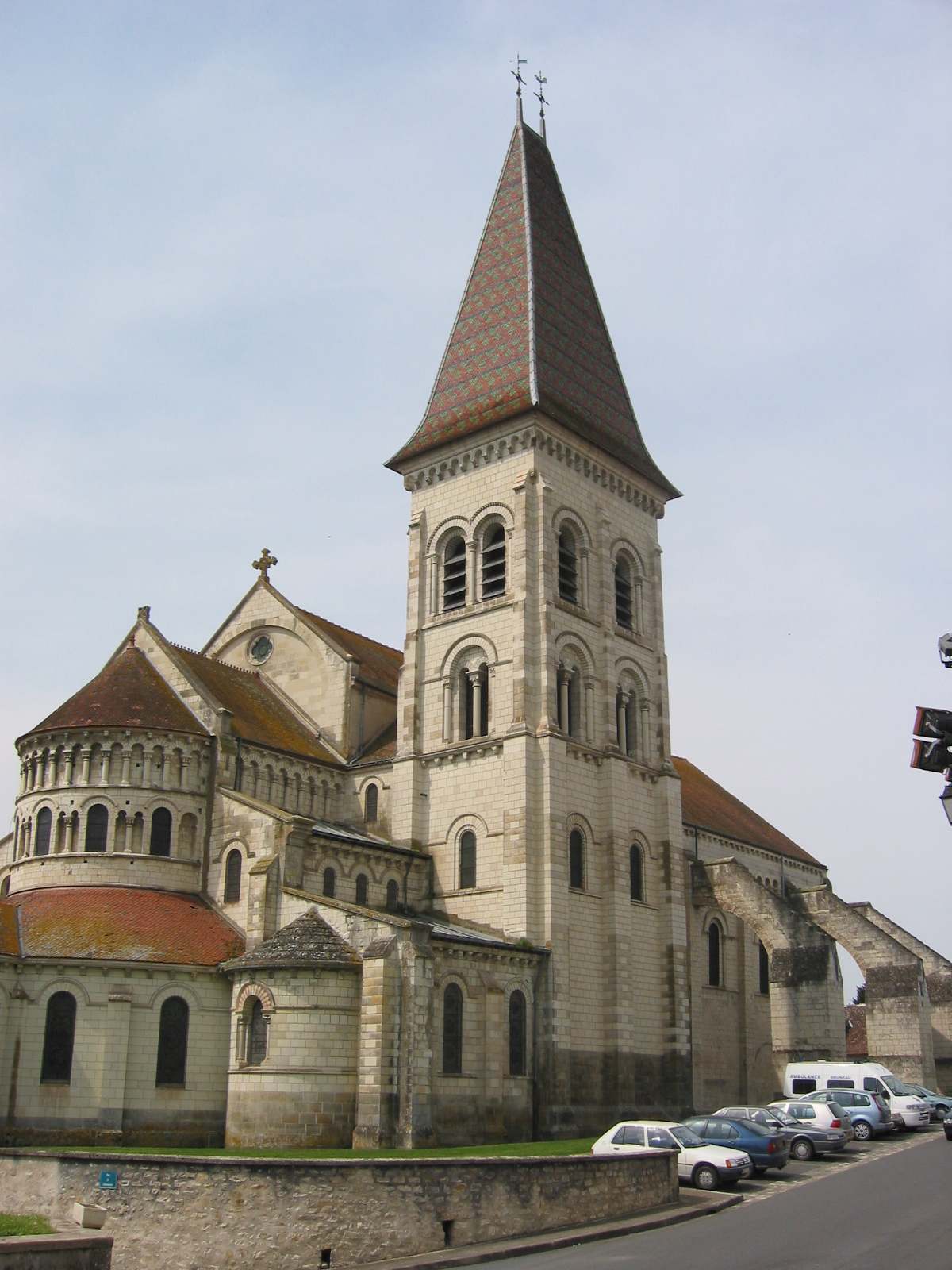
Abbaye de Preuilly (Indre-et-Loire)
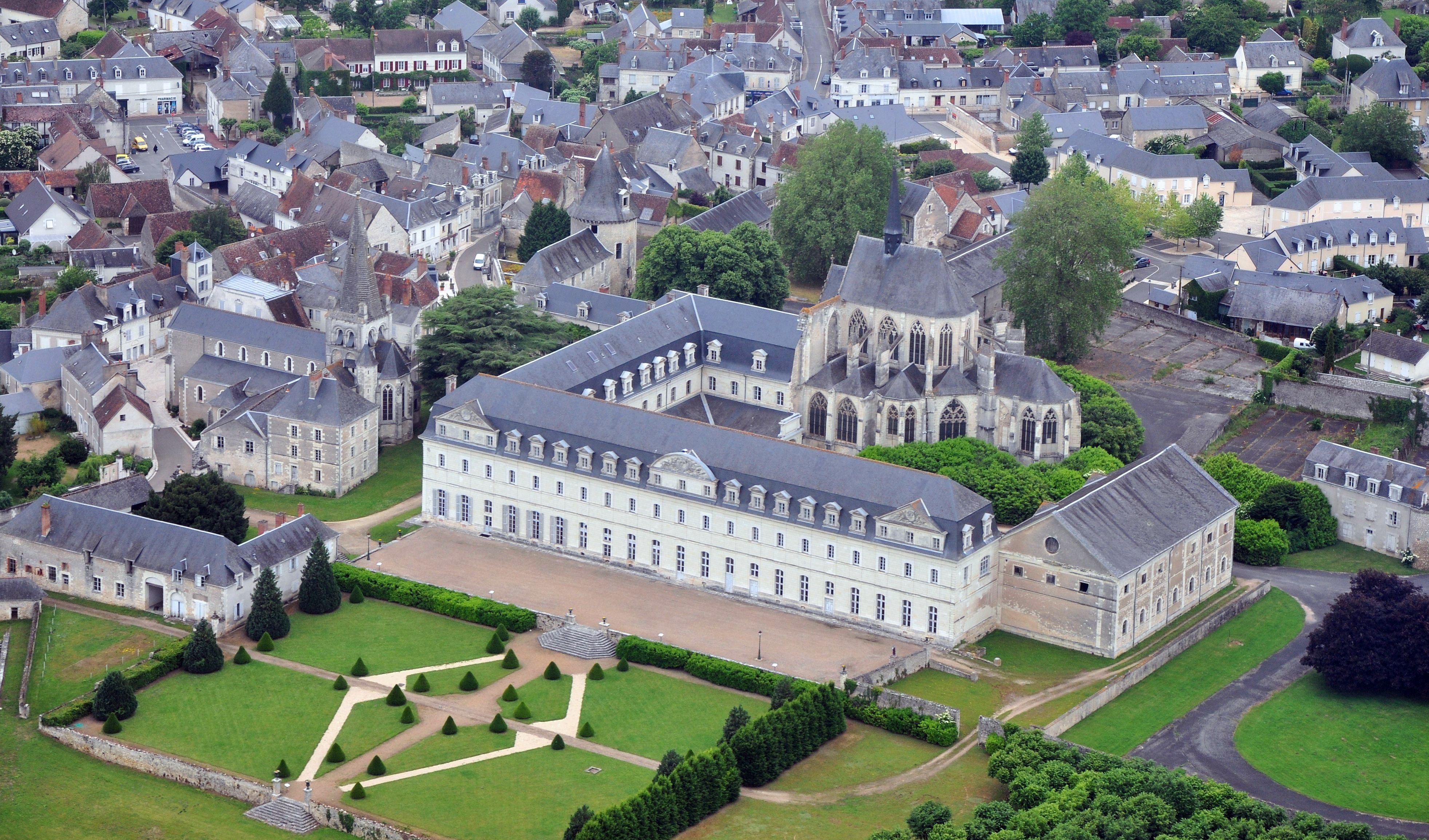
Abbaye de Pontlevoy

| Abbaye                                                      | Communauté | Diocèse                                                                    | Date                                                            | Localisation                                                               |
| ----------------------------------------------------------- | ---------- | -------------------------------------------------------------------------- | --------------------------------------------------------------- | -------------------------------------------------------------------------- |
| Abbaye Notre-Dame-de-l'Annonciation de Pacy                 | moniales   | diocèse d'Évreux                                                           | 1637-1739, réunie à l'Abbaye Saint-Nicolas de Verneuil-sur-Avre | Pacy-sur-Eure, Eure                                                        |
| Abbaye du Paraclet : voir Ferreux-Quincey                   |            |                                                                            |                                                                 |                                                                            |
| Abbaye des Blancs-Manteaux de Paris                         | moines     | diocèse de Paris                                                           | 1618-1790                                                       | Paris, région Île-de-France                                                |
| Abbaye Saint-Edmond de Paris                                | moines     |                                                                            | 1615-1793                                                       | Paris, région Île-de-France                                                |
| Abbaye de Saint-Germain-des-Prés (Paris)                    | moines     | diocèse de Paris (Paris) - Siège de la congrégation de Saint-Maur (1631-?) |                                                                 | Paris, région Île-de-France                                                |
| Abbaye Saint-Magloire de Paris                              | moines     | diocèse de Paris                                                           | 950-1793                                                        | Paris, région Île-de-France                                                |
| Abbaye Sainte-Marie de Paris                                | moines     | diocèse de Paris                                                           | 1925-                                                           | Paris, région Île-de-France                                                |
| Abbaye Saint-Pierre de Montmartre (Paris)                   | moniales   | diocèse de Paris                                                           | 1133-1792                                                       | Paris, région Île-de-France                                                |
| Abbaye de Pavilly                                           | moniales   |                                                                            | 662-                                                            | Pavilly, Seine-Maritime                                                    |
| Abbaye d'Anchin de Pecquencourt                             | moines     | diocèse d'Arras                                                            |                                                                 | Pecquencourt, Nord                                                         |
| Abbaye Notre-Dame de la Pelice (ou Pélice)                  | moines     | diocèse du Mans                                                            |                                                                 | lieu-dit La Plisse, Cherreau, Sarthe                                       |
| Abbaye Notre-Dame du Pesquié : voir Serres-sur-Arget        |            |                                                                            |                                                                 |                                                                            |
| Abbaye Saint-Michel de Pessan                               | moines     | diocèse d'Auch                                                             | ?-1768                                                          | Pessan, Gers                                                               |
| Abbaye de la Pierre-qui-Vire                                | moines     |                                                                            |                                                                 | Saint-Léger-Vauban, Yonne                                                  |
| Abbaye de Pimbo                                             | moines     | diocèse d'Aire                                                             |                                                                 |                                                                            |
| Abbaye Saint-Mahé-de-Fine-Terre de Plougonvelin             | moines     | diocèse de Léon                                                            |                                                                 | Plougonvelin, Finistère                                                    |
| Abbaye Sainte-Croix de Poitiers : voir Saint-Benoît         |            |                                                                            |                                                                 |                                                                            |
| Abbaye Saint-Cyprien de Poitiers                            | moines     | diocèse de Poitiers                                                        |                                                                 | Poitiers, Vienne                                                           |
| Abbaye Sainte-Trinité de Poitiers                           | moniales   | diocèse de Poitiers                                                        | 963-969 - 1792                                                  | Poitiers, Vienne                                                           |
| Abbaye Notre-Dame de Pontlevoy                              | moines     | diocèse de Chartres                                                        | 1034-?                                                          | Pontlevoy, Loir-et-Cher                                                    |
| Abbaye de la Grâce-Dieu de Pontoise                         | moniales   | diocèse de Rouen                                                           |                                                                 | Pontoise, Val-d'Oise                                                       |
| Abbaye Saint-Martin de Pontoise                             | moines     | diocèse de Rouen                                                           |                                                                 | Pontoise, Val-d'Oise                                                       |
| Abbaye de Poulangy (ou Poulengy)                            | moniales   | diocèse de Langres                                                         |                                                                 | Poulangy, Haute-Marne                                                      |
| Abbaye de Poussay                                           | moniales   | diocèse de Toul                                                            |                                                                 |                                                                            |
| Abbaye de Pothières                                         | moines     |                                                                            | 863-1790                                                        | Pothières, Côte d'Or                                                       |
| Abbaye Saint-Eustase de Poyanne                             | moniales   |                                                                            | ?-? et 1865-                                                    | Poyanne, Landes                                                            |
| Abbaye Saint-Pierre de Pradines                             | moniales   |                                                                            |                                                                 | Pradines, Loire                                                            |
| Abbaye de Praslon                                           | moniales   | diocèse de Langres                                                         |                                                                 |                                                                            |
| Abbaye Saint-Julien du Pré                                  | moniales   | diocèse du Mans                                                            |                                                                 | Sarthe                                                                     |
| Abbaye Notre-Dame-du-Pré à Valmont : voir Abbaye de Valmont |            |                                                                            |                                                                 |                                                                            |
| Abbaye Saint-Pierre l'Estrier                               | moines     | diocèse d'Autun                                                            |                                                                 | Saône-et-Loire                                                             |
| Abbaye Saint-Pierre de Préaux                               | moines     | diocèse de Lisieux                                                         |                                                                 | Les Préaux, Eure                                                           |
| Abbaye Saint-Léger de Préaux                                | moniales   | diocèse de Lisieux                                                         |                                                                 | Les Préaux, Eure                                                           |
| Abbaye Notre-Dame des Prés                                  | moniales   |                                                                            |                                                                 | diocèse de Paris                                                           |
| Abbaye de la Présentation                                   | moniales   |                                                                            |                                                                 | diocèse de Paris                                                           |
| Abbaye Saint-Pierre de Preuilly                             | moines     | diocèse de Tours                                                           | 1001-                                                           | Preuilly-sur-Claise, Indre-et-Loire.                                       |
| Abbaye Saint-Jacques de Provins                             | moniales   | diocèse de Sens                                                            |                                                                 |                                                                            |
| Abbaye de Psalmodie                                         | moines     |                                                                            |                                                                 | Saint-Laurent-d'Aigouze, Gard                                              |
| Abbaye du Puits d'Orbe                                      | moniales   | diocèse de Langres                                                         | 1112-1125 à 1641 transfert à Châtillon-sur-Seine                | ruines sur les communes d'Asnières-en-Montagne et Verdonnet en (Côte-d'Or) |

- Haut – A
- B
- C
- D
- E
- F
- G
- H
- I
- J
- K
- L
- M
- N
- O
- P
- Q
- R
- S
- T
- U
- V
- W
- X
- Y
- Z

## Q

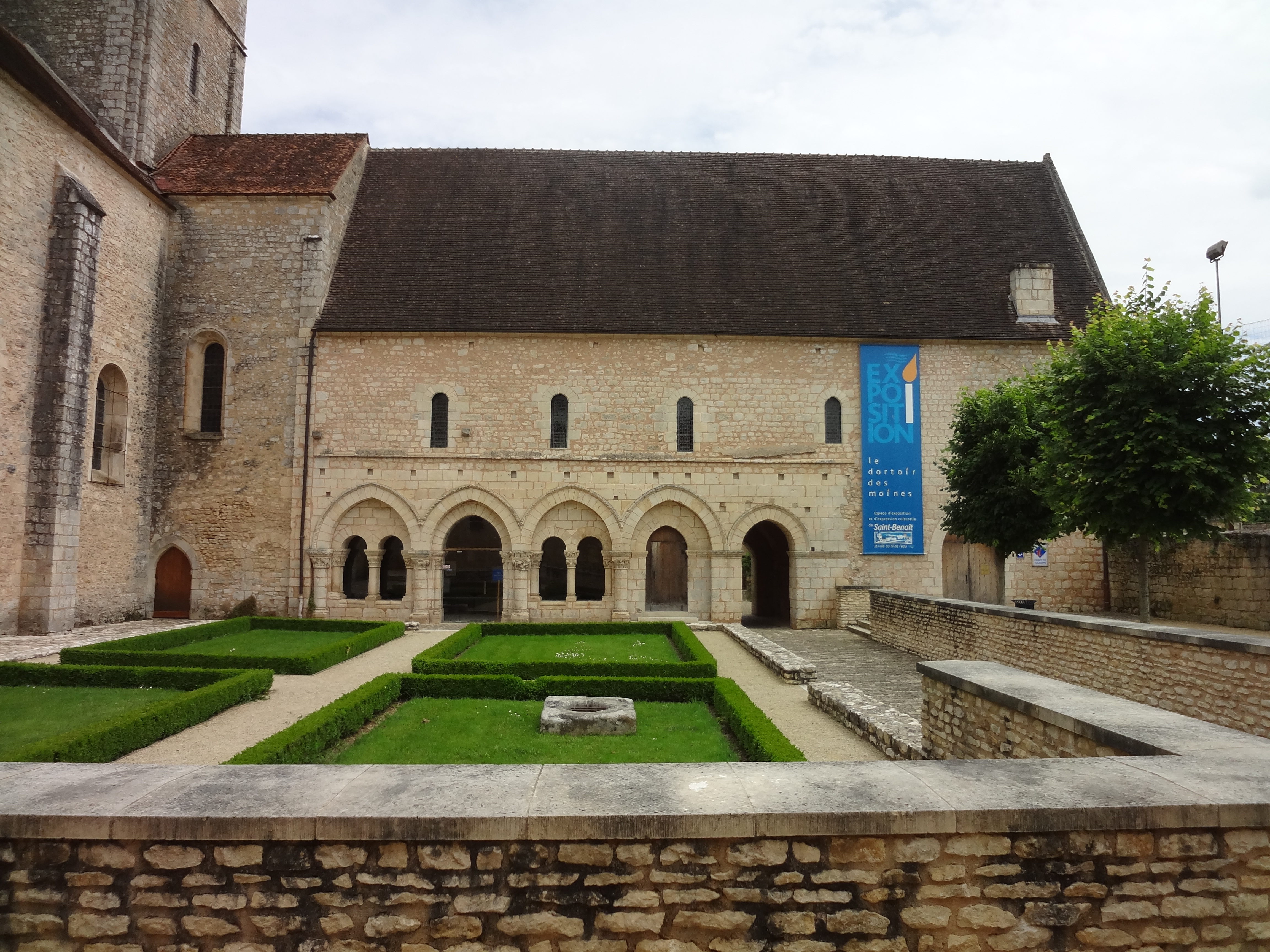
Abbaye Saint-Benoît de Quinçay

| Abbaye                           | Communauté | Diocèse             | Date                | Localisation         |
| -------------------------------- | ---------- | ------------------- | ------------------- | -------------------- |
| Abbaye Sainte-Croix de Quimperlé | moines     | diocèse de Quimper  | 1029- v1790         | Quimperlé, Finistère |
| Abbaye Saint-Benoît de Quinçay   | moines     | diocèse de Poitiers | VIIe siècle - v1790 | Quinçay, Vienne      |

- Haut – A
- B
- C
- D
- E
- F
- G
- H
- I
- J
- K
- L
- M
- N
- O
- P
- Q
- R
- S
- T
- U
- V
- W
- X
- Y
- Z

## R

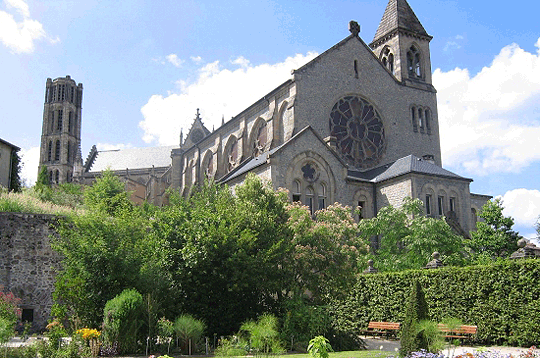
Abbaye de la Règle (Limoges, Haute-Vienne)
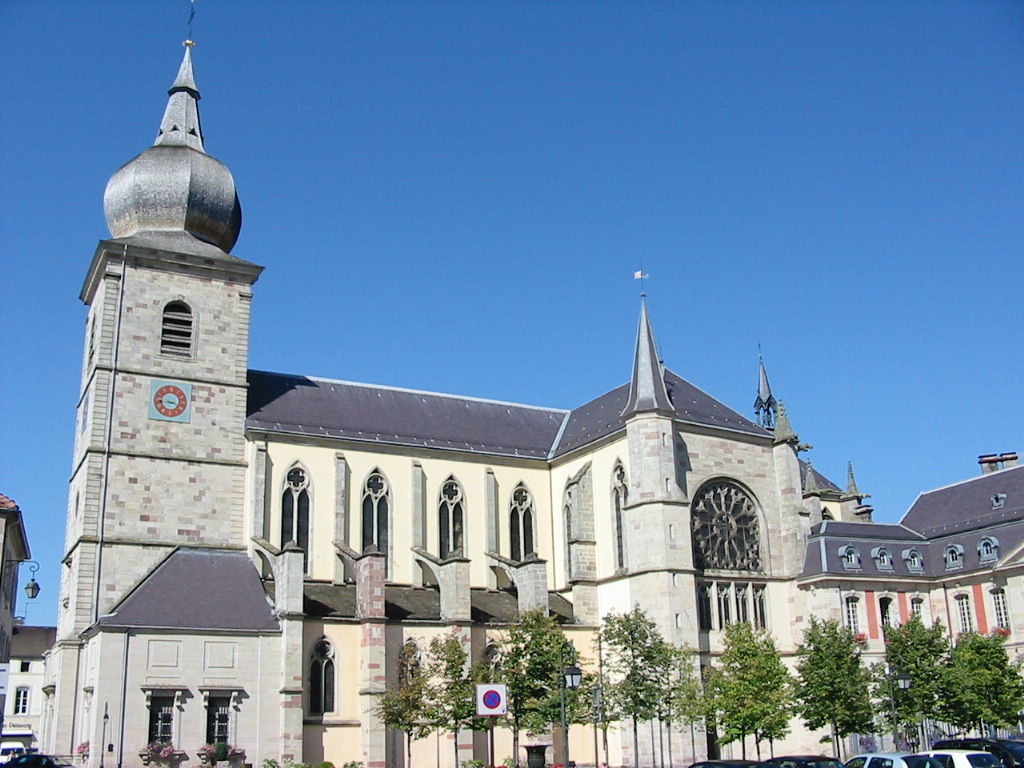
Ancienne abbaye de Remiremont (Vosges)
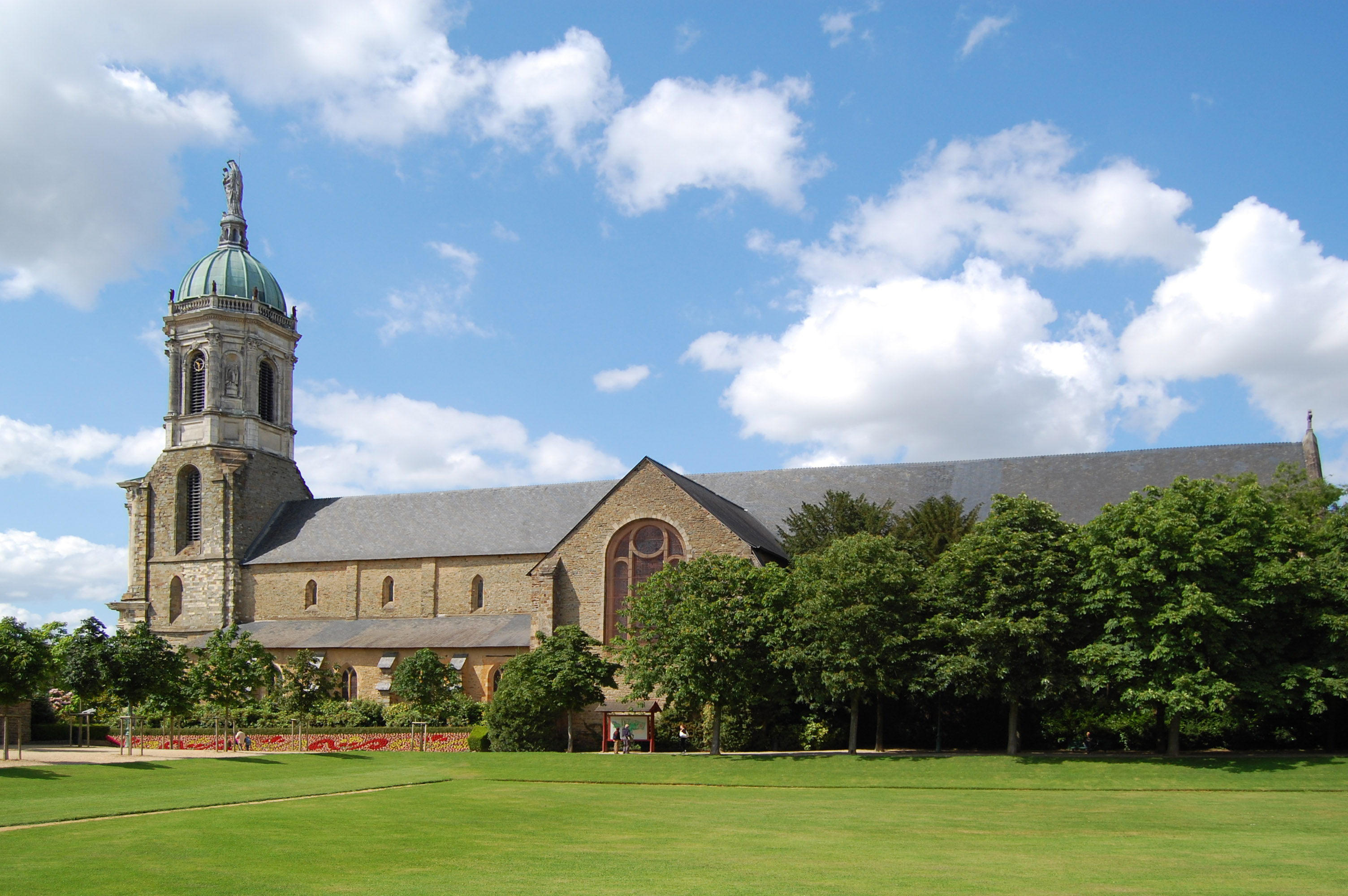
Abbaye Saint-Melaine de Rennes (Ille-et-Vilaine)

| Abbaye                                                            | Communauté                                                | Diocèse                                                    | Date        | Localisation                      |
| ----------------------------------------------------------------- | --------------------------------------------------------- | ---------------------------------------------------------- | ----------- | --------------------------------- |
| Abbaye Notre-Dame de Randol                                       | moines                                                    | Diocèse de Clermont                                        | 1981-       | Saint-Amant-Tallende, Puy-de-Dôme |
| Abbaye de la Réaule                                               | moines                                                    | diocèse de Lescar                                          |             |                                   |
| Abbaye Saint-Pierre de Rebais                                     | moines                                                    | diocèse de Meaux                                           | 638-?       | Rebais, Seine-et-Marne            |
| Abbaye Saint-Sauveur de Redon                                     | moines                                                    | diocèse de Vannes                                          | 832-1790    | Redon, Ille-et-Vilaine            |
| Abbaye Notre-Dame de la Règle de Limoges                          | moniales                                                  | diocèse de Limoges                                         | 817-1791    | Limoges, Haute-Vienne             |
| Abbaye Saint-Nicaise de Reims                                     | moines                                                    | diocèse de Reims                                           | 1231-1793   | Reims, Marne                      |
| Abbaye Saint-Pierre-les-Dames de Reims                            | moniales                                                  | diocèse de Reims                                           | VIe siècle- | Reims, Marne                      |
| Abbaye Saint-Remi de Reims                                        | moines                                                    | diocèse de Reims                                           |             | Reims, Marne                      |
| Abbaye Saint-Remy-de-Senlis ou (Abbaye Saint-Remy-aux-Nonains)    | moniales                                                  | diocèse de Senlis (1308-1518)                              | 1166-1356   | Senlis (Oise)                     |
| Abbaye de Saint-Thierry                                           | moines                                                    | diocèse de Reims                                           |             | Reims, Marne                      |
| Abbaye Saint-Pierre de Remiremont (ou Saint-Mont)                 | moines et moniales puis chapitre canonial de dames nobles | diocèse de Toul puis Saint-Dié                             |             | Remiremont, Vosges                |
| Abbaye Saint-Georges de Rennes                                    | moniales                                                  | diocèse de Rennes                                          | v 1030-1670 | Rennes, Ille-et-Vilaine           |
| Abbaye Saint-Melaine de Rennes                                    | moines                                                    | diocèse de Rennes                                          | 1627-1791   | Rennes, Ille-et-Vilaine           |
| Abbaye Saint-Orens de Larreule                                    | moines                                                    | diocèse de Tarbes                                          |             |                                   |
| Abbaye Saint-Nicolas de Ribemont ou abbaye Saint-Nicolas-des-Prés | moines                                                    | diocèse de Laon                                            |             |                                   |
| Abbaye Notre-Dame de Rocamadour (ou Roquemadour)                  |                                                           | diocèse de Tulle bien que située dans le diocèse de Cahors |             |                                   |
| Abbaye de l'Absie-en-Gâtine                                       | moines                                                    | diocèse de La Rochelle                                     |             | La Rochelle, Charente-Maritime    |
| Abbaye Saint-Joseph de la Rochette                                | moniales                                                  |                                                            |             | Belmont-Tramonet, Savoie          |
| Abbaye Saint-Saturnin (ou Saint-Sernin) de Rodez                  | moniales                                                  | diocèse de Rodez                                           |             | Rodez, Aveyron                    |
| Abbaye Notre-Dame du Ronceray : voir Angers                       |                                                           |                                                            |             |                                   |
| Abbaye Notre-Dame de Miséricorde de Rosans                        | moniales                                                  | diocèse de Gap                                             | 2002-       | Rosans, Hautes-Alpes              |
| Abbaye Saint-Amand de Rouen                                       | moniales                                                  | diocèse de Rouen                                           | 1040-?      | Rouen, Seine-Maritime             |
| Abbaye Saint-Ouen de Rouen                                        | moines                                                    | diocèse de Rouen                                           |             | Rouen, Seine-Maritime             |
| Abbaye Sainte-Catherine du Mont de Rouen                          | moines                                                    | diocèse de Rouen                                           | 1030-1597   | Rouen, Seine-Maritime             |
| Abbaye de Rougemont                                               | moniales                                                  | diocèse de Dijon                                           |             | Rougemont, Côte-d'Or              |
| Abbaye de Royal-Lieu                                              | moniales                                                  | diocèse de Soissons                                        |             |                                   |

- Haut – A
- B
- C
- D
- E
- F
- G
- H
- I
- J
- K
- L
- M
- N
- O
- P
- Q
- R
- S
- T
- U
- V
- W
- X
- Y
- Z

## S

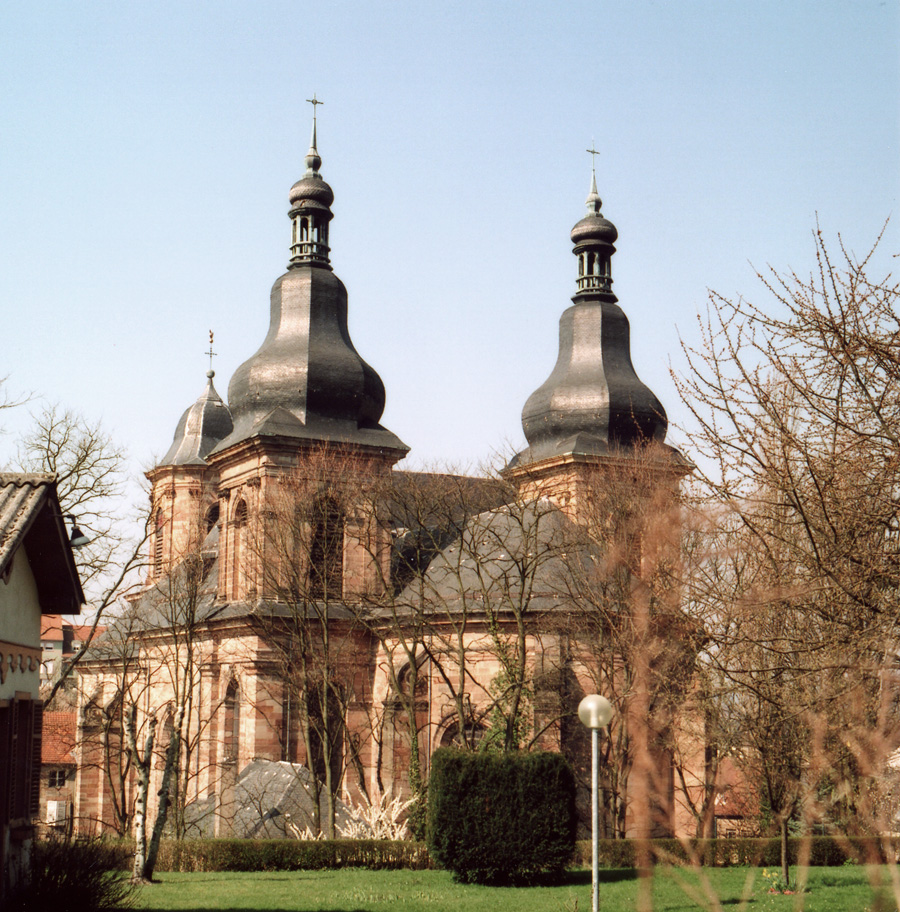
Abbaye de Saint-Avold (Moselle)
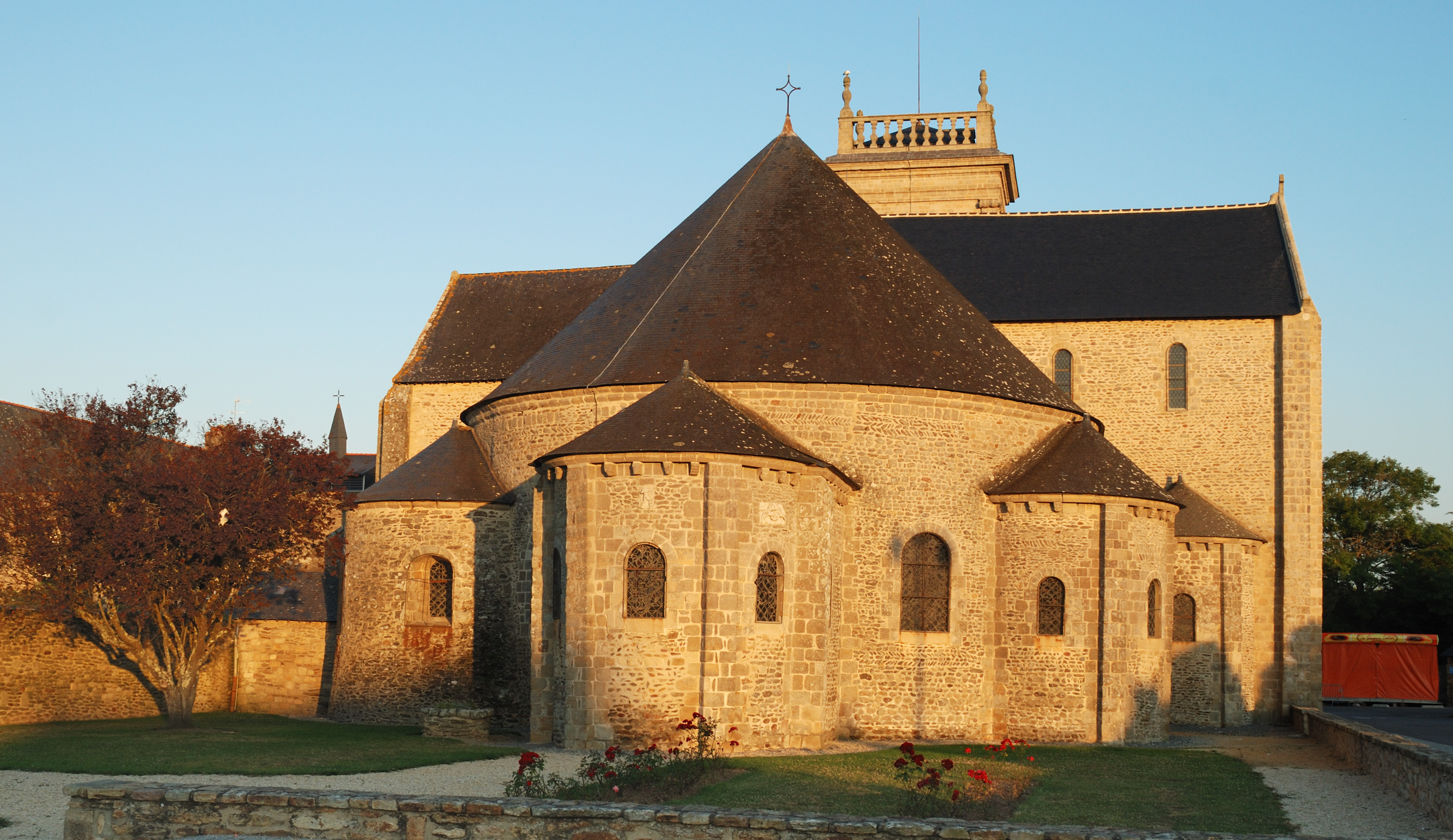
Abbaye Saint-Gildas de Rhuys
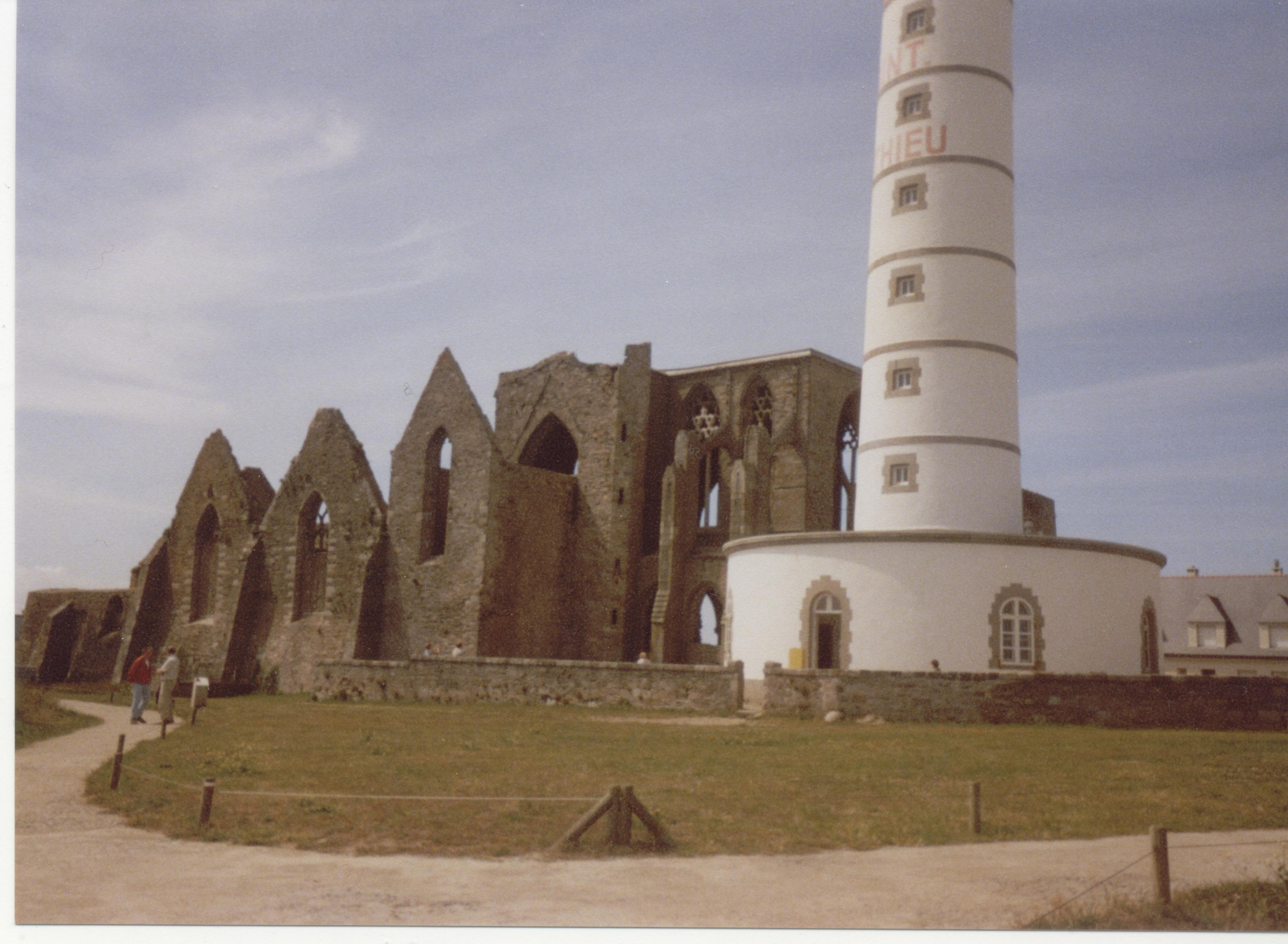
Abbaye Saint-Mathieu de Fine-Terre (Finistère)
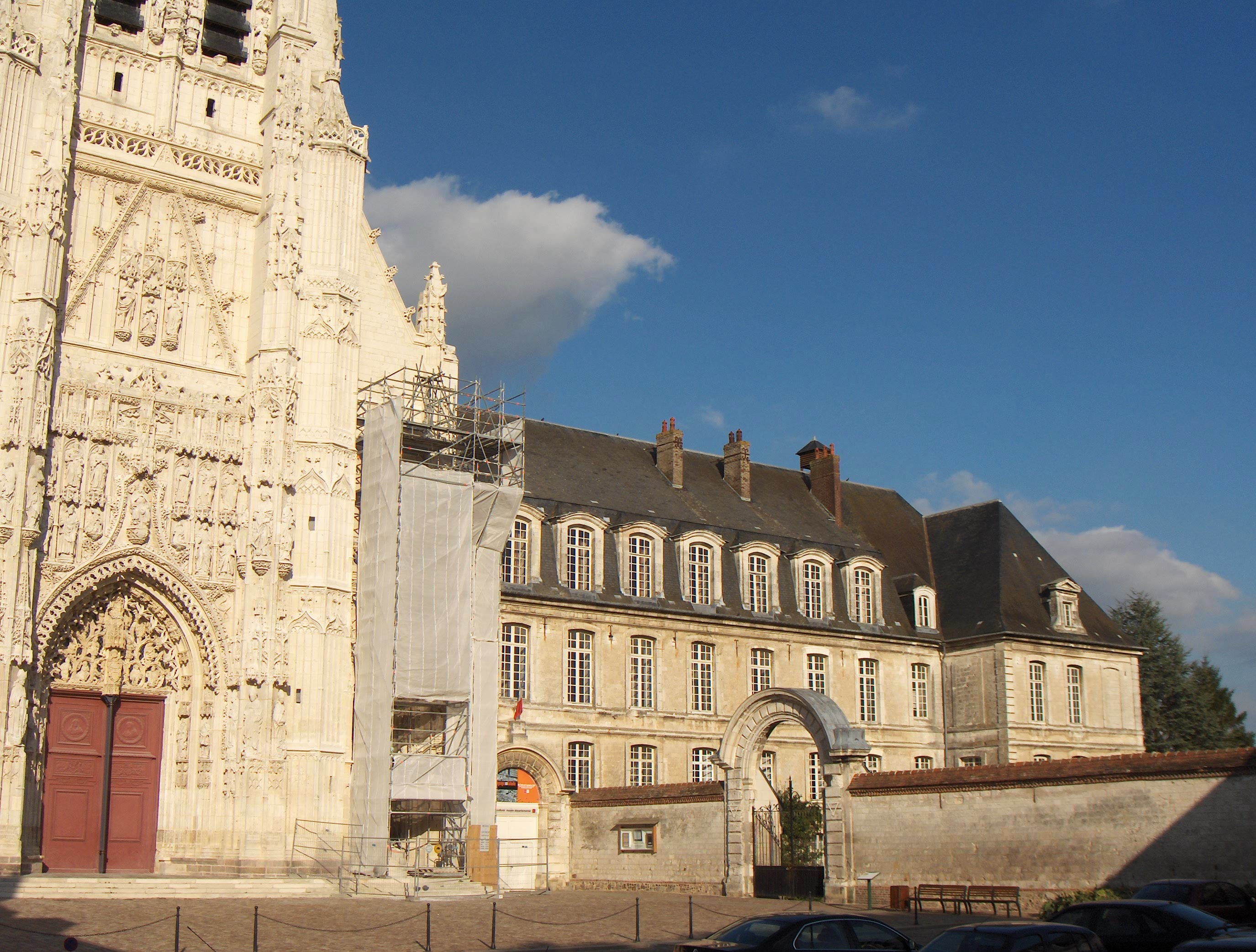
Abbaye de Saint-Riquier (Somme)
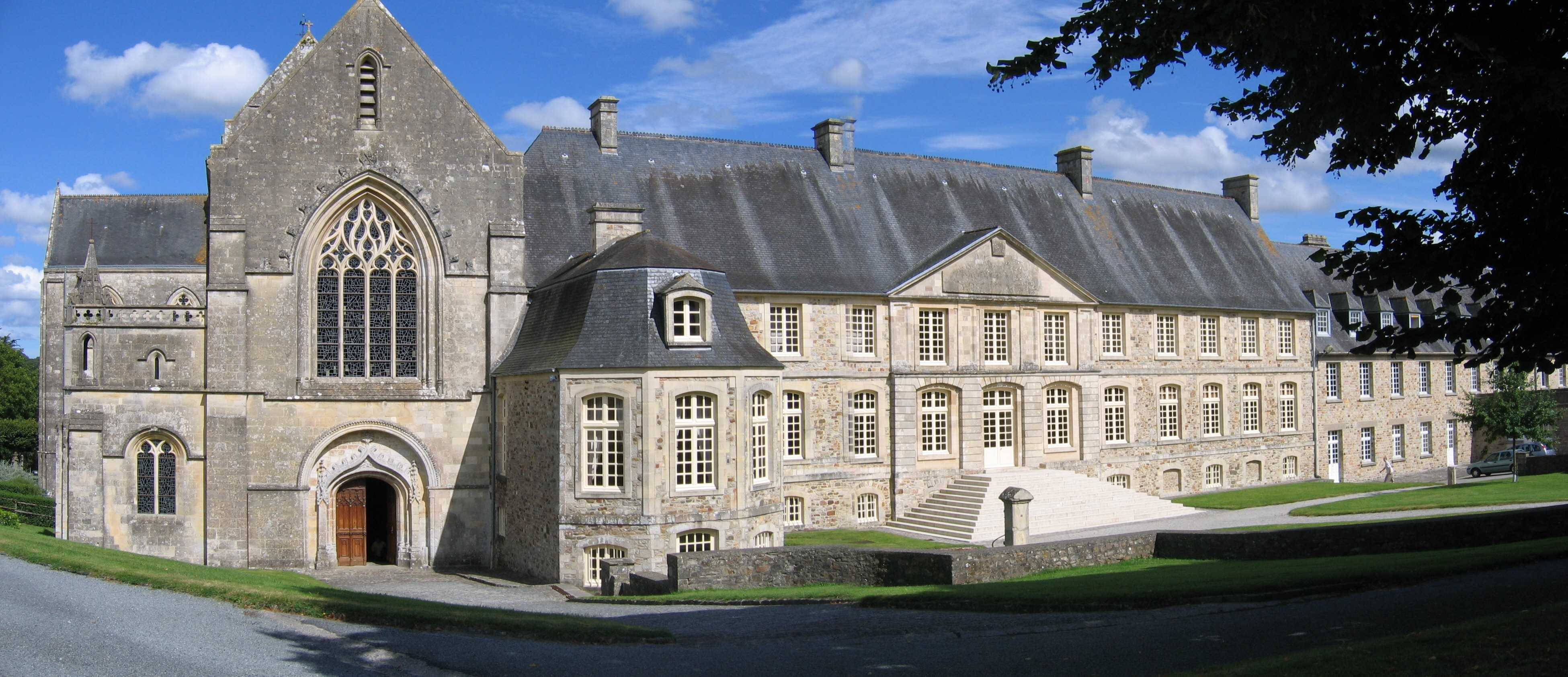
Abbaye de Saint-Sauveur-le-Vicomte (Manche)

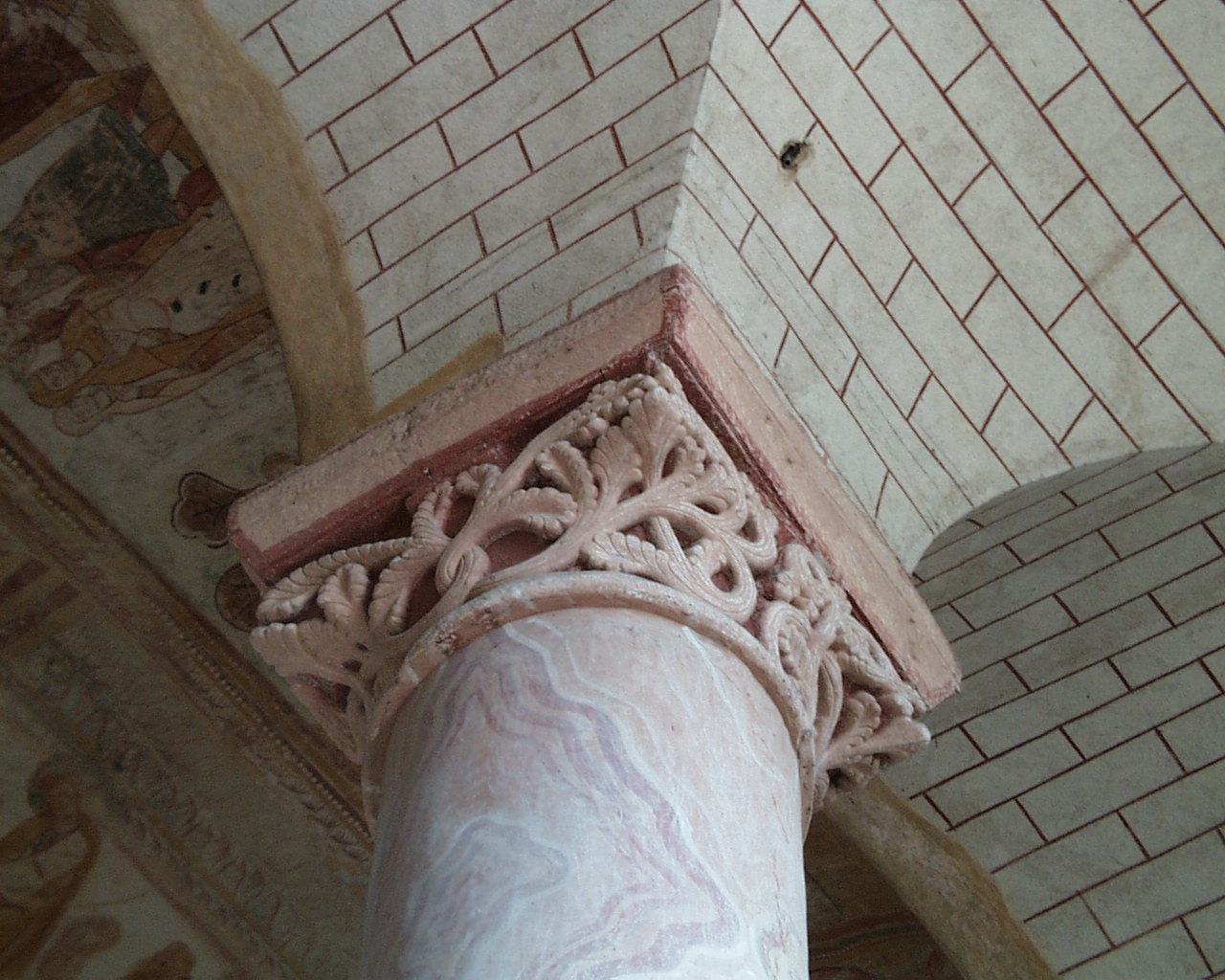
Abbaye de Saint-Savin-sur-Gartempe (Vienne)
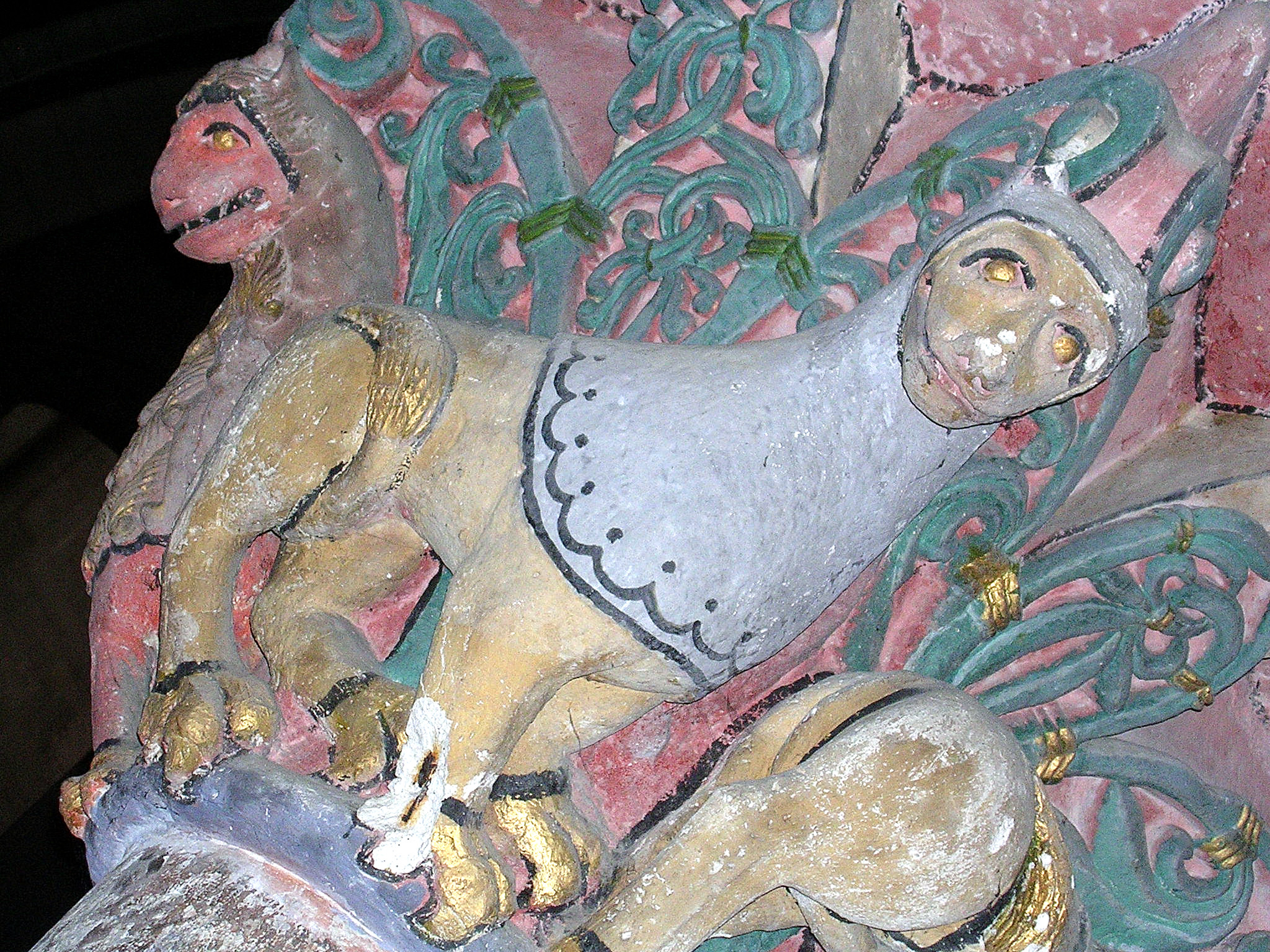
Abbaye de Saint-Sever (Landes) - Chapiteau polychrome
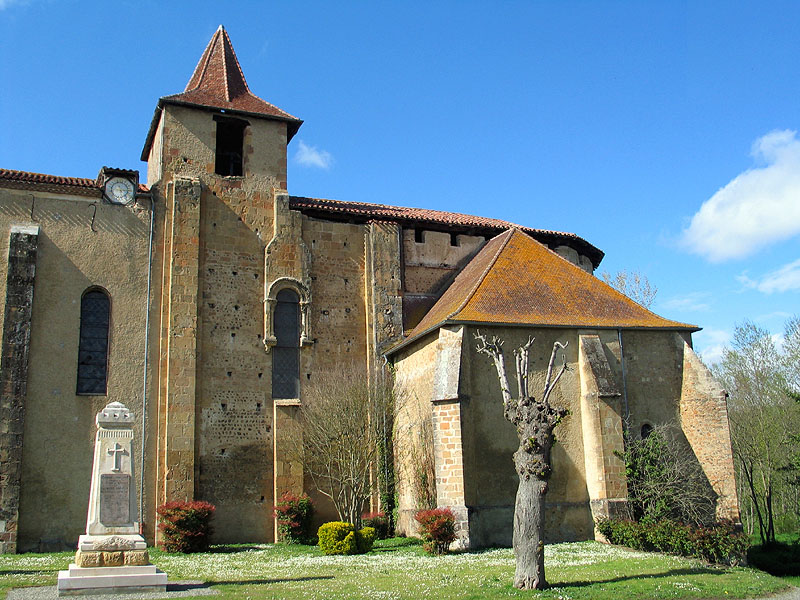
Abbaye de Saint-Sever-de-Rustan (Hautes-Pyrénées)
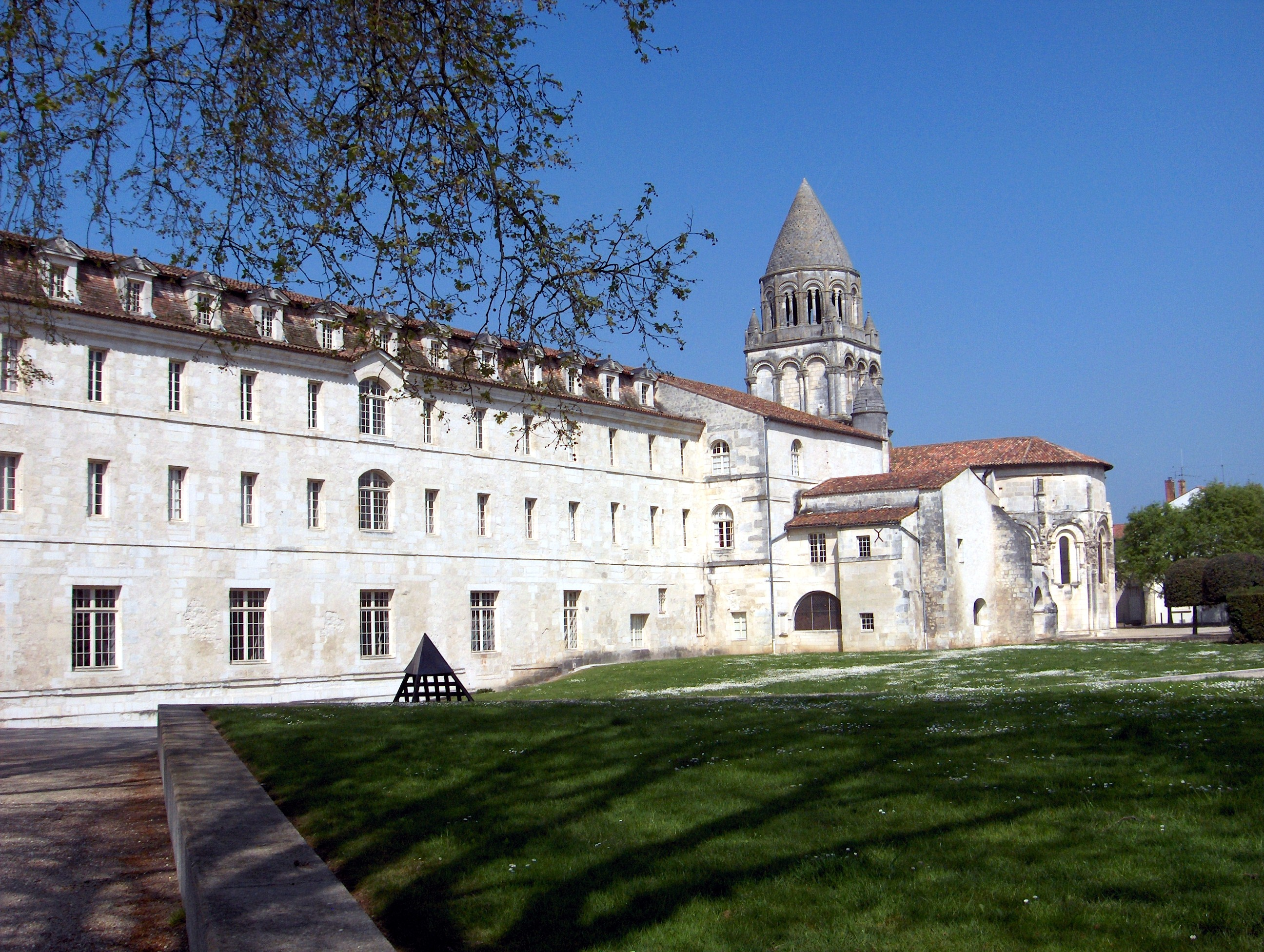
Abbaye aux Dames de Saintes (Charente-Maritime)

| Abbaye | Communauté               | Diocèse                                                        | Date                                                      | Localisation                                                                   |
| --- | ------------------------ | -------------------------------------------------------------- | --------------------------------------------------------- | ------------------------------------------------------------------------------ |
| Abbaye de Saint-Amand ou abbaye d'Elnon                                                                        | moines                   | diocèse de Tournai                                             |                                                           | Saint-Amand-les-Eaux, Nord                                                     |
| Abbaye de Notre-Dame-de-la-Paix de Saint-Amand                                                                 | moniales                 | diocèse de Tournai                                             |                                                           | Saint-Amand-les-Eaux, Nord                                                     |
| Abbaye Saint-Eusice de Selles-sur-Cher dite aussi Abbaye Notre-Dame-la-Blanche de Selles-sur-Cher              | moines                   | diocèse de Bourges                                             | vers 542, puis augustinienne en 1145, Feuillants en 1613  | Selles-sur-Cher, Loir-et-Cher                                                  |
| Abbaye de Saint-Amant-de-Boixe                                                                                 | moines                   | diocèse d'Angoulême                                            | vers 1020-?                                               | Saint-Amant-de-Boixe, Charente                                                 |
| Abbaye Saint-André de Villeneuve-lès-Avignon                                                                   | moines                   | attribuée au diocèse d'Orange                                  | 980 - 1779 - 1790                                         | Villeneuve-lès-Avignon                                                         |
| Abbaye de Saint-Claude dite aussi "Abbaye de Saint-Oyand-de-Joux"                                              | moines                   | diocèse de Lyon                                                | Ve siècle                                                 | Saint-Claude (Jura)                                                            |
| Abbaye Saint-Antoine-et-Saint-Pierre                                                                           | moines                   | diocèse de Rieux                                               | vers 950-1776                                             | Lézat-sur-Lèze, Ariège                                                         |
| Abbaye Saint-Avit-les-Guêpières                                                                                | moniales                 | diocèse de Chartres                                            | 1045-1790                                                 | Saint-Denis-les-Ponts (Eure-et-Loir)                                           |
| Abbaye Saint-Nabor de Saint-Avold                                                                              | moines                   | diocèse de Metz                                                |                                                           | Saint-Avold, Moselle                                                           |
| Abbaye Sainte-Croix de Saint-Benoît,                                                                           | moniales                 | diocèse de Poitiers                                            | ?-?, 1807-1965, 1965-                                     | La Cossonnière, Saint-Benoît, Vienne                                           |
| Abbaye de Fleury de Saint-Benoît-sur-Loire                                                                     | moines                   | diocèse d'Orléans                                              |                                                           | Saint-Benoît-sur-Loire, Loiret                                                 |
| Abbaye de Fontdouce de Saint-Bris-des-Bois                                                                     | moines                   | diocèse de Saintes                                             |                                                           | Saint-Bris-des-Bois Charente-Maritime                                          |
| Abbaye Saint-Calais de Saint-Calais                                                                            | moines                   | diocèse du Mans                                                | 616 - 1790                                                | Saint-Calais, Sarthe                                                           |
| Abbaye Saint-Chaffre-le-Monastier-sur-Gazeille                                                                 | moines                   | diocèse du Puy                                                 |                                                           |                                                                                |
| Abbaye Saint-Aignan de Saint-Chinian                                                                           | moines                   | diocèse de Saint-Pons                                          | 826 1790                                                  | Saint-Chinian                                                                  |
| Abbaye Saint-Clément de Metz                                                                                   | moines                   | diocèse de Metz                                                |                                                           | Metz                                                                           |
| Abbaye Saint-Corentin de Septeuil                                                                              | moniales                 | diocèse de Chartres                                            |                                                           | Septeuil, Yvelines                                                             |
| Abbaye Saint-Crépin-le-Grand                                                                                   | moines                   | diocèse de Soissons                                            |                                                           |                                                                                |
| Abbaye Saint-Désir de Lisieux                                                                                  | moniales                 | diocèse de Lisieux                                             |                                                           | Saint-Désir, Calvados                                                          |
| Abbaye de Saint-Denis                                                                                          | moines                   | diocèse de Saint-Denis                                         |                                                           | Saint-Denis (Seine-Saint-Denis)                                                |
| Abbaye de Saint-Epvre                                                                                          | moines                   | diocèse de Toul                                                |                                                           |                                                                                |
| Abbaye de Saint-Eusèbe                                                                                         | moines                   | diocèse d'Apt                                                  |                                                           |                                                                                |
| Abbaye Notre-Dame de Saint-Eustase                                                                             | moniales                 |                                                                |                                                           |                                                                                |
| Abbaye Notre-Dame-du-Bois de Saint-Évroult (ou abbaye de Saint-Évroult d'Ouche)                                | moines                   | diocèse de Séez puis de Lisieux                                |                                                           | Saint-Evroult-Notre-Dame-du-Bois, Orne                                         |
| Abbaye de Saint-Ferme                                                                                          | moines                   | diocèse de Bazas, en Bazadais                                  |                                                           | Saint-Ferme, Gironde                                                           |
| Abbaye de Saint-Florent-le-Vieil ou Abbaye du Mont-Glonne                                                      | moines                   | Diocèse d'Angers                                               | IVe siècle-VIIIe siècle vendue en 1790                    | Saint-Florent-le-Vieil Maine-et-Loire                                          |
| Abbaye Saint-Florent de Saumur                                                                                 | moines                   | diocèse d'Angers                                               | XIe siècle - 1790                                         | Saumur                                                                         |
| Abbaye de Saint-Fuscien                                                                                        | moines                   | diocèse d'Amiens                                               | 1105-1790                                                 | Saint-Fuscien, Somme                                                           |
| Abbaye Saint-Geniès-des-Mourgues                                                                               | moniales                 | diocèse de Montpellier                                         | 1019 - 1736 incorporée à l'abbaye Saint-Félix-de-Montceau | Saint-Geniès-des-Mourgues (Hérault)                                            |
| Abbaye Saint-Michel de Saint-Génis-des-Fontaines                                                               |                          |                                                                |                                                           | Saint-Génis-des-Fontaines Pyrénées-Orientales                                  |
| Abbaye Saint-Genou de l'Estrée                                                                                 | moines                   | diocèse de Bourges                                             | IXe siècle - XVIIIe siècle                                | Saint-Genou                                                                    |
| abbaye de Saint-Germain d'Auxerre : voir Auxerre                                                               |                          |                                                                |                                                           |                                                                                |
| Abbaye de Saint-Germain-des-Prés de Paris : voir Paris                                                         |                          |                                                                |                                                           |                                                                                |
| Abbaye Saint-Germer-de-Fly                                                                                     | moines                   | diocèse de Beauvais                                            |                                                           | Saint-Germer-de-Fly, Oise                                                      |
| Abbaye de Saint-Gérons                                                                                         |                          | diocèse d'Aire                                                 |                                                           |                                                                                |
| Abbaye de Saint-Gildas-des-Bois, occupée depuis 1828 par la Congrégation des Sœurs de l'Instruction Chrétienne | moines                   | diocèse de Nantes                                              | XIe siècle                                                | Saint-Gildas-des-Bois                                                          |
| Abbaye Saint-Gildas de Rhuys                                                                                   | moines                   | diocèse de Vannes                                              |                                                           | Saint-Gildas-de-Rhuys, Morbihan                                                |
| Abbaye de Saint-Gilles                                                                                         | moines                   | diocèse de Nîmes                                               | ?-1538                                                    | Saint-Gilles-du-Gard, Gard                                                     |
| Abbaye de Saint-Guilhem-le-Désert (ou de Gellone)                                                              | moines                   | diocèse de Lodève                                              |                                                           | Saint-Guilhem-le-Désert, Hérault                                               |
| Abbaye de Saint-Hilaire                                                                                        | moines                   | diocèse de Carcassonne                                         |                                                           | Saint-Hilaire, Aude                                                            |
| Abbaye de Saint-Jacut                                                                                          | moines                   | diocèse de Dol                                                 |                                                           | Saint-Jacut-de-la-Mer Côtes-d'Armor                                            |
| Abbaye de Saint-Jean-d'Angély                                                                                  | moines                   | diocèse de Saintes                                             | clunisienne de 1018 à 1217                                | Saint-Jean-d'Angély, Charente-Maritime                                         |
| Abbaye Saint-Jean-Baptiste                                                                                     | moniales                 | diocèse de Strasbourg                                          |                                                           |                                                                                |
| Abbaye Saint-Martin et Saint-Vulgain de Sigy-en-Bray, devenu prieuré de l'abbaye Saint-Ouen de Rouen           | moines                   | diocèse de Rouen                                               |                                                           | Sigy-en-Bray, Seine-Maritime                                                   |
| Abbaye Sainte-Marie de Saint-Jean-le-Grand d'Autun : voir Autun                                                |                          |                                                                |                                                           |                                                                                |
| Abbaye de Saint-Josse-sur-Mer                                                                                  | moines                   | diocèse d'Amiens                                               |                                                           |                                                                                |
| Abbaye de Saint-Jouin-des-Marnes                                                                               | moines                   | diocèse de Poitiers                                            |                                                           | Deux-Sèvres                                                                    |
| Abbaye Saint-Julien                                                                                            | moniales                 | diocèse d'Auxerre                                              |                                                           |                                                                                |
| Abbaye des Chazes de Saint-Julien-des-Chazes (ou Chases)                                                       | moniales                 | diocèse de Clermont                                            | v. 800 (bénédictine à partir du XIe siècle)               | Saint-Julien-des-Chazes, Haute-Loire                                           |
| Abbaye Saint-Laumer de Blois                                                                                   | moines                   | diocèse de Blois                                               |                                                           |                                                                                |
| Abbaye de Saint-Léger (ou Saint-Liguaire)                                                                      | moines                   | diocèse de Saintes                                             |                                                           |                                                                                |
| Abbaye de Saint-Loubouer                                                                                       |                          | diocèse d'Aire                                                 |                                                           |                                                                                |
| Abbaye de Saint-Louis                                                                                          | moniales                 | diocèse de Metz                                                |                                                           |                                                                                |
| Abbaye de Saint-Loup-sur-Loire                                                                                 | moniales                 | diocèse d'Orléans                                              |                                                           |                                                                                |
| Abbaye de Saint-Martin-Lys                                                                                     | moines                   | diocèse de                                                     | v.VIIIe siècle - 1573                                     | Saint-Martin-Lys (Aude)                                                        |
| Abbaye de Saint-Maixent                                                                                        | moines                   | diocèse de Poitiers                                            |                                                           |                                                                                |
| Abbaye Saint-Mansuy de Toul                                                                                    | moines                   | diocèse de Toul                                                |                                                           |                                                                                |
| Abbaye Saint-Georges de Boscherville (Saint-Martin de Boscherville)                                            | moines                   | diocèse de Rouen                                               |                                                           | Saint-Martin-de-Boscherville, Seine-Maritime                                   |
| Abbaye Saint-Mahé-de-Fine-Terre : voir Plougonvelin                                                            |                          |                                                                |                                                           |                                                                                |
| Abbaye de Saint-Maur                                                                                           | moines                   |                                                                |                                                           | Saint-Maur-des-Fossés Val-de-Marne                                             |
| Abbaye de Saint-Maur-sur-Loire ou abbaye Saint-Maur de Glanfeuil                                               | moines, diocèse d'Angers |                                                                |                                                           | Saint-Georges-le-Thoureil (1840-1873), aujourd'hui Le Thoureil, Maine-et-Loire |
| Abbaye de Saint-Maurin                                                                                         | moines                   | diocèse d'Agen                                                 | 1040-1790                                                 | Saint-Maurin, Lot-et-Garonne                                                   |
| Abbaye Saint-Meen                                                                                              | moines                   | diocèse de Saint-Malo                                          |                                                           |                                                                                |
| Abbaye de Saint-Méen                                                                                           | moines                   | diocèse de Rennes                                              |                                                           | Saint-Méen-le-Grand Ille-et-Vilaine                                            |
| Abbaye de Saint-Menoux (ou Saint-Menou)                                                                        | moniales                 | diocèse de Bourges                                             |                                                           |                                                                                |
| Abbaye de Saint-Michel-en-Thiérache                                                                            |                          |                                                                |                                                           | Saint-Michel, Aisne                                                            |
| Abbaye de Saint-Michel-en-l'Herm                                                                               |                          | diocèse de Poitiers                                            | 1041-?                                                    | Saint-Michel-en-l'Herm, Vendée                                                 |
| Abbaye de Saint-Mihiel                                                                                         | moines                   | diocèse de Verdun                                              |                                                           | Saint-Mihiel, Meuse                                                            |
| Abbaye de Saint-Nicolas-aux-Bois                                                                               | moines                   | diocèse de Laon                                                | v. 1050 (bénédictine à partir du XIIe siècle)             | Saint-Nicolas-aux-Bois, Aisne                                                  |
| Abbaye Saint-Bertin de Saint-Omer                                                                              | moines                   | diocèse de Saint-Omer                                          |                                                           | Saint-Omer                                                                     |
| Abbaye de Saint-Papoul                                                                                         |                          | ancien diocèse de Saint-Papoul                                 |                                                           | Saint-Papoul, Aude                                                             |
| Abbaye Saint-Paul de Monisat                                                                                   | moines                   | diocèse de Narbonne                                            | 962-1317                                                  | Saint-Paul-de-Fenouillet                                                       |
| Abbaye Saint-Paul                                                                                              | moniales                 | diocèse de Beauvais                                            |                                                           |                                                                                |
| Abbaye de Saint-Pé-de-Générès (ou Generest, ou Génerez, ou Générez ou Géneres, ou Génerès)                     | moines                   | diocèse de Tarbes                                              |                                                           | Saint-Pé-de-Bigorre, Hautes-Pyrénées                                           |
| Abbaye de Saint-Père-en-Vallée (ou de Saint-Père-en-Val)                                                       | moines                   | diocèse de Chartres                                            | VIIe siècle - Révolution                                  | Chartres, Eure-et-Loir                                                         |
| Abbaye du Val-de-Bressieux                                                                                     | moniales                 | diocèse de Paris                                               |                                                           | Saint-Pierre-de-Bressieux (près de Vienne), Isère                              |
| Abbaye de Saint-Pierre-sur-Dives                                                                               | moines                   | diocèse de Séez                                                |                                                           |                                                                                |
| Abbaye de Saint-Pierre-du-Mont                                                                                 | moines                   | diocèse de Châlons-sur-Marne                                   |                                                           |                                                                                |
| Abbaye de Saint-Pons : voir Nice                                                                               |                          |                                                                |                                                           |                                                                                |
| Abbaye de Saint-Polycarpe                                                                                      | moines                   | diocèse de Narbonne                                            |                                                           |                                                                                |
| Abbaye Saint-Mesmin de Micy                                                                                    | moines                   | diocèse d'Orléans                                              |                                                           | Saint-Pryvé-Saint-Mesmin, Loiret                                               |
| Abbaye de Saint-Prix                                                                                           | moines                   | diocèse de Noyon                                               |                                                           |                                                                                |
| Abbaye de Saint-Quentin-en-l'Isle                                                                              | moines                   | diocèse de Noyon                                               |                                                           |                                                                                |
| Abbaye de Saint-Rambert                                                                                        | moines                   | diocèse de Lyon                                                |                                                           | Saint-Rambert-en-Bugey, autrefois Saint-Rambert de Joux, Ain                   |
| Abbaye de Saint-Rémy-aux-Nonnains                                                                              | moniales                 | diocèse de Soissons                                            |                                                           |                                                                                |
| Abbaye Saint-Rigaud (ou Rigauld) de Ligny                                                                      |                          | diocèse de Dijon                                               |                                                           | Ligny-en-Brionnais Saône-et-Loire                                              |
| Abbaye de Saint-Riquier                                                                                        | moines                   | diocèse d'Amiens                                               | 625? - 1790                                               | Saint-Riquier, Somme                                                           |
| Abbaye de Saint-Satur                                                                                          | moines                   |                                                                |                                                           |                                                                                |
| Abbaye Saulve de Valenciennes                                                                                  | moines                   | diocèse de Cambrai                                             |                                                           | Saint-Saulve, Nord                                                             |
| Abbaye de Saint-Sauve                                                                                          | moines                   | diocèse d'Amiens                                               |                                                           |                                                                                |
| Abbaye Saint-Sauveur                                                                                           | moines                   | diocèse de Lodève                                              |                                                           |                                                                                |
| Abbaye Saint-Sauveur                                                                                           | moniales                 | diocèse de Marseille                                           |                                                           |                                                                                |
| Abbaye de Saint-Sauveur                                                                                        | moines                   | diocèse de Nancy-Toul                                          |                                                           | Saint-Sauveur (Meurthe-et-Moselle)                                             |
| Abbaye de Saint-Sauveur-le-Vicomte                                                                             | moines                   | diocèse de Coutances                                           |                                                           | Saint-Sauveur-le-Vicomte, Manche                                               |
| Abbaye de Saint-Savin-en-Lavedan                                                                               | moines                   | diocèse de Tarbes                                              |                                                           |                                                                                |
| Abbaye de Saint-Savin-sur-Gartempe                                                                             |                          |                                                                |                                                           | Saint-Savin, Vienne                                                            |
| Abbaye de Saint-Seine                                                                                          | moines                   | diocèse de Dijon                                               |                                                           | Saint-Seine-l'Abbaye Côte-d'Or                                                 |
| Abbaye Notre-Dame de Saint-Sever-Calvados                                                                      | moines                   | diocèse de Coutances                                           |                                                           | Saint-Sever-Calvados, Calvados                                                 |
| Abbaye de Saint-Sever                                                                                          | moines                   | diocèse d'Aire, puis Tarbes                                    |                                                           | Saint-Sever, Landes                                                            |
| Abbaye de Saint-Sever-de-Rustan                                                                                |                          |                                                                |                                                           | Hautes-Pyrénées                                                                |
| Abbaye de La Tenaille de Saint-Sigismond-de-Clermont                                                           |                          |                                                                |                                                           | Charente-Maritime                                                              |
| Abbaye Notre-Dame du Nid-au-Merle de Saint-Sulpice-la-Forêt                                                    | moniales et moines       | diocèse de Rennes, relevant du Saint Siège                     | 1112-1792                                                 | Saint-Sulpice-la-Forêt Ille-et-Vilaine                                         |
| Abbaye de Saint-Symphorien                                                                                     | moines                   | diocèse de Beauvais                                            |                                                           |                                                                                |
| Abbaye Saint-Taurin d'Évreux                                                                                   | moines                   | diocèse d'Évreux                                               |                                                           |                                                                                |
| Abbaye de Saint-Théodard                                                                                       |                          |                                                                |                                                           | Quercy                                                                         |
| Abbaye de Saint-Thibéry                                                                                        |                          | diocèse d'Agde                                                 |                                                           |                                                                                |
| Abbaye de Saint-Urbain                                                                                         | moines                   | diocèse de Châlons-sur-Marne                                   | 862-1790                                                  | Saint-Urbain                                                                   |
| Abbaye de Saint-Valery-sur-Somme                                                                               | moines                   | diocèse d'Amiens                                               | vers 615 - 1790                                           | Saint-Valery-sur-Somme                                                         |
| Abbaye Saint-Vanne de Verdun (ou Saint-Vannes)                                                                 | moines                   | diocèse de Verdun                                              |                                                           |                                                                                |
| Abbaye de Saint-Victor-en-Caux                                                                                 | moines                   | diocèse de Rouen                                               | 1074-? +                                                  | Saint-Victor-l'Abbaye, Seine-Maritime                                          |
| Abbaye Saint-Vincent de Lucq (ou de Saudebonne), diocèse d'Oloron                                              |                          |                                                                |                                                           |                                                                                |
| Abbaye de Saint-Wulmer (ou de Samer)                                                                           | moines                   | diocèse de Boulogne-sur-Mer                                    |                                                           |                                                                                |
| Abbaye de Saint-Wandrille                                                                                      | moines                   | diocèse de Rouen                                               | ?-?, puis 1898-1901, puis 1931-                           | Saint-Wandrille-Rançon, Seine-Maritime                                         |
| Abbaye de Sainte-Austreberte                                                                                   | moniales                 | diocèse d'Amiens                                               |                                                           |                                                                                |
| Abbaye de Sainte-Colombe                                                                                       | moines                   | diocèse de Sens                                                |                                                           |                                                                                |
| Abbaye Notre-Dame de Saintes, dite Abbaye aux Dames                                                            | moniales                 |                                                                | 1047                                                      | Saintes, Charente-Maritime                                                     |
| Abbaye Saint-Eutrope de Saintes                                                                                |                          |                                                                |                                                           |                                                                                |
| Abbaye de Salve (ou Sauve)                                                                                     | moines                   | diocèse d'Alès                                                 |                                                           |                                                                                |
| Abbaye Notre-Dame de la Sanhe (ou Sagne)                                                                       | moniales                 | diocèse d'Albi                                                 |                                                           | Vielmur-sur-Agout, Tarn                                                        |
| Abbaye Notre-Dame de Saramon                                                                                   | moines                   | diocèse d'Auch                                                 |                                                           |                                                                                |
| Abbaye de Sarlat (?-1318)                                                                                      |                          |                                                                |                                                           |                                                                                |
| Abbaye de Saudebonne : voir Saint-Vincent-du-Luc                                                               |                          |                                                                |                                                           |                                                                                |
| Abbaye de la Saussaye                                                                                          | moniales                 | diocèse de Paris                                               |                                                           |                                                                                |
| Abbaye de La Sauve-Majeure (ou de la Grande-Sauve)                                                             | moines                   | diocèse de Bordeaux                                            |                                                           | La Sauve, Gironde                                                              |
| Abbaye Saint-Martin de Savigny                                                                                 | moines                   | diocèse de Lyon                                                |                                                           | Savigny, Rhône                                                                 |
| Abbaye Saint-Martin de Sées                                                                                    | moines                   | diocèse de Séez                                                |                                                           |                                                                                |
| Abbaye Saint-Barthélemy de Seltz                                                                               |                          |                                                                |                                                           | Seltz, Bas-Rhin                                                                |
| Abbaye Notre-Dame de Sénanque                                                                                  | moines                   | diocèse d'Orange, bien que située dans le diocèse de Cavaillon |                                                           |                                                                                |
| Abbaye de Sendras                                                                                              | moines                   | diocèse d'Alès                                                 |                                                           |                                                                                |
| Abbaye Saint-Pierre de Senones                                                                                 | moines                   | diocèse de Saint-Dié                                           |                                                           | Senones, Vosges                                                                |
| abbaye Saint-Héracle de Sens                                                                                   | moines                   | diocèse de Sens                                                |                                                           | Sens, Yonne                                                                    |
| Abbaye de Saint-Jean-lès-Sens                                                                                  | moniales                 | diocèse de Sens                                                |                                                           | Sens, Yonne                                                                    |
| Abbaye de Saint-Pierre-le-Vif de Sens                                                                          | moines                   | diocèse de Sens                                                | VIe s. après 533 - 1714                                   | Sens, Yonne                                                                    |
| Abbaye de Saint-Rémi de Sens,                                                                                  | moines                   | diocèse de Sens                                                |                                                           |                                                                                |
| Abbaye Notre-Dame du Pesquié                                                                                   | moniales                 | diocèse de Pamiers                                             |                                                           | Serres-sur-Arget, Ariège                                                       |
| Abbaye de Seuilly                                                                                              | moines                   | diocèse de Tours                                               |                                                           |                                                                                |
| Abbaye de La Seyne-sur-Mer                                                                                     | moniales                 |                                                                |                                                           |                                                                                |
| Abbaye Sainte-Lioba de Simiane-Collongue                                                                       |                          |                                                                |                                                           | Simiane-Collongue, Bouches-du-Rhône                                            |
| Abbaye Notre-Dame de Simorre                                                                                   | moines                   | diocèse d'Auch                                                 |                                                           |                                                                                |
| Abbaye Saint-Médard de Soissons                                                                                | moines                   | diocèse de Soissons                                            |                                                           |                                                                                |
| Abbaye Notre-Dame de Soissons                                                                                  | moniales                 | diocèse de Soissons                                            |                                                           |                                                                                |
| Abbaye Saint-Pierre de Solesmes                                                                                | moines                   | diocèse du Mans                                                |                                                           | Solesmes, Sarthe                                                               |
| Abbaye Sainte-Cécile de Solesmes                                                                               | moniales                 |                                                                |                                                           | Sarthe                                                                         |
| Abbaye Saint-Pierre-Saint-Paul de Solignac                                                                     | moines                   | diocèse de Limoges                                             |                                                           | Solignac, Haute-Vienne                                                         |
| Abbaye Saint-Jean de Sorde                                                                                     | moines                   | diocèse de Dax                                                 | 960 - 1790                                                | Sorde-l'Abbaye, Landes                                                         |
| Abbaye-École de Sorèze                                                                                         | moines                   | diocèse de Lavaur                                              |                                                           |                                                                                |
| Abbaye Sainte-Marie de Souillac                                                                                | moines                   | diocèse de Cahors                                              |                                                           | Souillac, Lot, Quercy                                                          |
| Abbaye de Souribes                                                                                             | moniales                 | diocèse de Gap                                                 |                                                           |                                                                                |
| Abbaye Notre-Dame de Soyons                                                                                    | moniales                 | diocèse de Valence                                             |                                                           |                                                                                |
| Abbaye de la Sye-en-Brignon                                                                                    | moines                   | diocèse de Poitiers                                            |                                                           |                                                                                |

- Haut – A
- B
- C
- D
- E
- F
- G
- H
- I
- J
- K
- L
- M
- N
- O
- P
- Q
- R
- S
- T
- U
- V
- W
- X
- Y
- Z

## T

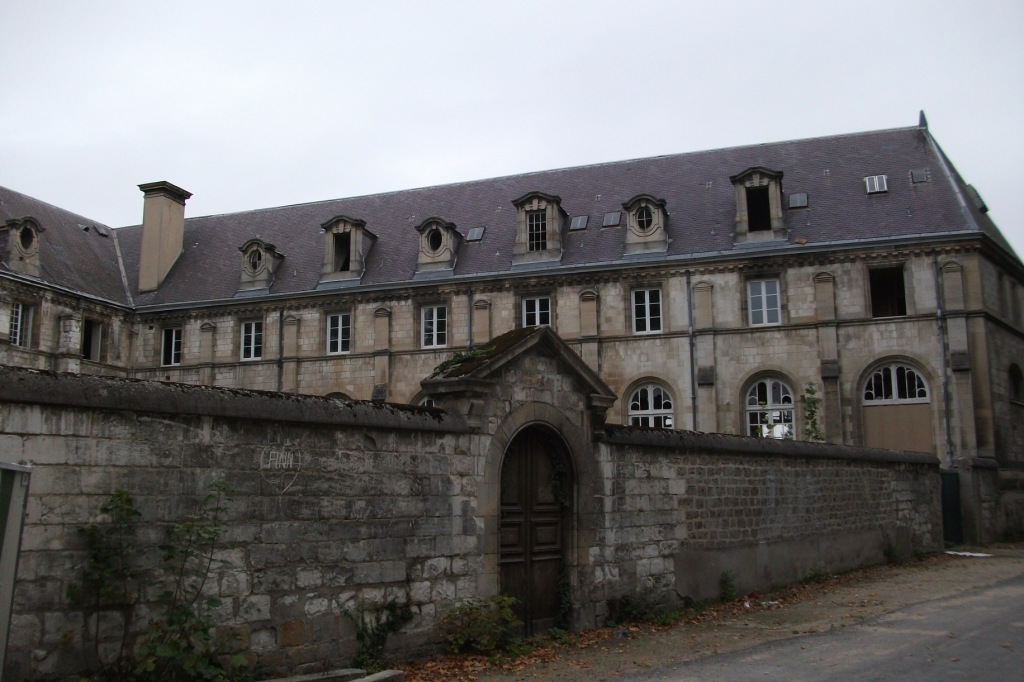
Ancienne abbaye de Toussaints, Châlons.
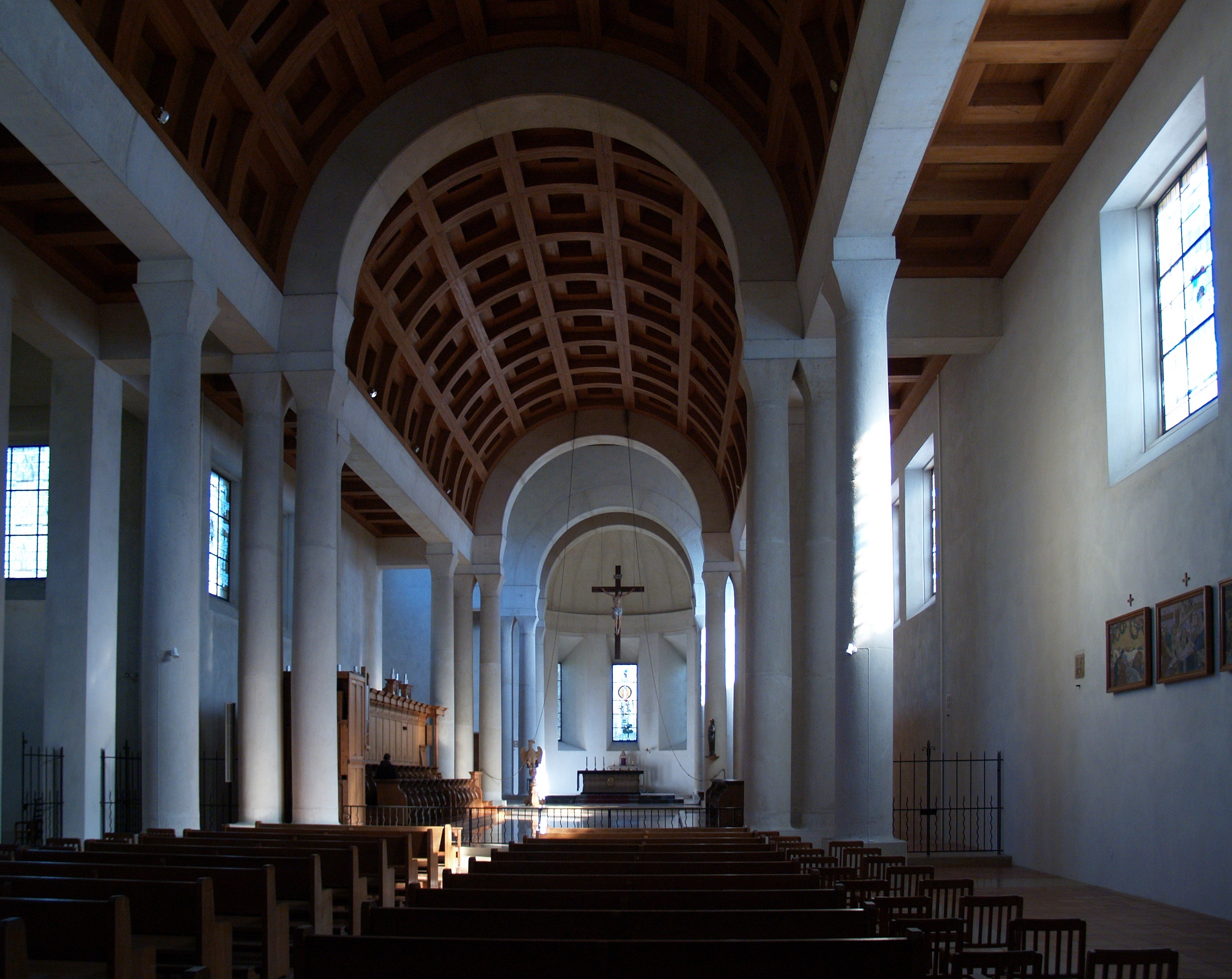
Abbaye Notre-Dame de Triors, Drôme
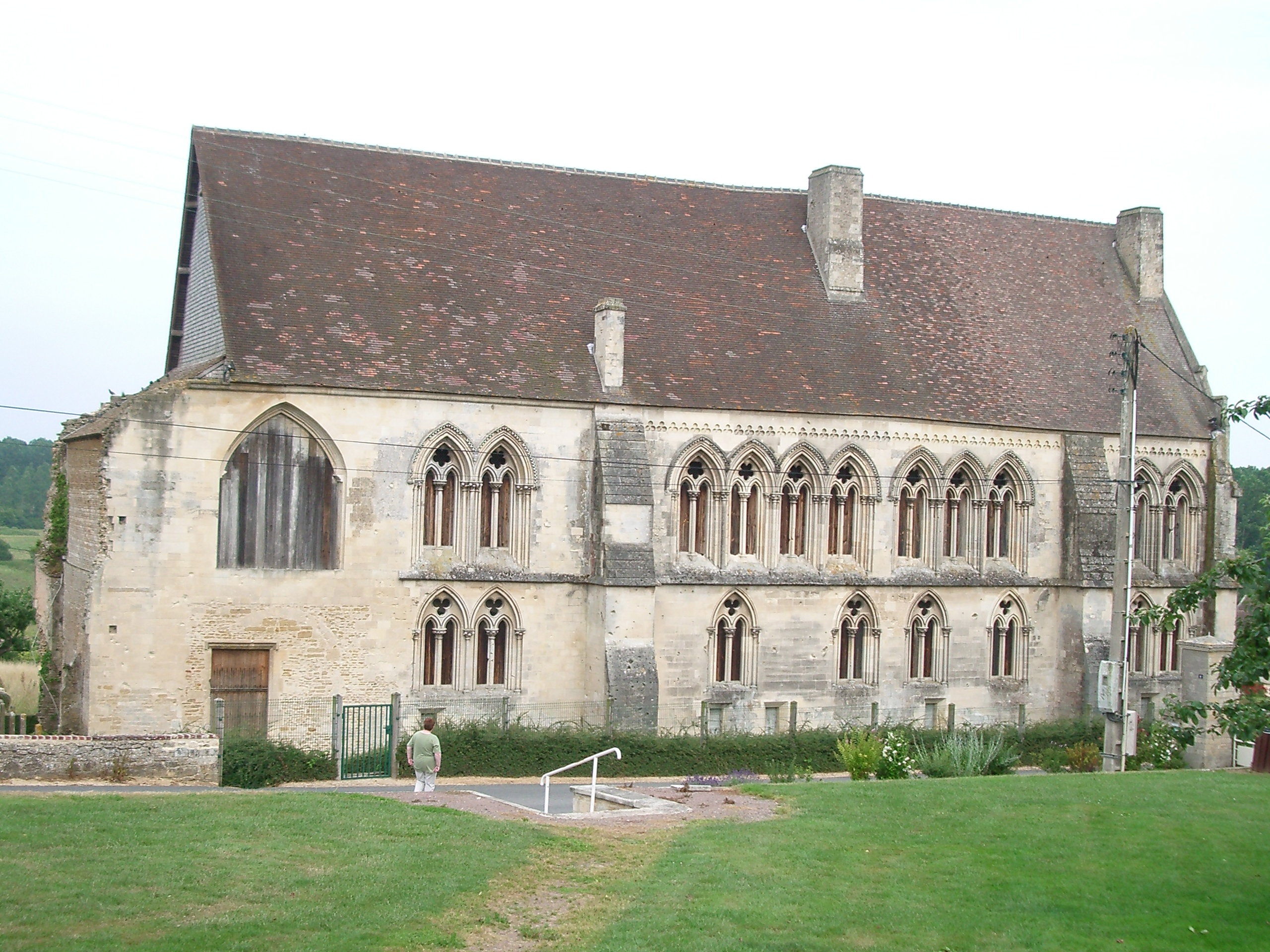
Abbaye Saint-Martin de Troarn, Calvados
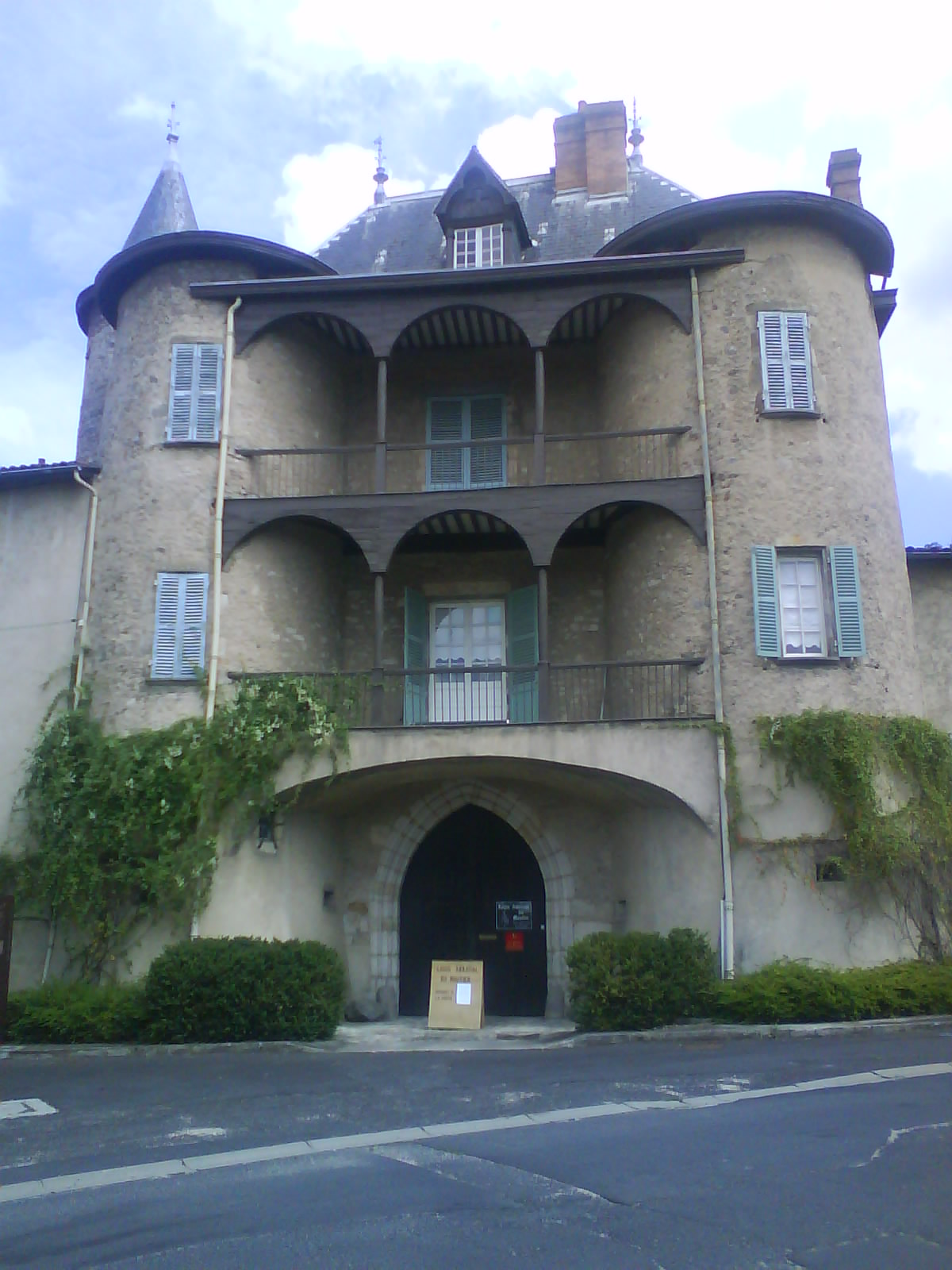
Abbaye du Moutier, Thiers, Puy-de-Dôme

| Abbaye                                             | Communauté | Diocèse                     | Date                      | Localisation                           |
| -------------------------------------------------- | ---------- | --------------------------- | ------------------------- | -------------------------------------- |
| Abbaye de Talloires                                | moines     | diocèse de Genève           | 1675-?                    | Talloires, Haute-Savoie                |
| Abbaye Saint-Honorat de Tarascon                   | moniales   | diocèse d'Avignon           | 1358-?                    | Tarascon, Bouches-du-Rhône             |
| Abbaye de Tasque                                   | moines     | diocèse de Tarbes           |                           | Tasque, Gers                           |
| Abbaye de Terrasson                                | moines     | diocèse de Sarlat           |                           | Terrasson, Dordogne                    |
| Abbaye du Moutier                                  | moines     | diocèse de Clermont         | XIe siècle                | Thiers, Puy-de-Dôme                    |
| Abbaye de la Sainte-Trinité de Tiron, chef d'ordre | moines     | diocèse de Chartres         | 1109-1791                 | Thiron-Gardais, Eure-et-Loir           |
| Abbaye de Tonnay-Charente                          | moines     | diocèse de Saintes          | 1090-?                    | Tonnay-Charente, Charente-Maritime     |
| Abbaye Saint-Michel de Tonnerre                    | moines     | diocèse de Langres          |                           | Tonnerre, Yonne                        |
| Abbaye de Torcy                                    | moniales   | diocèse de Paris            | 1674                      | Torcy, Seine-et-Marne                  |
| Abbaye Saint-Sernin de Toulouse                    | moines     | diocèse de Toulouse         | bénédictine de 850 à 1073 | Toulouse, Haute-Garonne                |
| Abbaye Notre-Dame de Tournay                       | moines     |                             |                           | Tournay, Hautes-Pyrénées               |
| Abbaye Saint-Philibert de Tournus                  | moines     | diocèse de Chalon-sur-Saône | 875-1627                  | Tournus, Saône-et-Loire                |
| Abbaye de Marmoutier (Tours)                       | moines     | diocèse de Tours            |                           | Tours, Indre-et-Loire                  |
| Abbaye de Saint-Julien                             | moines     | diocèse de Tours            |                           | Tours, Indre-et-Loire                  |
| Abbaye de Tourtoirac                               | moines     | diocèse de Périgueux        |                           | Tourtoirac, Dordogne                   |
| Abbaye de Toussaint                                | moines     | diocèse de Châlons          | 1047-XVIe                 | Châlons-en-Champagne, Marne            |
| Abbaye Sainte-Madeleine de Traînel                 | moniales   | diocèse de Paris            |                           | Trainel, Aube                          |
| Abbaye Saint-Michel du Tréport                     | moines     | diocèse de Rouen            | 1053-?                    | Le Tréport, Seine-Maritime             |
| Abbaye Notre-Dame du Trésor                        | moniale    | diocèse d'Evreux            | ca 1200-                  | Bus-Saint-Rémy, Eure                   |
| Abbaye Notre-Dame de Triors.                       | moines     | Diocèse de Valence          | 1994-                     | Triors, Drôme                          |
| Abbaye Saint-Martin de Troarn                      | moines     | diocèse de Bayeux           | 1050-1790                 | Troarn, Calvados                       |
| Abbaye Notre-Dame du Tronchet                      | moines     | diocèse de Dol              | 1140-                     | Le Tronchet, Ille-et-Vilaine           |
| Abbaye de Turpenay                                 | moines     | diocèse de Tours            |                           | Saint-Benoît-la-Forêt (Indre-et-Loire) |

- Haut – A
- B
- C
- D
- E
- F
- G
- H
- I
- J
- K
- L
- M
- N
- O
- P
- Q
- R
- S
- T
- U
- V
- W
- X
- Y
- Z

## U

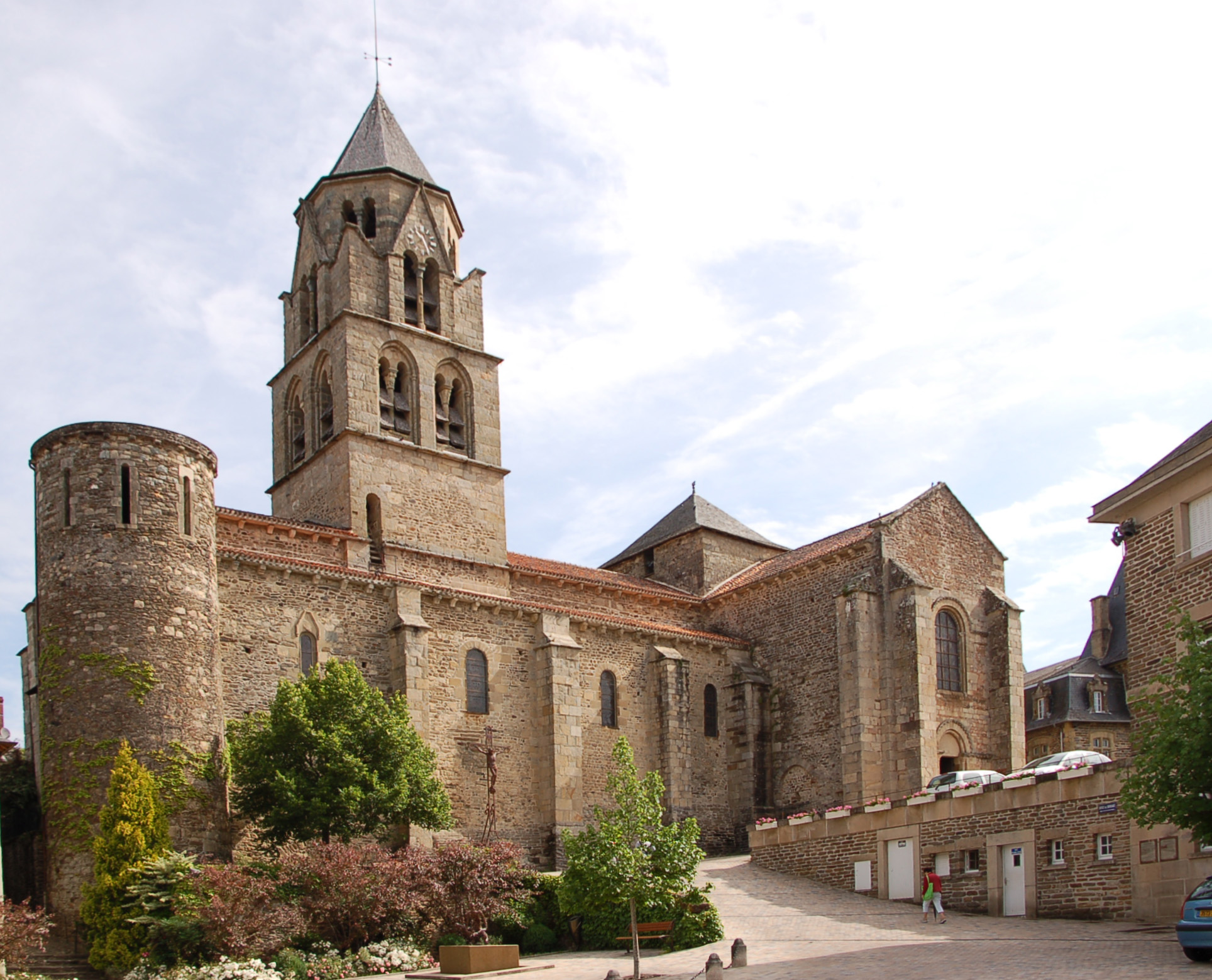
Abbaye Saint-Pierre d'Uzerche

| Abbaye                        | Communauté | Diocèse            | Date  | Localisation              |
| ----------------------------- | ---------- | ------------------ | ----- | ------------------------- |
| Abbaye Notre-Dame de Belloc   | moines     |                    | 1875- | Urt, Pyrénées-Atlantiques |
| Abbaye Saint-Pierre d'Uzerche | moines     | diocèse de Limoges |       | Uzerche, Corrèze          |

- Haut – A
- B
- C
- D
- E
- F
- G
- H
- I
- J
- K
- L
- M
- N
- O
- P
- Q
- R
- S
- T
- U
- V
- W
- X
- Y
- Z

## V

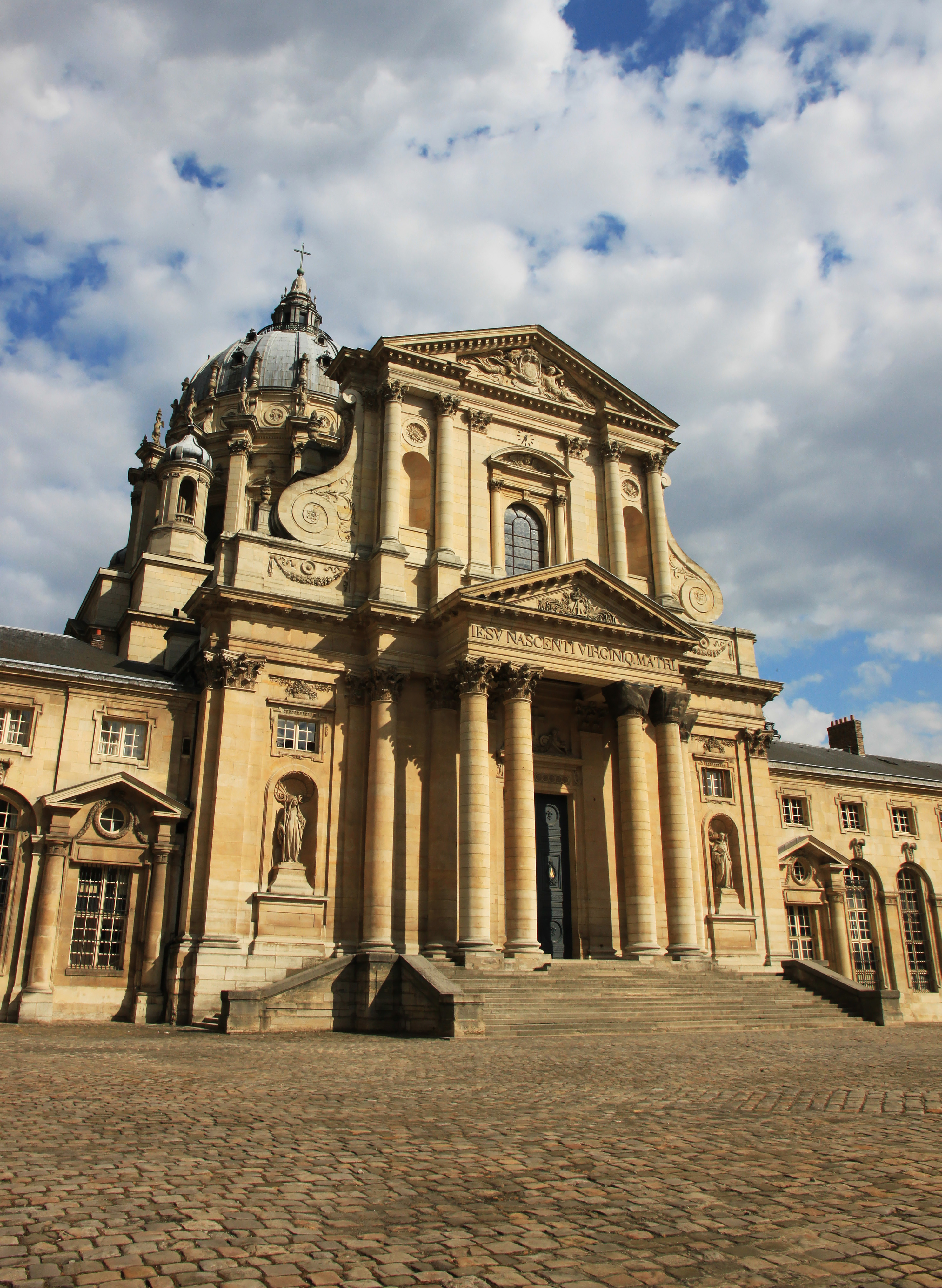
Église du Val-de-Grâce (Paris)
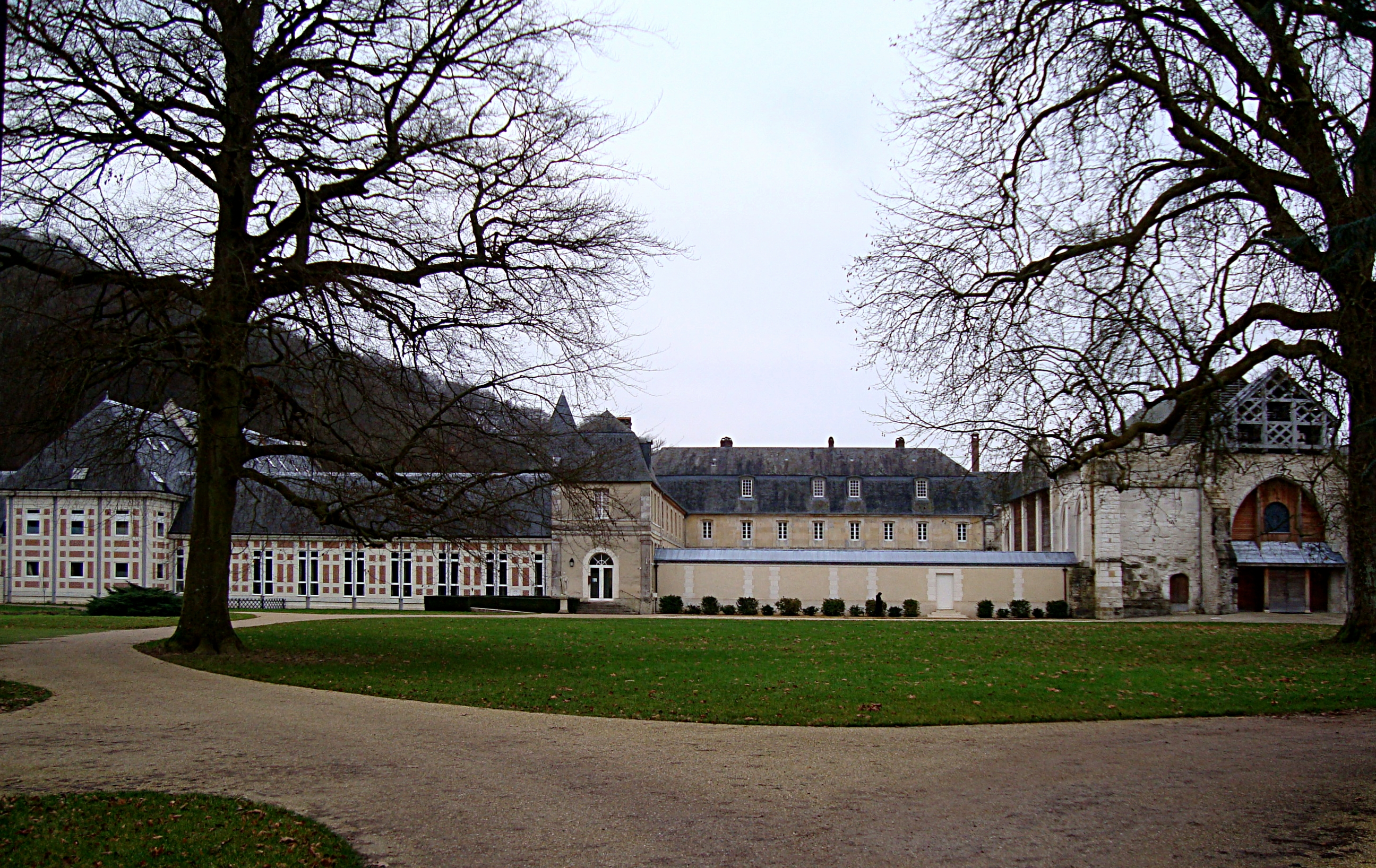
Abbaye de Valmont
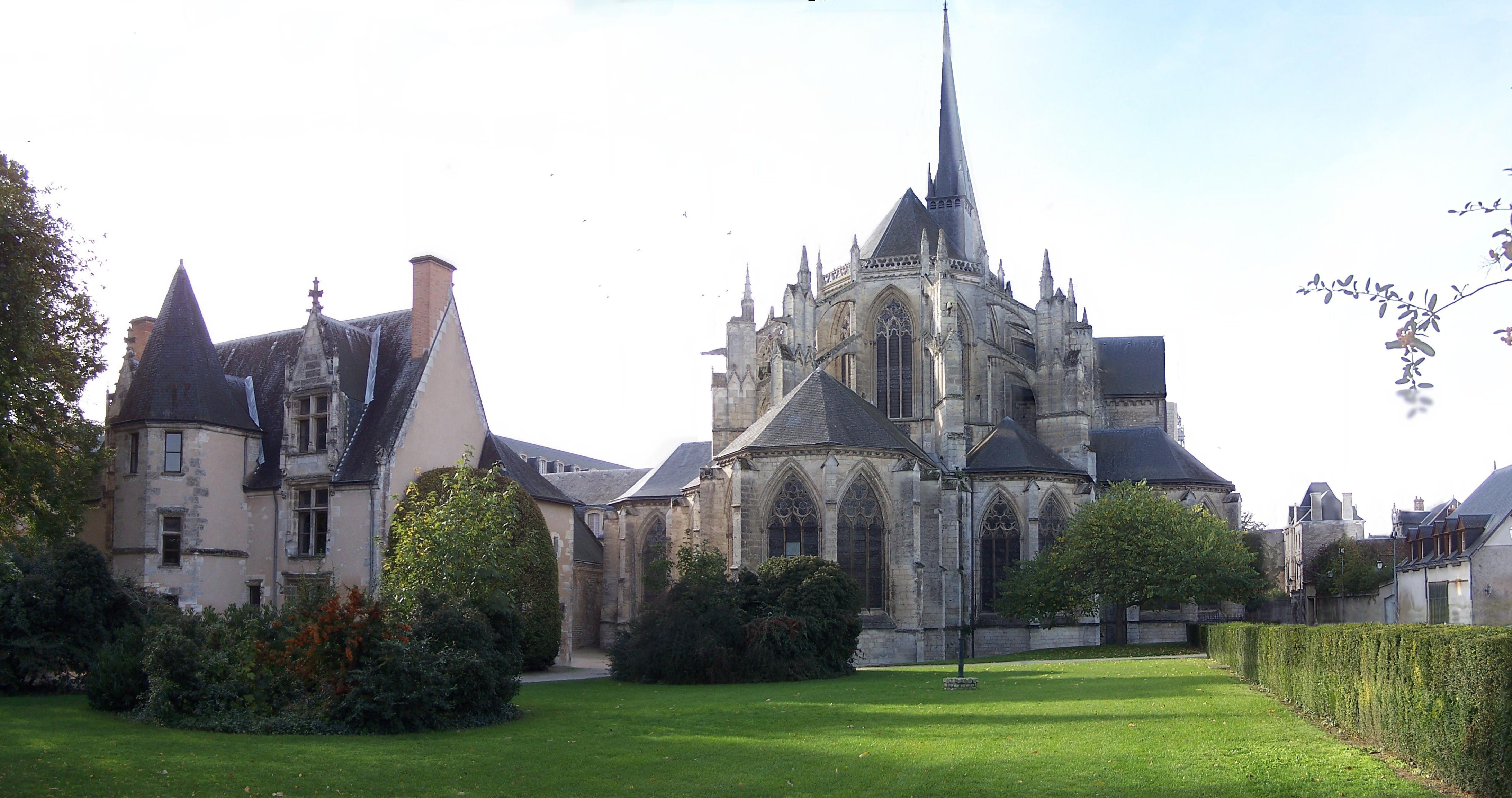
Abbaye de la Trinité de Vendôme

| Abbaye                                                                         | Communauté                               | Diocèse                                  | Date                   | Localisation                       |
| ------------------------------------------------------------------------------ | ---------------------------------------- | ---------------------------------------- | ---------------------- | ---------------------------------- |
| Abbaye de Vabres                                                               | moines                                   | Vabres puis Vabres puis diocèse de Rodez | 862-1790               | Vabres-l'Abbaye, Aveyron           |
| Abbaye du Val-de-Grâce                                                         | moniales                                 | diocèse de Paris                         |                        | Paris                              |
| Abbaye du Valdieu                                                              |                                          | diocèse de Besançon                      |                        |                                    |
| Abbaye du Val d'Osne-près-Charenton                                            |                                          | diocèse de Paris                         |                        |                                    |
| Abbaye Notre-Dame de Valmont, actuellement Abbaye Notre-Dame-du-Pré de Valmont | moines (1169-1789) puis moniales (1994-) | diocèse de Rouen                         |                        | Valmont, Seine-Maritime            |
| Abbaye Notre-Dame de Protection de Valognes                                    | moniales                                 | diocèse de Coutances                     | 1636-? et ?-           | Valognes, Manche                   |
| Abbaye Saint-Louis-du-Temple de Vauhallan                                      | moniales                                 |                                          | 1951-                  | Vauhallan, Essonne                 |
| Abbaye Saint-Étienne de Vaux                                                   | moines                                   | diocèse de Saintes                       |                        | Vaux-sur-Mer, Charente-Maritime    |
| Abbaye de la Trinité de Vendôme                                                | moines                                   | diocèse de Blois                         | 1040-?                 | Vendôme, Loir-et-Cher              |
| Abbaye Saint-Vanne de Verdun                                                   | moines                                   | diocèse de Verdun                        | 952-1792               | Verdun (Meuse)                     |
| Abbaye Notre-Dame de Venière : voir Boyer                                      |                                          |                                          |                        |                                    |
| Abbaye Saint-Airy de Verdun,                                                   | moines                                   | diocèse de Verdun                        |                        | Verdun, Meuse                      |
| Abbaye Saint-Maur de Verdun                                                    | moniales                                 | diocèse de Verdun                        |                        | Verdun, Meuse                      |
| Abbaye Saint-Eustase de Vergaville                                             | moniales                                 | diocèse de Metz                          |                        | Vergaville, Moselle                |
| Abbaye Saint-Nicolas de Verneuil                                               | moniales                                 | diocèse d'Évreux                         | 1631-2001              | Verneuil-sur-Avre, Eure            |
| Abbaye Saint-Martin de Vertou                                                  | moines                                   | diocèse de Nantes                        |                        | Vertou, Loire-Atlantique           |
| Abbaye Saint-Sauveur de Vertus                                                 | moines                                   | diocèse de Châlons-sur-Marne             | 1081-                  | Vertus, Marne                      |
| Abbaye Saint-Basle de Verzy                                                    | moines                                   | diocèse de Reims                         |                        | Verzy, Marne                       |
| Abbaye de Vézelay                                                              | moines                                   | diocèse d'Autun                          |                        | Vézelay, Yonne                     |
| Abbaye de Vielmur : voir Abbaye de la Sagne                                    |                                          |                                          |                        |                                    |
| Abbaye de Saint-André-le-Bas de Vienne                                         | moines                                   |                                          | VIe siècle-1765        | Vienne, Isère                      |
| Abbaye de Saint-André-le-Haut de Vienne                                        | moniales                                 |                                          | VIe siècle-            | Vienne, Isère                      |
| Abbaye Saint-Pierre de Vienne                                                  | moines                                   |                                          | VIe siècle-1791        | Vienne, Isère                      |
| Abbaye Notre-Dame-des-Colonnes                                                 | moniales                                 | diocèse de Vienne                        | XIIIe siècle-1584-1792 | Vienne, Isère                      |
| Abbaye Saint-Pierre de Vierzon                                                 | moines                                   | diocèse de Bourges                       |                        | Vierzon, Cher                      |
| Abbaye Saint-Pierre du Vigeois                                                 | moines                                   | diocèse de Limoges                       |                        | Vigeois, Corrèze                   |
| Abbaye de Vignatz ou Vignats                                                   | moniales                                 | diocèse de Séez                          |                        |                                    |
| Abbaye de Villedieu                                                            | moniales                                 | diocèse de Viviers                       |                        |                                    |
| Abbaye Saint-Sauveur de Villeloin                                              | moines                                   | diocèse de Tours                         |                        | Villeloin-Coulangé, Indre-et-Loire |
| Abbaye de Villemagne                                                           | moines                                   | diocèse de Béziers                       |                        | Villemagne-l'Argentière, Hérault   |
| Abbaye de Villemur ou Vieil-Mur                                                | moniales                                 | diocèse de Castres                       |                        |                                    |
| Abbaye Saint-André de Villeneuve-lès-Avignon                                   | moines                                   | diocèse d'Avignon                        |                        | Villeneuve-lès-Avignon, Gard       |
| Abbaye Notre-Dame de Bellaigue (Virlet)                                        | moines                                   |                                          |                        | Virlet, Puy-de-Dôme                |
| Abbaye de Saint Jean-Baptiste du Jard de Voisenon                              | moniales                                 | diocèse de Sens                          | 1194-                  | Voisenon, Seine-et-Marne           |
| Abbaye Saint-Vivant de Vosne-Romanée                                           | moines                                   |                                          | ?-1753                 | Vosne-Romanée, Côte-d'Or           |

- Haut – A
- B
- C
- D
- E
- F
- G
- H
- I
- J
- K
- L
- M
- N
- O
- P
- Q
- R
- S
- T
- U
- V
- W
- X
- Y
- Z

## W

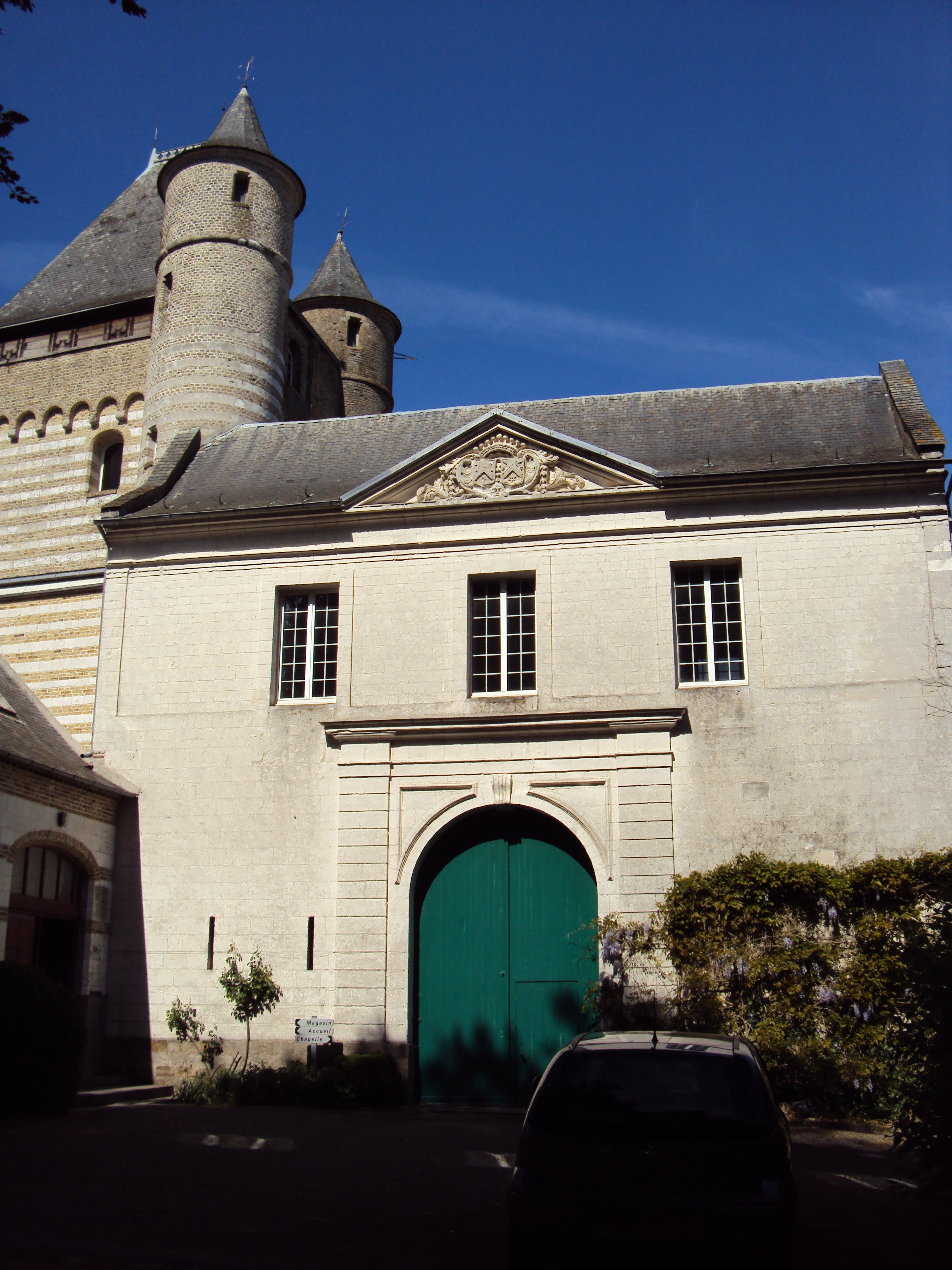
Abbaye Saint-Paul de Wisques
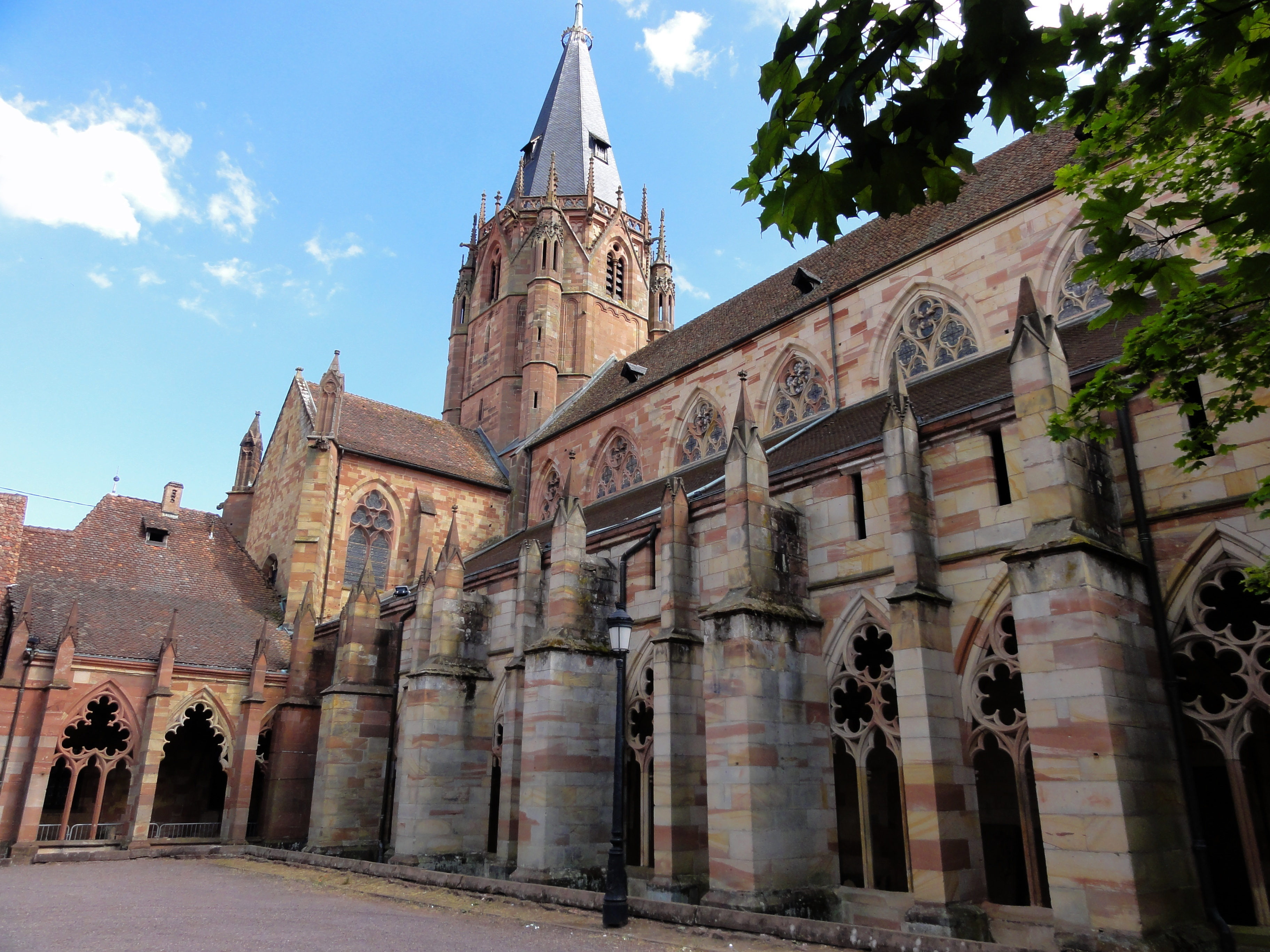
Abbaye de Wissembourg

| Abbaye                                           | Communauté | Diocèse          | Date         | Localisation           |
| ------------------------------------------------ | ---------- | ---------------- | ------------ | ---------------------- |
| Abbaye Notre-Dame de Wisques                     | moniales   | diocèse d'Arras  | 1889-        | Wisques, Pas-de-Calais |
| Abbaye Saint-Paul de Wisques                     | moines     | diocèse d'Arras  | 1910-        | Wisques, Pas-de-Calais |
| Abbaye Saint-Pierre-et-Saint-Paul de Wissembourg | moines     | diocèse de Spire | v 661 - 1524 | Wissembourg, Bas-Rhin  |

- Haut – A
- B
- C
- D
- E
- F
- G
- H
- I
- J
- K
- L
- M
- N
- O
- P
- Q
- R
- S
- T
- U
- V
- W
- X
- Y
- Z

## Y

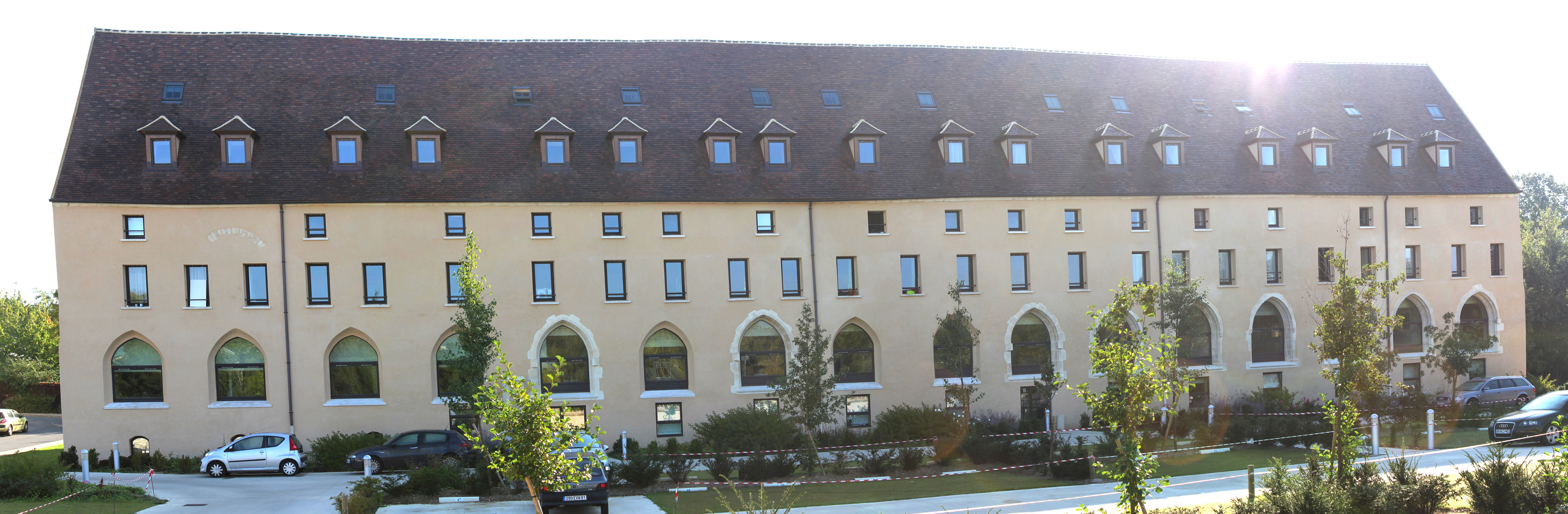
Abbaye Notre-Dame d'Yerres

| Abbaye                     | Communauté              | Diocèse          | Date   | Localisation    |
| -------------------------- | ----------------------- | ---------------- | ------ | --------------- |
| Abbaye Notre-Dame d'Yerres | moniales                | diocèse de Paris | ?-1792 | Yerres, Essonne |
| Abbaye d'Yzeure            | chanoines puis moniales |                  |        | Yzeure, Allier  |